# Musée archéologique de Paros
Vous lisez un « bon article » labellisé en 2010.
Le musée archéologique de Paros est situé à Parikiá, la ville et port principal de l'île de Paros dans les Cyclades, en Grèce.
Fondé en 1960, il dépend du ministère grec de la culture (vingt-et-unième éphorat des antiquités préhistoriques et classiques). Organisé en deux ailes autour d'une cour, le musée expose des objets allant du Néolithique à l'époque romaine : vases, statues, objets de la vie quotidienne, stèles funéraires ou éléments architecturaux. Il abrite les découvertes faites sur le site néolithique le plus ancien des Cyclades : celui de l'îlot de Saliagos remontant aux Ve et IVe millénaires av. J.-C. On peut y voir aussi une des premières statues connues de Gorgone, une partie de la célèbre « Chronique de Paros » et une grande mosaïque romaine représentant les travaux d'Hercule. La majeure partie des objets provient des fouilles archéologiques sur l'île ainsi que sur sa voisine Antiparos et est en marbre de Paros. Le musée compte de nombreuses œuvres originales des périodes archaïque et classique, alors que bien souvent celles-ci ne sont connues que par leurs copies hellénistiques ou romaines. Cela fait du musée archéologique de Paros un musée de province important.

## Musée

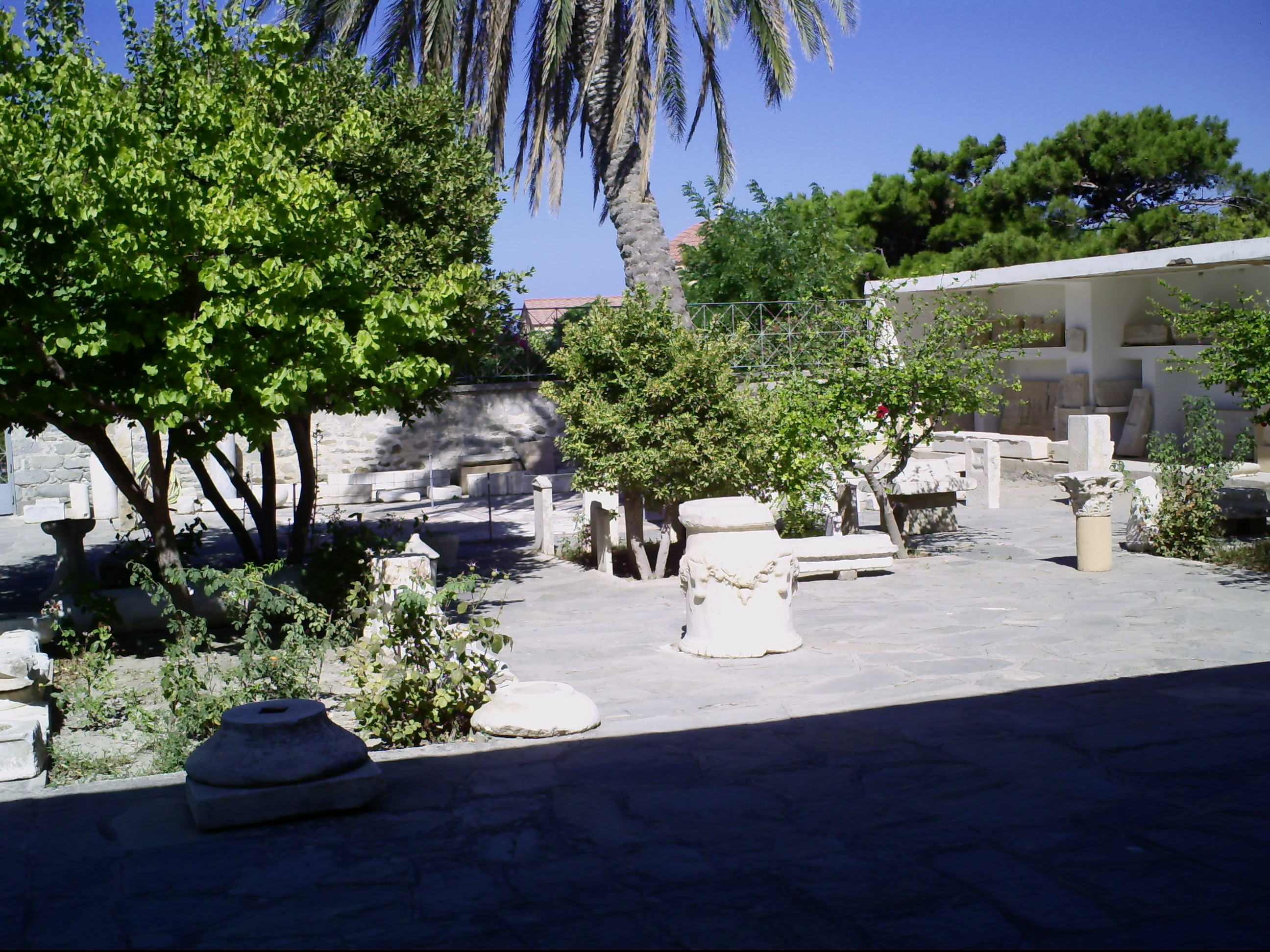
La cour du musée, vers l'ouest : les niches d'exposition sont visibles le long du mur nord ainsi que la basilique de la Panaghia Katapoliani à travers les pins.

Les premières découvertes archéologiques sur l'île de Paros furent entreposées dans la basilique de la Panaghia Katapoliani. Dans les années 1950, lors de la construction du lycée de Paros, une partie du bâtiment fut expressément prévue pour abriter les collections archéologiques. Sur un terrain municipal, une aile et une cour furent dédiées au musée. L'éphore Nikólaos Zafirópoulos fut chargé d'organiser les premières collections. L'ouverture du musée eut lieu en 1960 : il n'exposait alors pratiquement que des statues des VIe et Ve siècles av. J.-C. Dès cette date, il se révéla insuffisant car de nouvelles fouilles avaient mis au jour un grand nombre d'objets. La construction d'une nouvelle aile commença immédiatement. Elle fut prête à la fin de la décennie 1960. Les deux ailes du musée ne communiquent pas directement, mais elles sont reliées par un portique d'abord entièrement ouvert. La moitié nord du portique fut close dans les années 1970 quand de nouveaux objets (dont la statue de l'Artémis Délia) furent ajoutés à la collection. Ces objets pouvaient supporter d'être présentés en extérieur, mais sans être totalement exposés aux intempéries. Les ailes du musée ferment au sud et à l'est une vaste cour. Des niches ont été installées dans le mur de la partie nord afin d'y présenter des objets. L'éphore N. Zapheiropoulos voulait proposer une partie de la collection dans son « environnement naturel », au milieu de la végétation cycladique et sous le soleil grec. C'est aussi pour cette raison que le mur ouest de la cour est suffisamment bas pour permettre aux visiteurs d'avoir une vue sur la ville de Parikiá (le musée est un peu en hauteur) et surtout sur la basilique de la Panaghia Katapoliani,,.

Plan du musée

Le musée abrite les découvertes des fouilles archéologiques sur l'île, en grande partie les fouilles de sauvetage dans Parikiá menées par la seconde éphore Photeini Zapheiropoulou qui réorganisa aussi les collections. Son collaborateur sur les chantiers de fouilles et au musée à partir de 1986, Yannis Kourayos, fit de même. Des travaux de réfection et d'extension ont été réalisés au musée en 1995. Ainsi, la partie administrative qui était installée dans la première aile construite fut transférée à l'entrée sud-ouest de la cour, dans un bâtiment construit spécifiquement dans ce but. Sa collection de sculptures originales des périodes archaïque et classique, alors que souvent les œuvres de ces périodes sont plus connues via leurs copies hellénistiques ou romaines, en fait un musée de province important,,.
Les statistiques de fréquentation du musée laissent supposer qu'il est surtout visité par des touristes, de mai à septembre.

## Collection

### Extérieur du musée
À l'extérieur du musée, dans les parterres le long de la rue piétonne montant depuis le port, des fragments architecturaux sont dispersés tandis que le long du mur ouest sont exposés trois sarcophages d'époque romaine, spécifiques à l'île durant cette période. Ils servaient de sépulture familiale. Les décors sculptés sur les parois représentent des scènes caractéristiques de l'art funéraire : banquet ou défunt assis. Les couvercles à pignon supportaient les bustes des défunts.

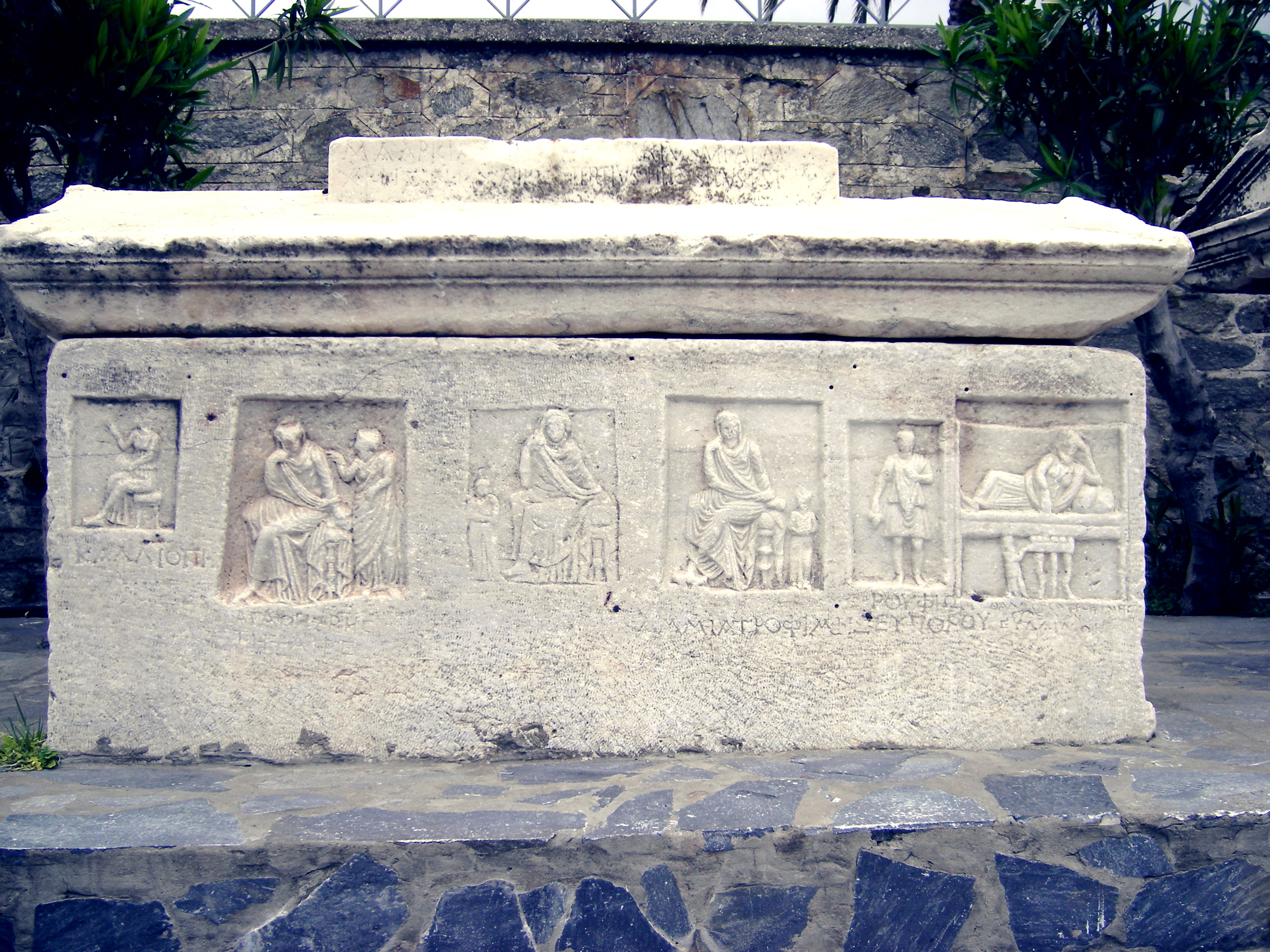
Sarcophage romain IIe – IIIe siècles
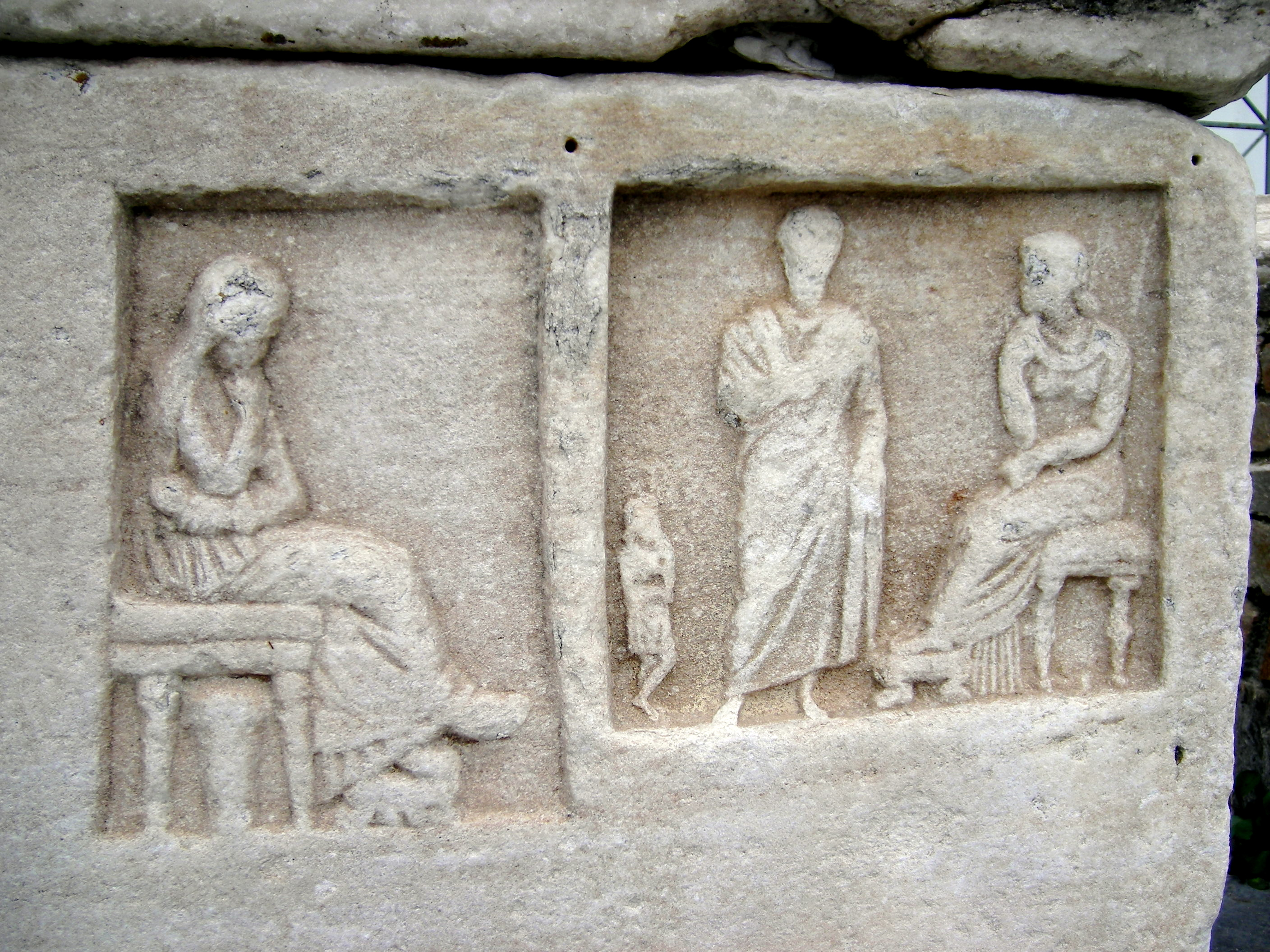
Sarcophage romain IIe – IIIe siècles
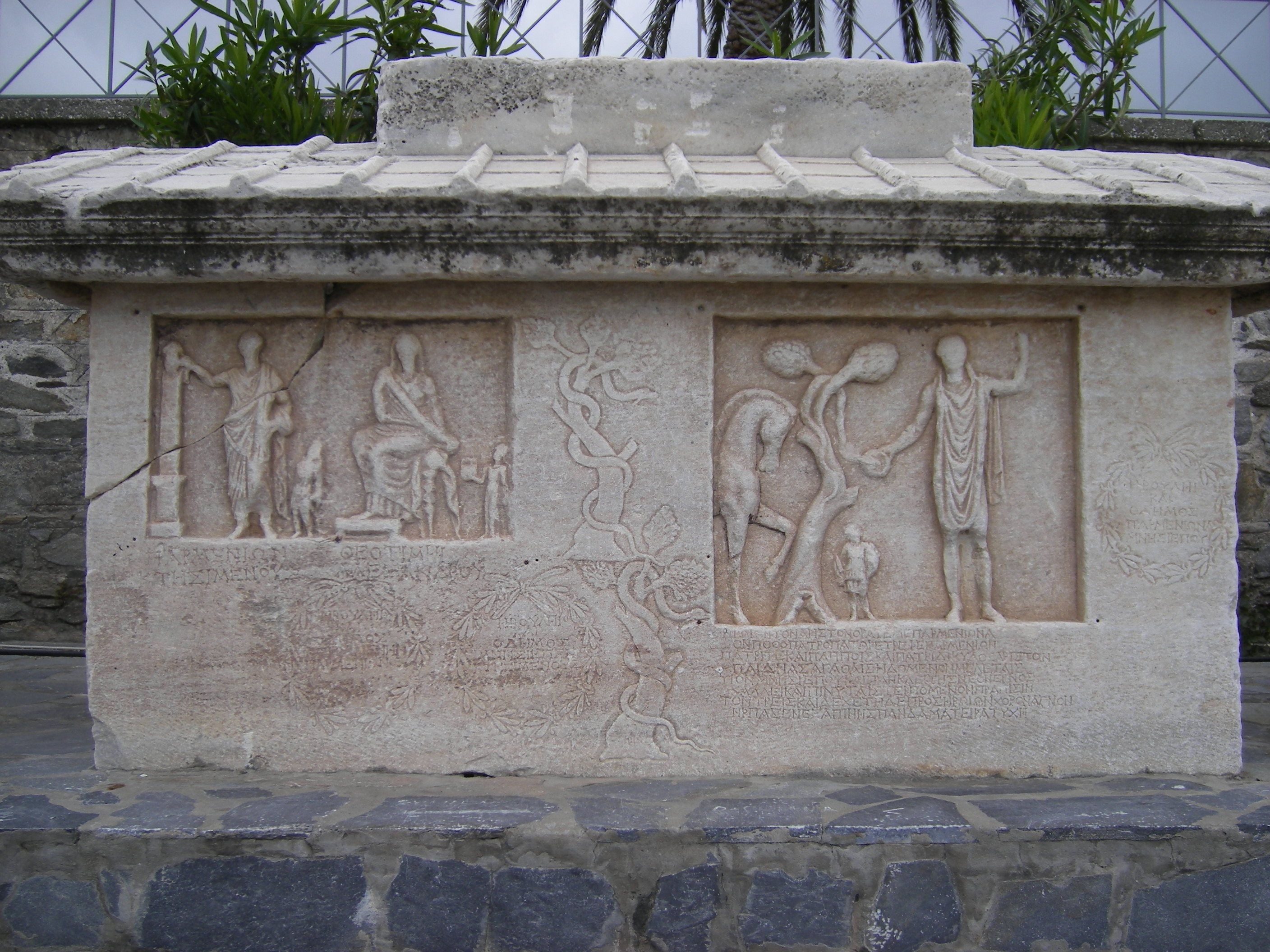
Sarcophage romain IIe – IIIe siècles

### Cour
La cour centrale autour de laquelle sont organisées les ailes du musée regroupe un grand nombre d'objets divers et variés : stèles funéraires, sarcophages, urnes funéraires de marbre, statues et éléments d'architecture. Le long du mur sud sont alignés des sarcophages dits « anthropomorphiques » ou « phéniciens ». Ils sont uniques en Grèce et remontent à l'époque archaïque. Ils sont probablement grecs, mais une provenance d'un atelier phénicien n'est pas exclue. Ils attestent tout au moins des relations entre l'île et le Proche-Orient ancien. En plus des stèles funéraires, une stèle avec l'inscription « ΟPOΣ ΠΟΛΕΩΣ », qui marquait les limites antiques de la cité, est visible dans la cour. Elle remonte au Ve siècle av. J.-C. et a été découverte à proximité des carrières de marbre. Non loin, cinq stèles avec « ΟPOΣ XΩPIO IEPO - AΠOΛΛONΩΣ ΔHΛIO » servaient quant à elles à marquer les limites du sanctuaire d'Apollon délien. L'autel circulaire avec les guirlandes et les têtes de taureau remonte à l'époque hellénistique et avait une fonction funéraire ; il a été découvert dans les fondations de la basilique de la Panaghia Katapoliani. Les urnes funéraires de marbre (kalpides) remontent aux IVe et IIIe siècles av. J.-C.,.

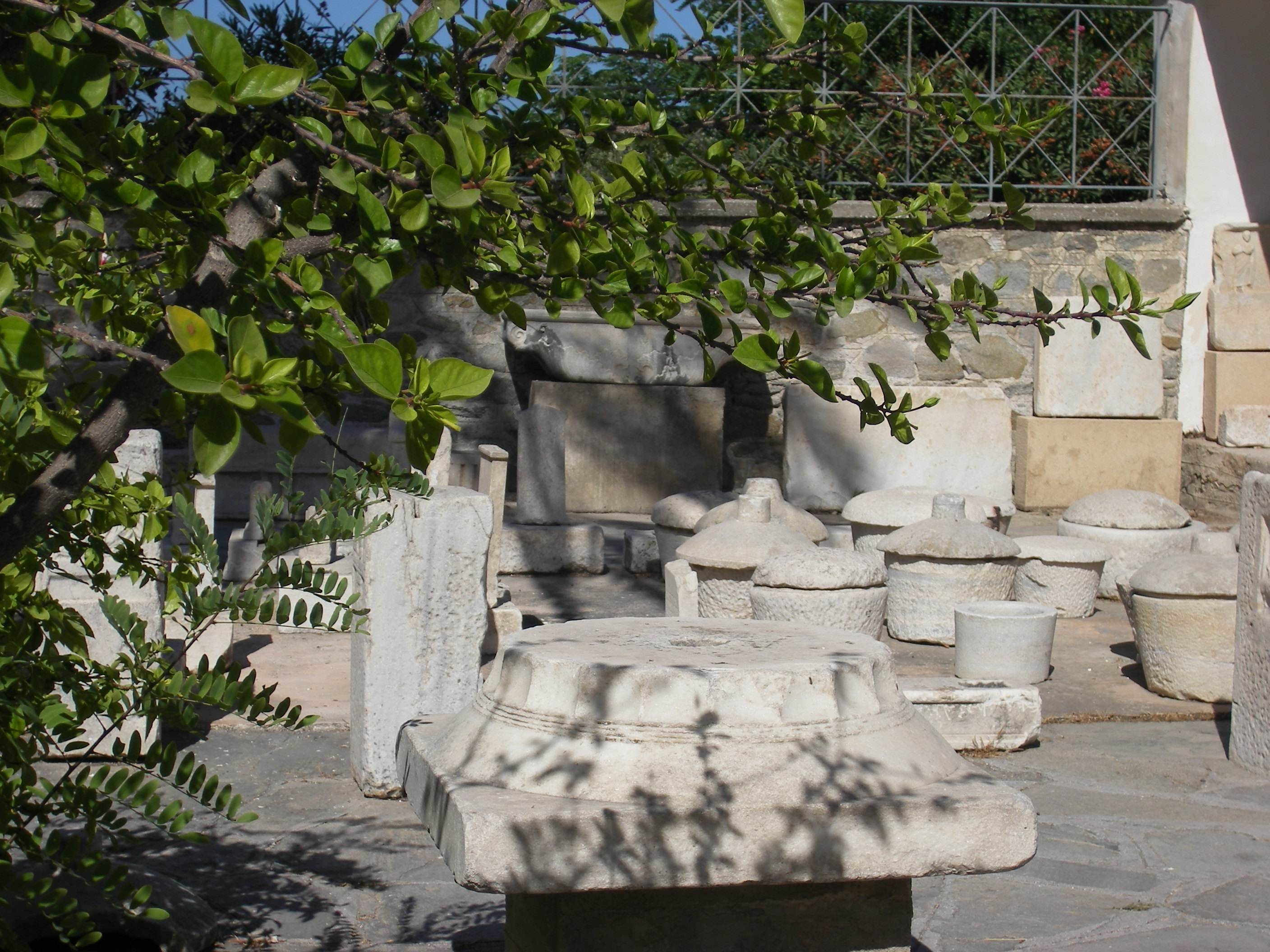
Éléments d'architecture dans la cour
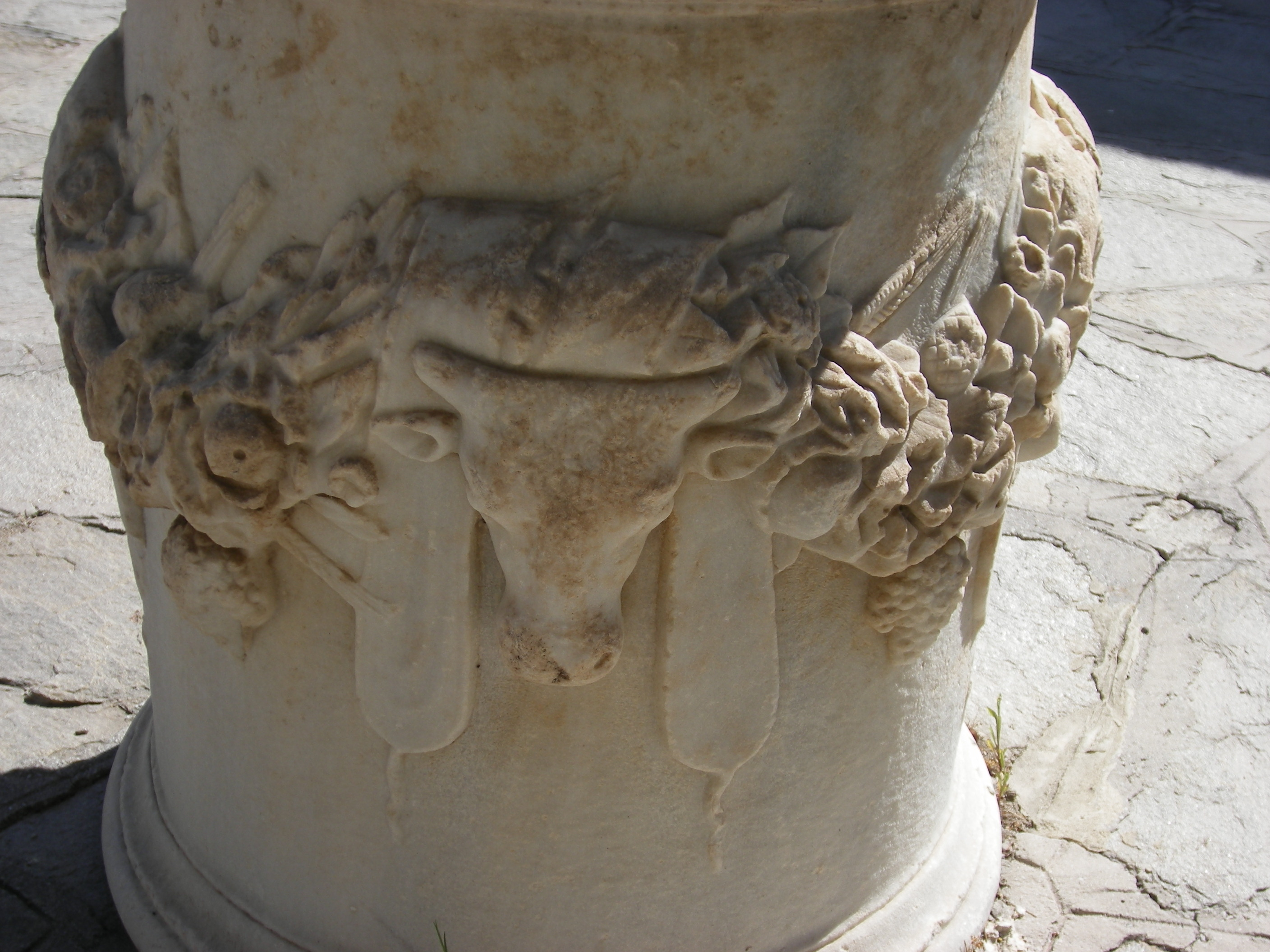
Autel funéraire hellénistique
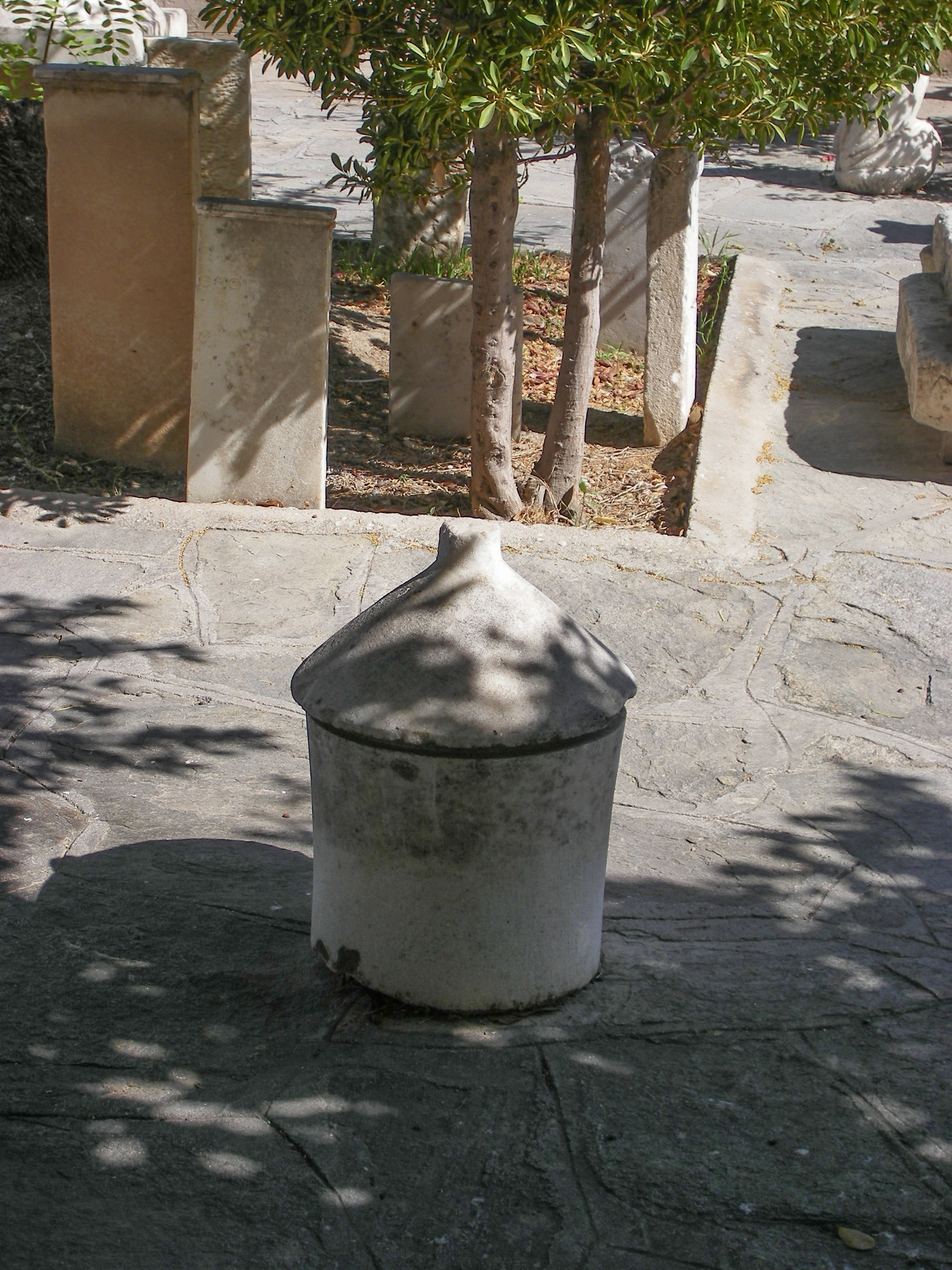
Urne funéraire de marbre. IVe et IIIe siècles av. J.-C.
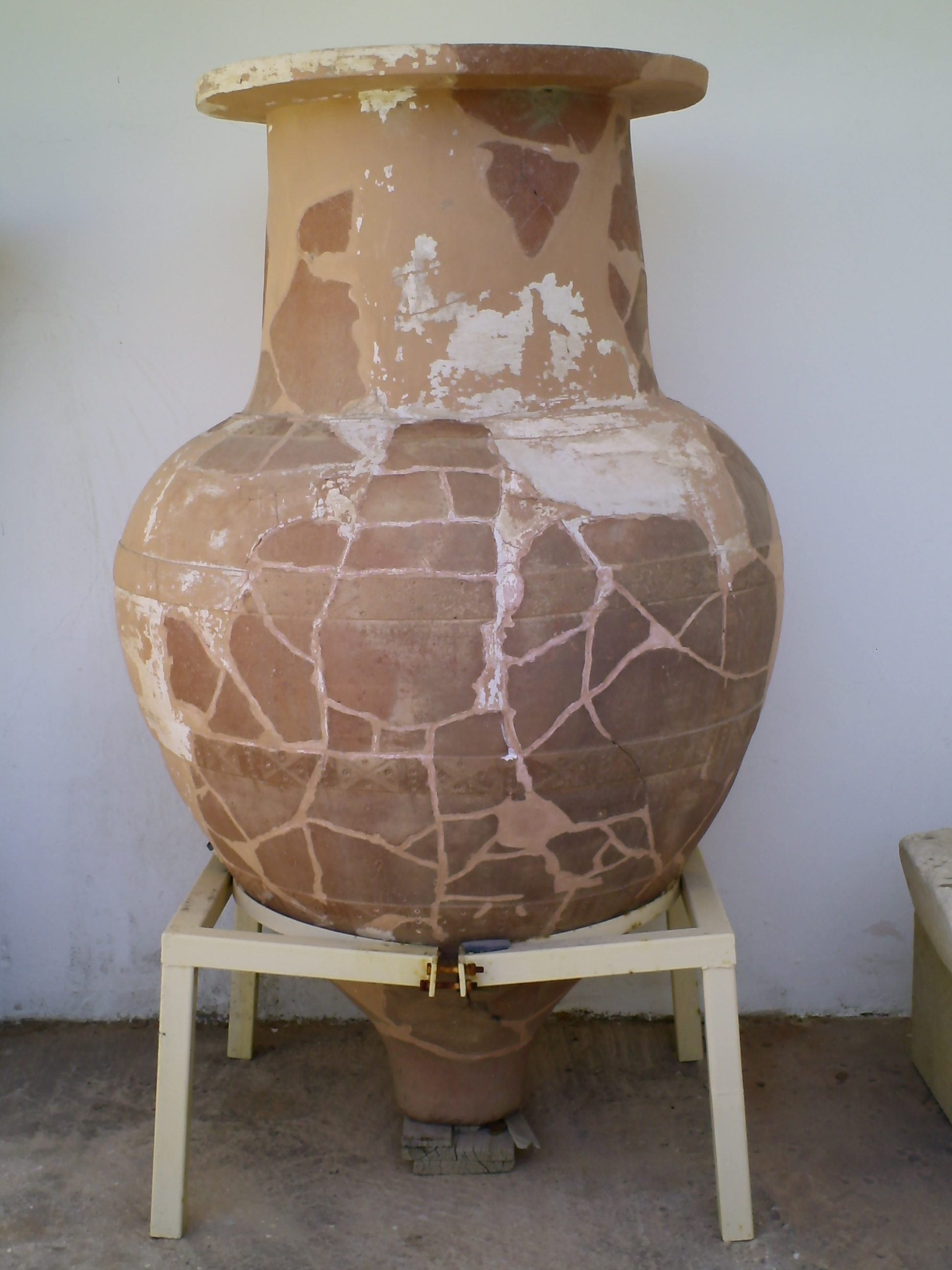
Pithos archaïque VIe siècle av. J.-C. Atelier cycladique

Le long du mur nord, des antiquités sont exposées dans cinq niches carrées. Des stèles funéraires romaines décorées de « nekroedeipna » y sont visibles : un couple allongé sur un lit ; diverses stèles funéraires d'époque romaine ; une statue (fragmentaire : tête, bras et bas des jambes manquent) d'Artémis remontant aux IIIe – IIe siècles av. J.-C. découverte près du village de Kóstos, la déesse porte un péplos attique avec la ceinture sous la poitrine, ses bras étaient sculptés indépendamment et fixés sur le buste (ils ont aussi été perdus) ; des reliefs votifs dédiés à Artémis, dont celui la représentant en chiton court, debout devant un autel, carquois sur le dos ; des bustes romains et un immense pithos archaïque,.

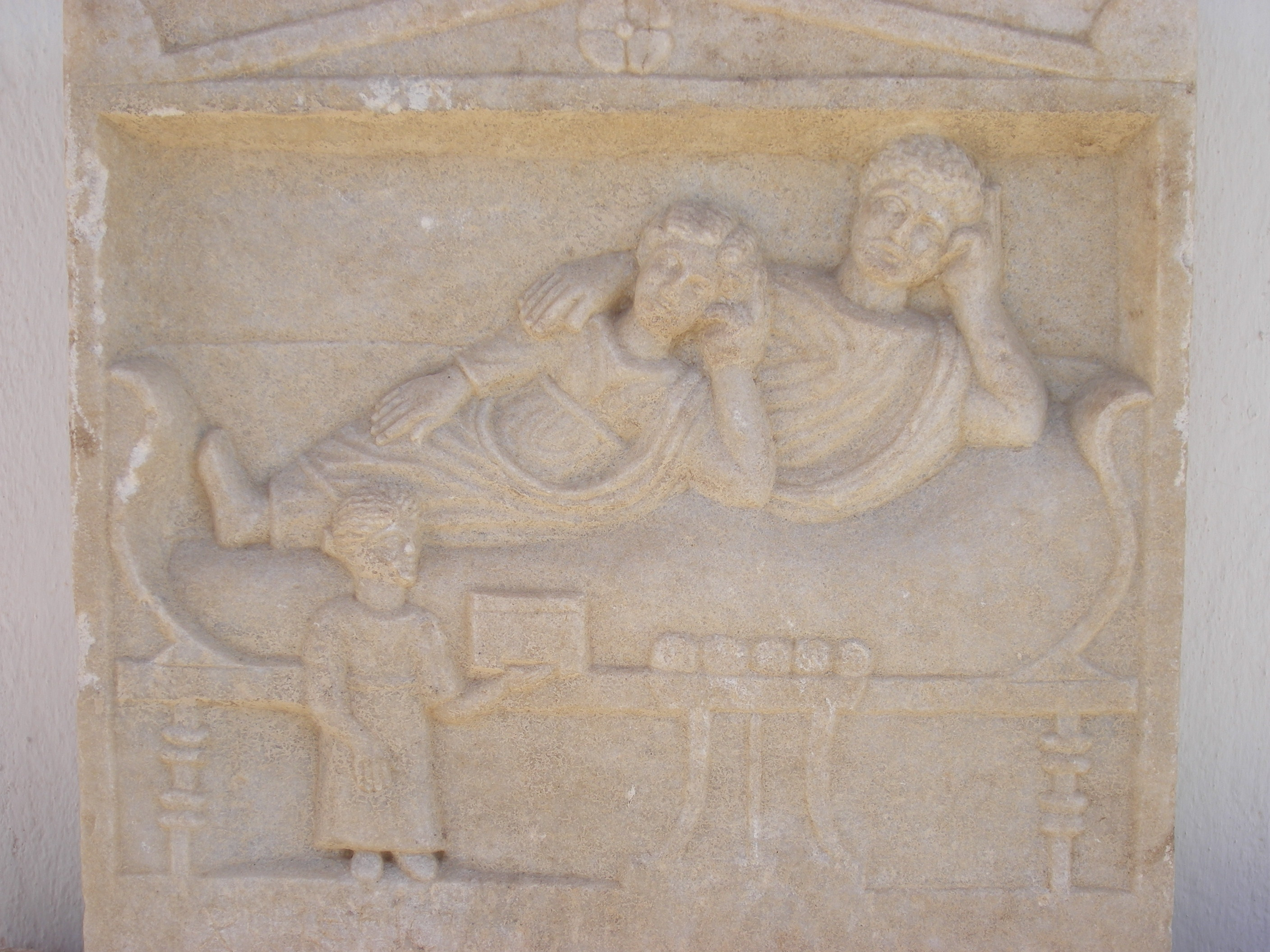
Stèle funéraire romaine « nekroedeipna ».
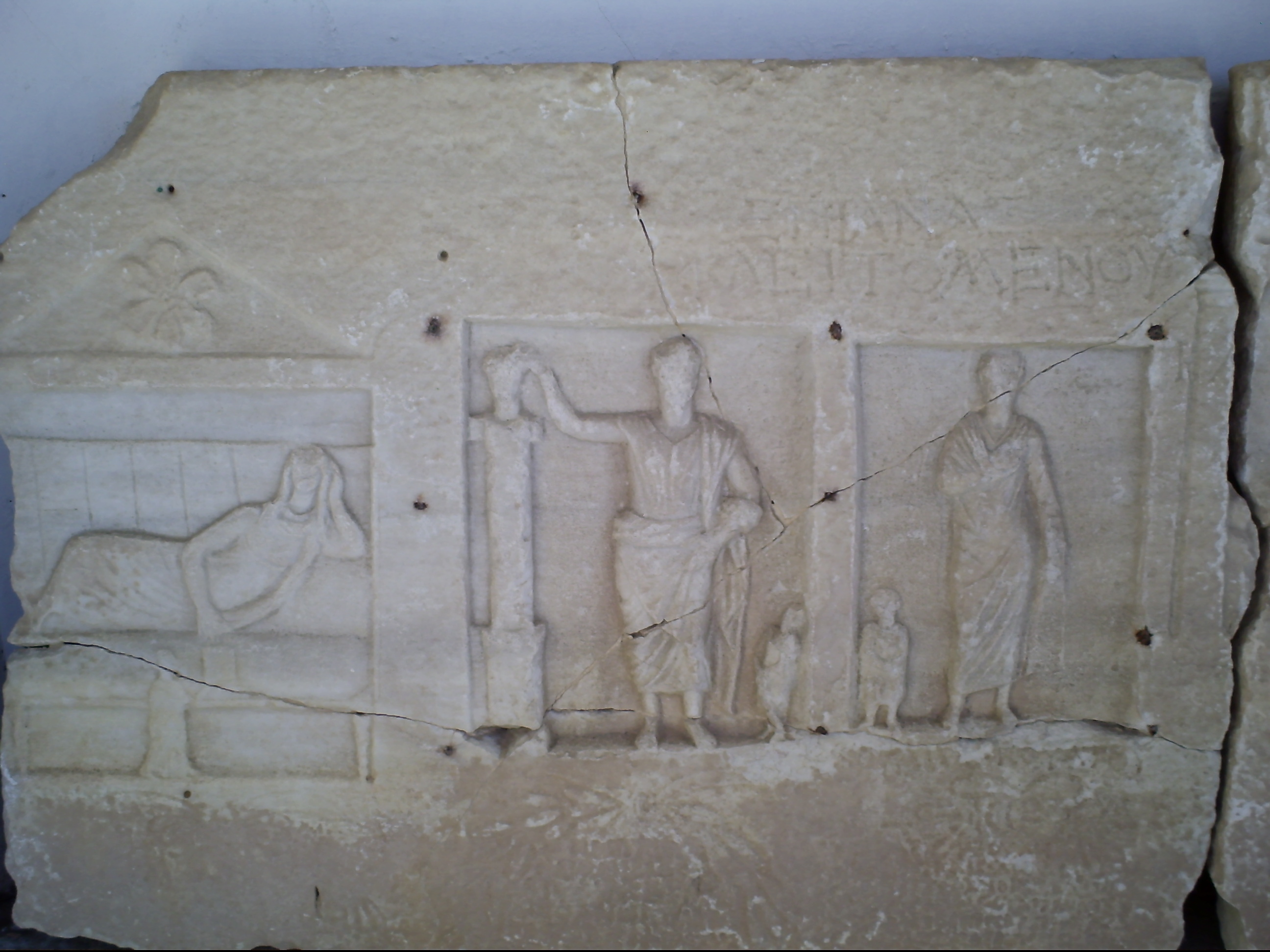
Stèle funéraire romaine Ier – IIIe siècles
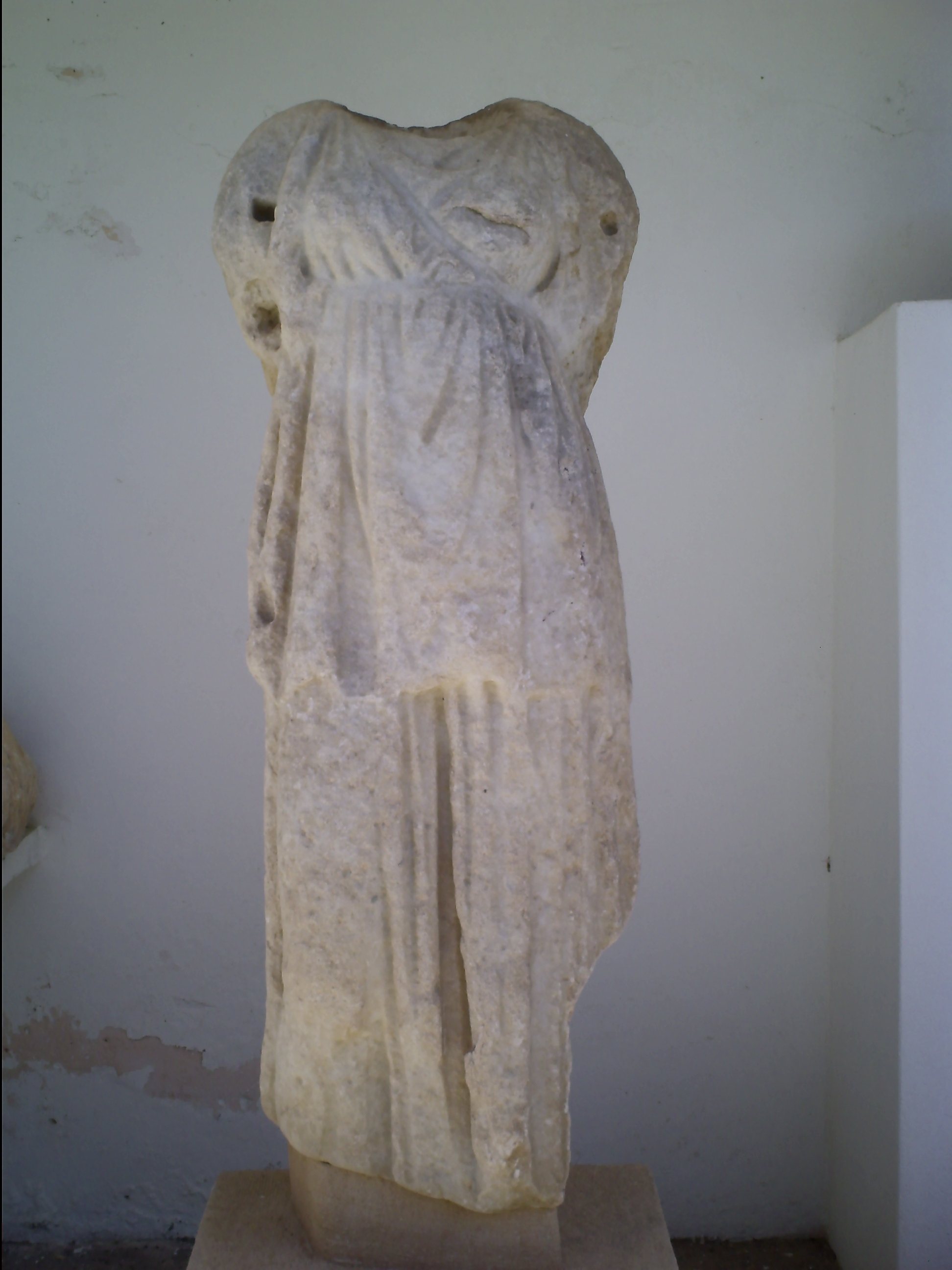
Statue (fragmentaire) d'Artémis IIIe – IIe siècles av. J.-C. (A780) découverte près du village de Kóstos. Marbre de Paros
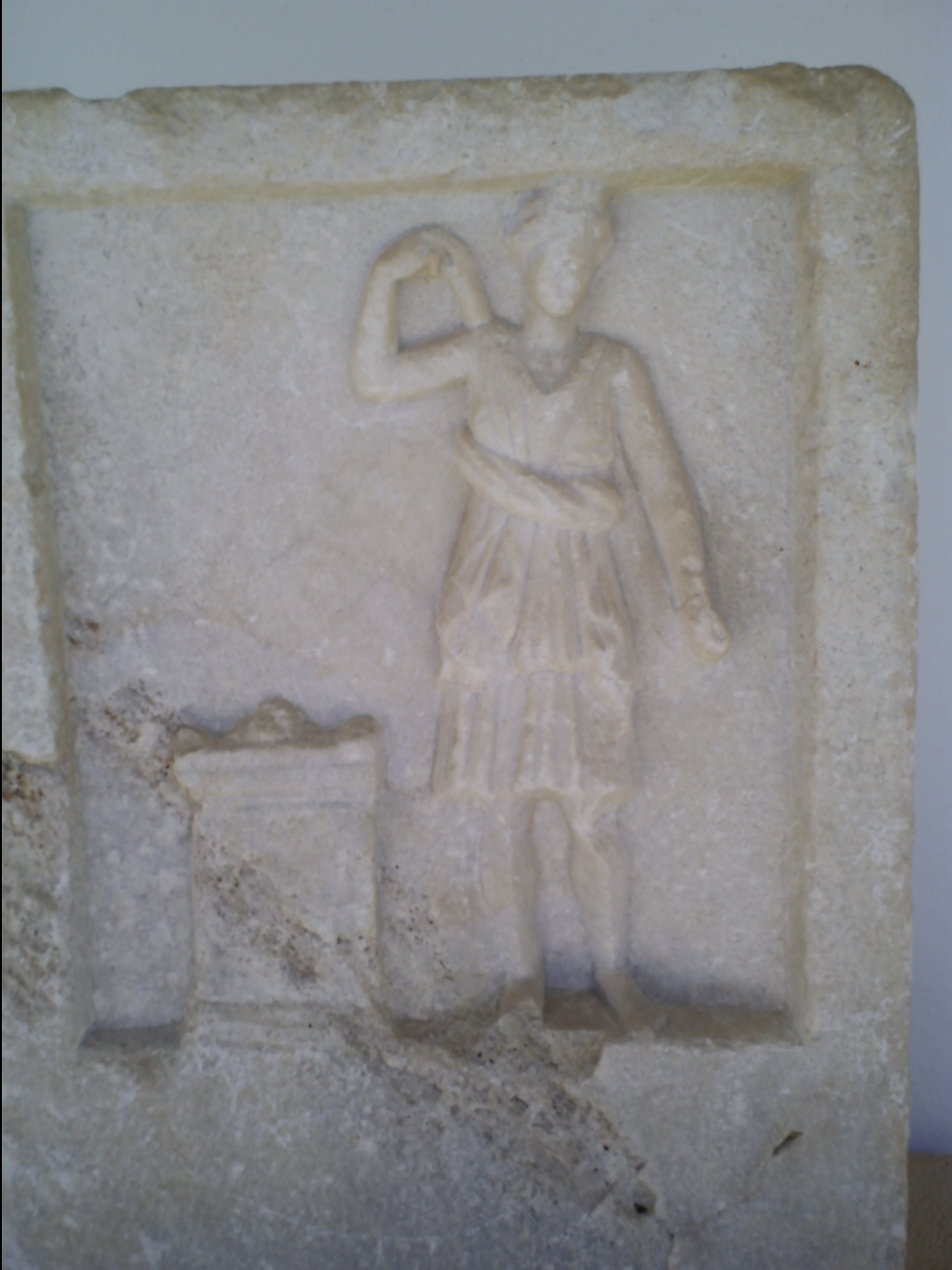
Relief votif dédié à Artémis (A735)

La mosaïque romaine représentant les travaux d'Hercule au centre de la cour a été découverte sous la basilique de la Panaghia Katapoliani lors des travaux de restauration des années 1960. En fait, cette mosaïque provient d'un gymnase qui était encore utilisé au début du IVe siècle de notre ère. Une église byzantine aurait succédé à ce gymnase, avant de laisser la place à la basilique,.

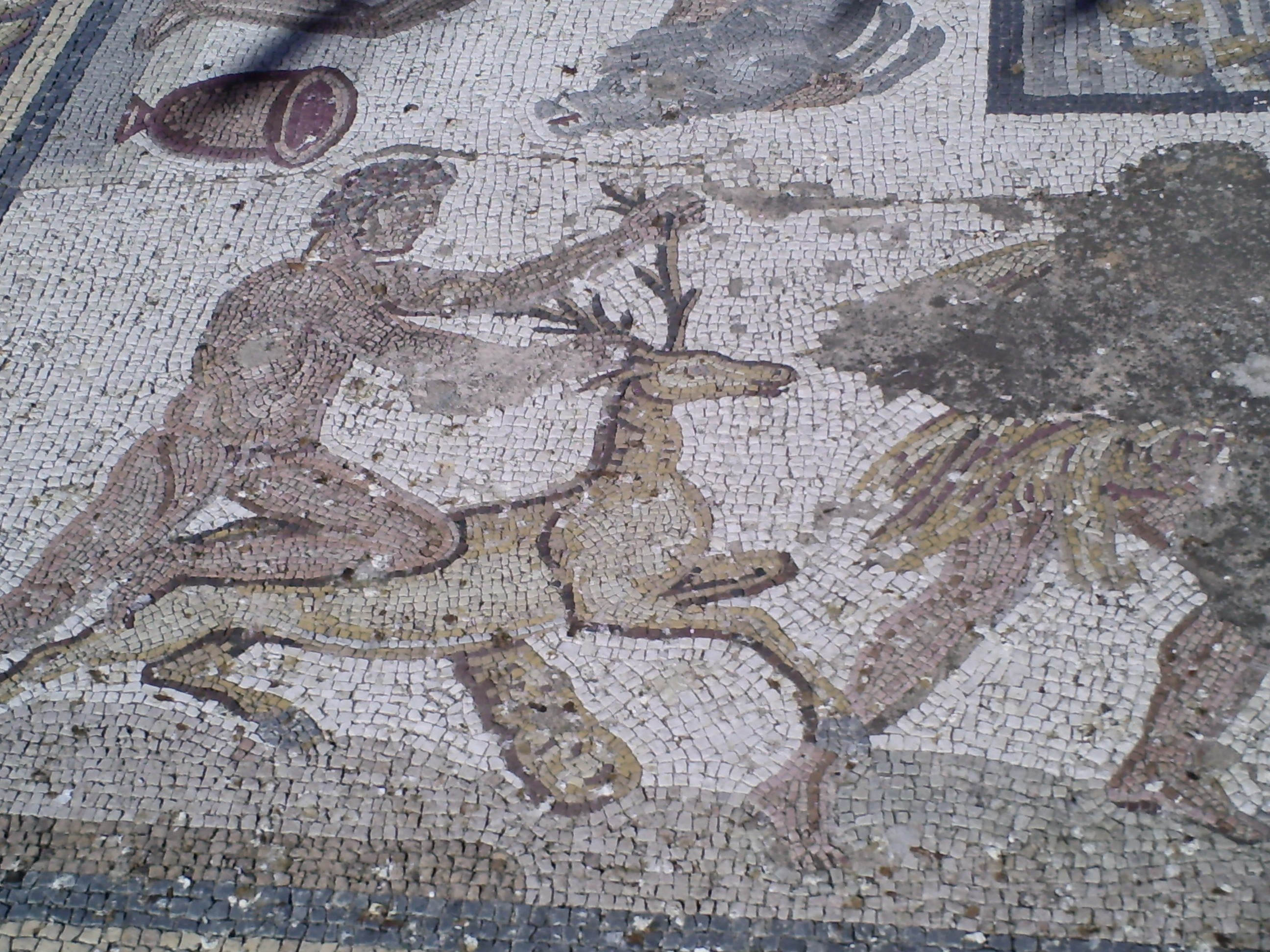
Fragment de la mosaïque des travaux d'Hercule, IIIe siècle, biche de Cérynie
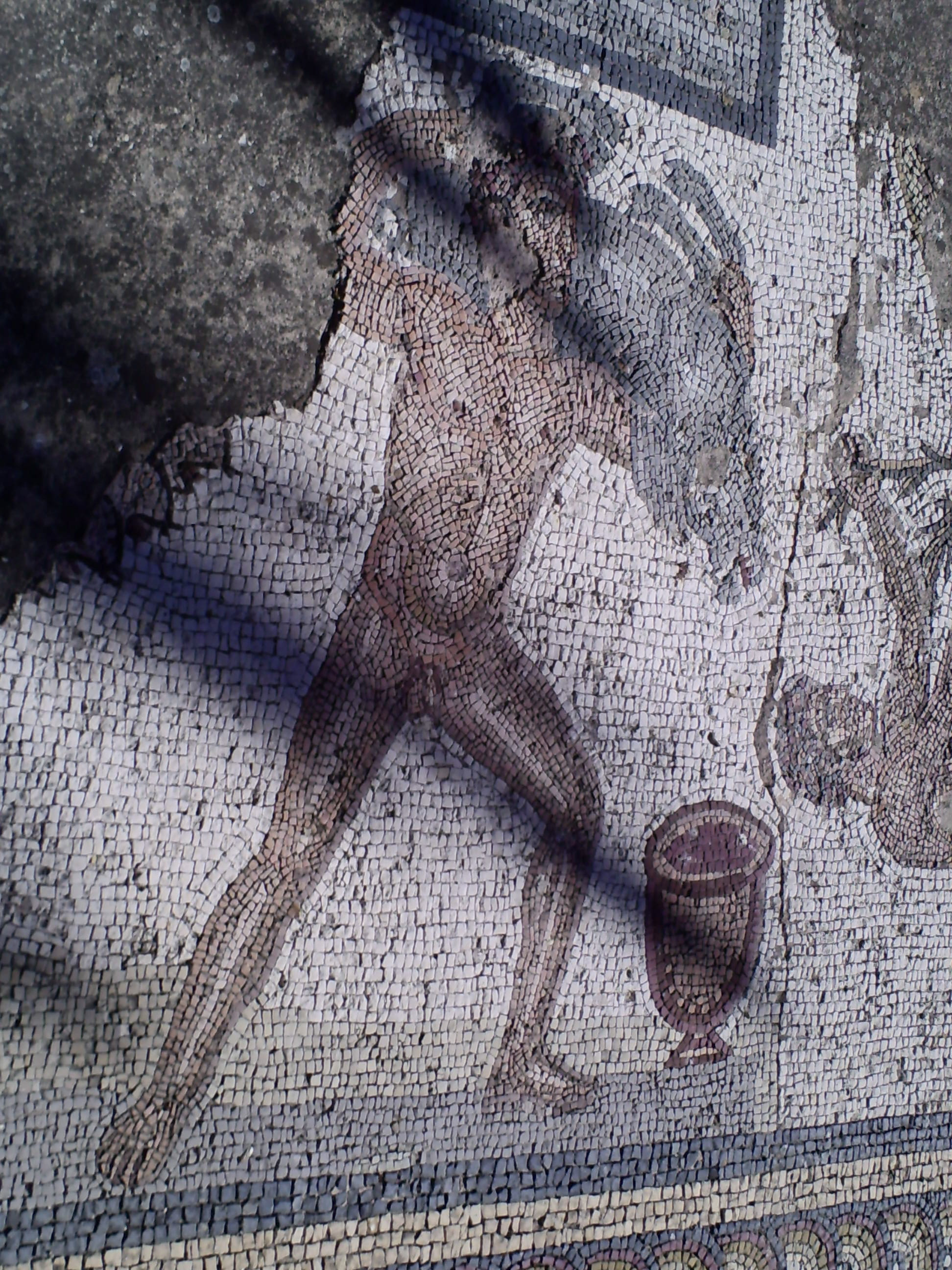
Fragment de la mosaïque des travaux d'Hercule, IIIe siècle, sanglier d'Erymanthe
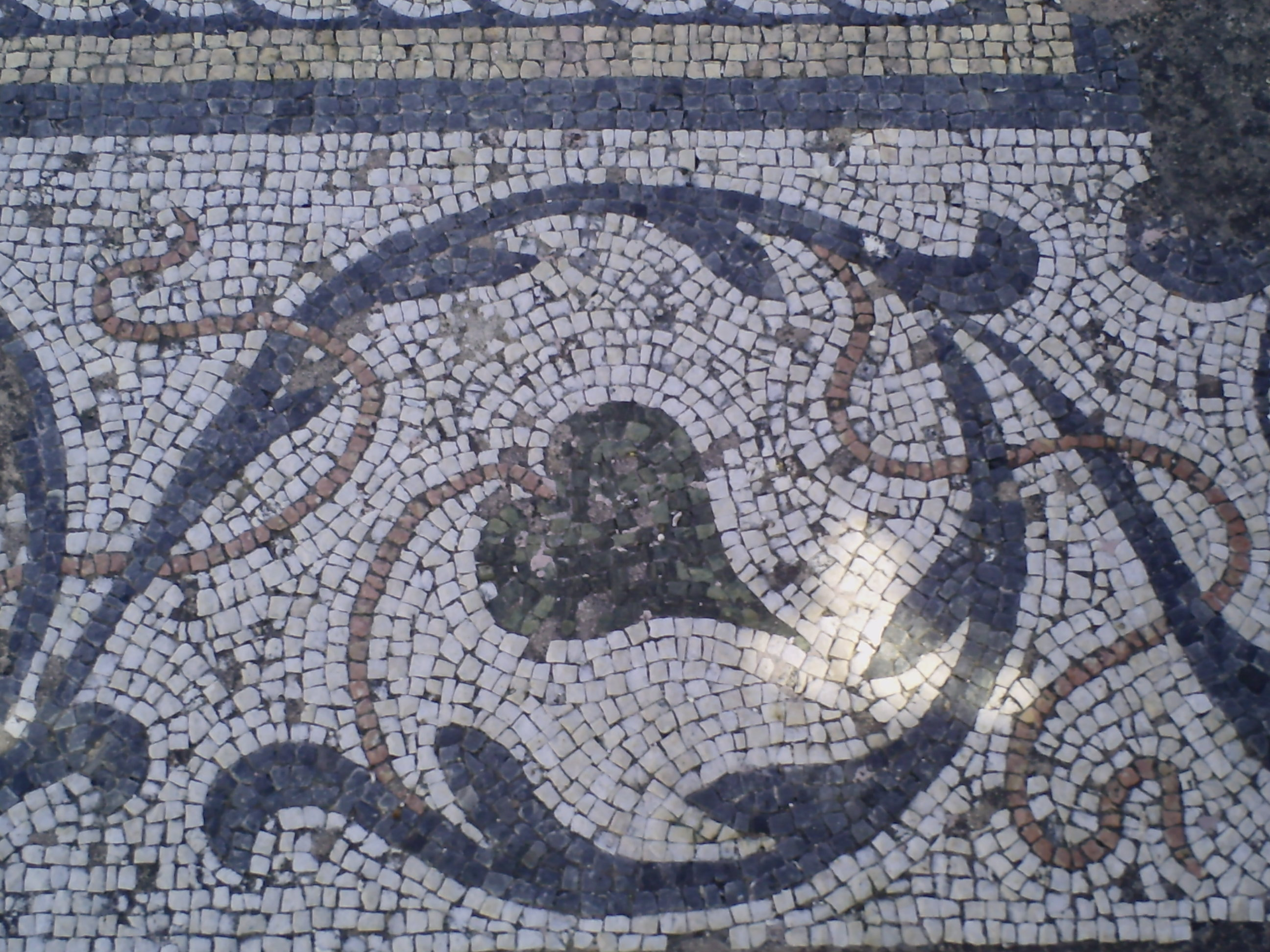
Fragment de la mosaïque des travaux d'Hercule, IIIe siècle
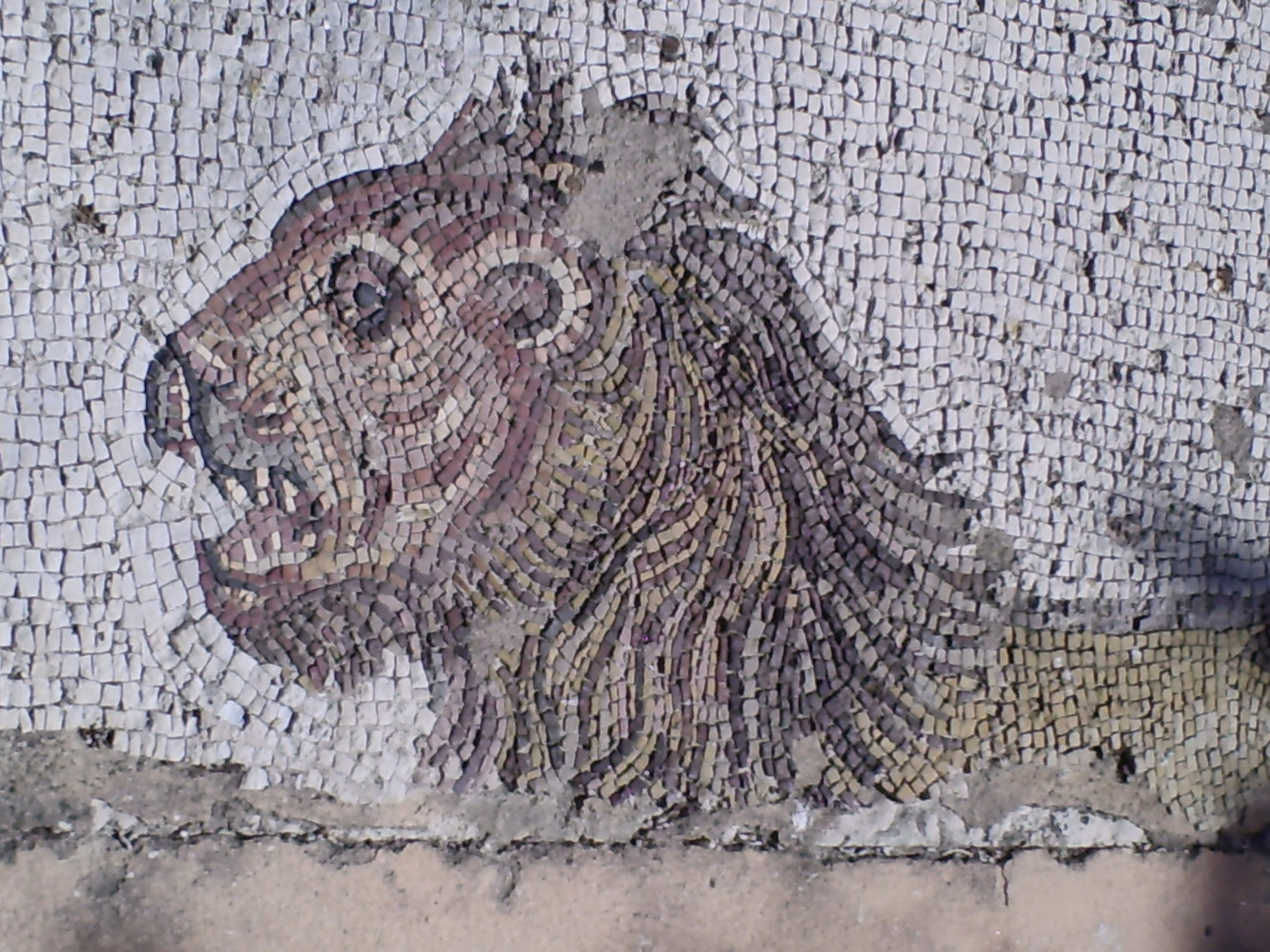
Fragment de la mosaïque des travaux d'Hercule, IIIe siècle

### Portique
Le portique semi-fermé qui relie les deux ailes du musée est dit aussi « portique de l'Artémis Délia » en raison de la statue monumentale d'Artémis découverte, entre le XIXe siècle et les années 1970 en 41 morceaux dans le sanctuaire d'Apollon délien et reconstituée au centre du portique. Elle était installée dans la cella du temple d'Artémis. La déesse était vêtue d'un chiton et d'un himation. Elle mesure 2,74 mètres de haut et avec sa base entre 3,10 mètres et 3,70 mètres de haut selon les interprétations. Elle est datée des environs de 490 - 480 av. J.-C. et est une des rares statues originales connues, malgré son mauvais état de conservation, représentatives de la statuaire monumentale du début du Ve siècle av. J.-C. Elle est attribuée aux ateliers pariens et aurait participé à la renommée de ceux-ci. Elle est considérée comme une transition entre la « rigidité » de la koré archaïque et la statue classique,.
Une partie du portique est dédiée à l’Archilocheion, le monument commémoratif d'Archiloque, poète parien des VIIIe – VIIe siècles av. J.-C. On peut principalement voir le seul des chapiteaux ioniques conservés de ce monument. Il remonte au VIe siècle av. J.-C. Il a été gravé au IVe siècle av. J.-C. d'une inscription précisant : « Tombe d'Archiloque, érigée par Dokimos, fils de Néokréon ». Le chapiteau devait soutenir une statue, probablement de sphinx. Derrière la colonne (moderne), diverses inscriptions du IIIe au Ier siècle av. J.-C. faisant allusion à la vie d'Archiloque, dont sa fameuse rencontre avec les Muses quand il aurait échangé sa vache contre une lyre. On peut aussi voir l'oracle de Delphes demandant la construction de l'héroôn ou les comptes des restaurations postérieures. Des fragments de poésie sont lisibles sur l'une d'elles : neuf distiques élégiaques tandis qu'une a clairement été réutilisée comme pierre tombale au IIIe siècle de notre ère,.
Diverses autres inscriptions sont exposées (décrets honorifiques, taxes sur les grains, colonnette portant ΔIOΣ EΛAΣTEΡOY (Zeus vengeur), une autre avec une liste supposée d'athlètes) à côté d'éléments architecturaux. Parmi ceux-ci, deux fragments sculptés de cimaise datés de la fin du Ve siècle av. J.-C. représentent une tête de lion et des fleurs et proviennent du temple d'Apollon délien. Plus loin, se trouve un fragment de statue : une tête de taureau (ou de veau) attaqué par un lion remontant au IIe siècle av. J.-C. et découvert dans le port de Parikiá à côté du grand fragment de statue archaïque de cheval,,.

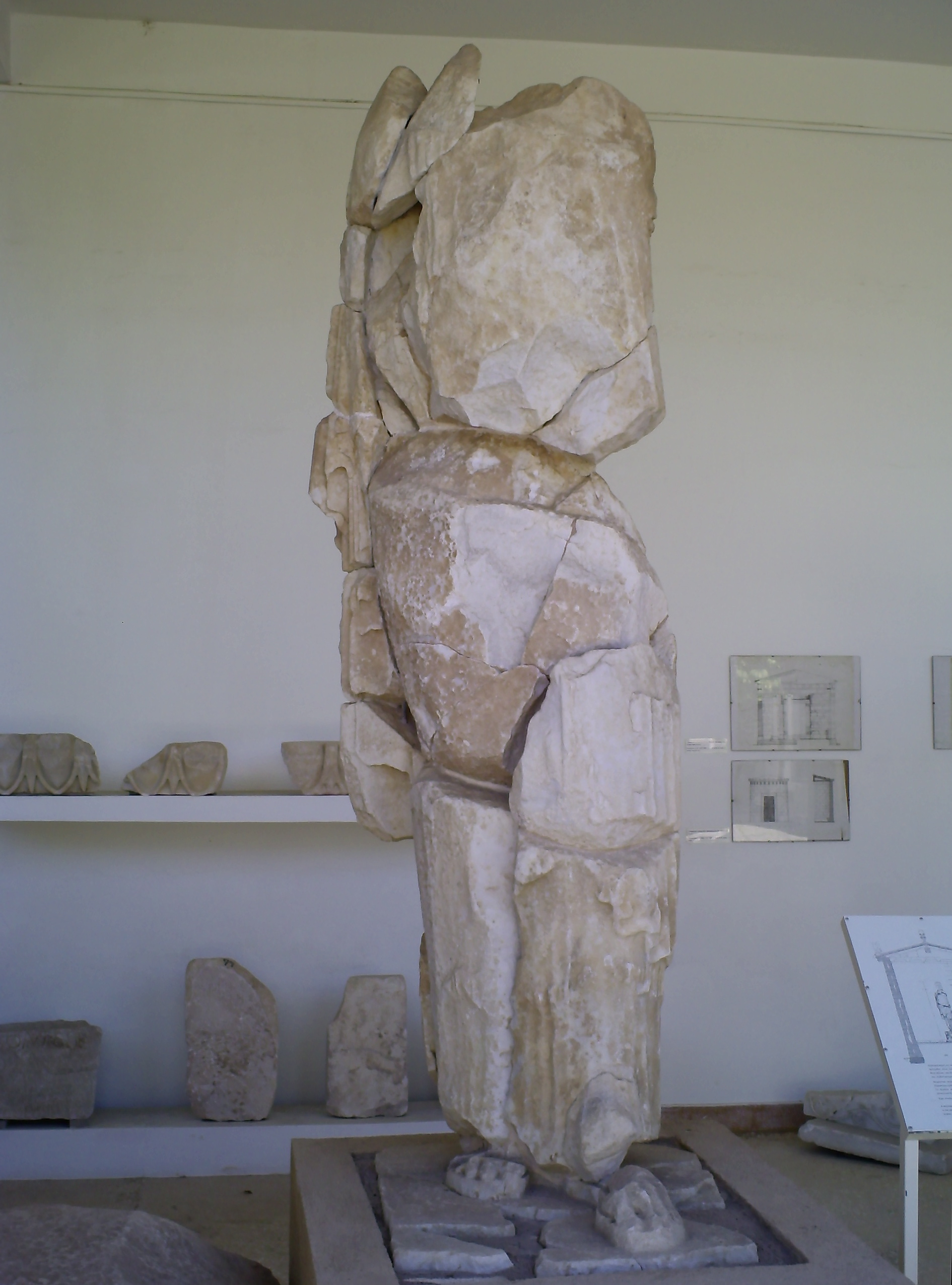
Statue de l'Artémis Délia.
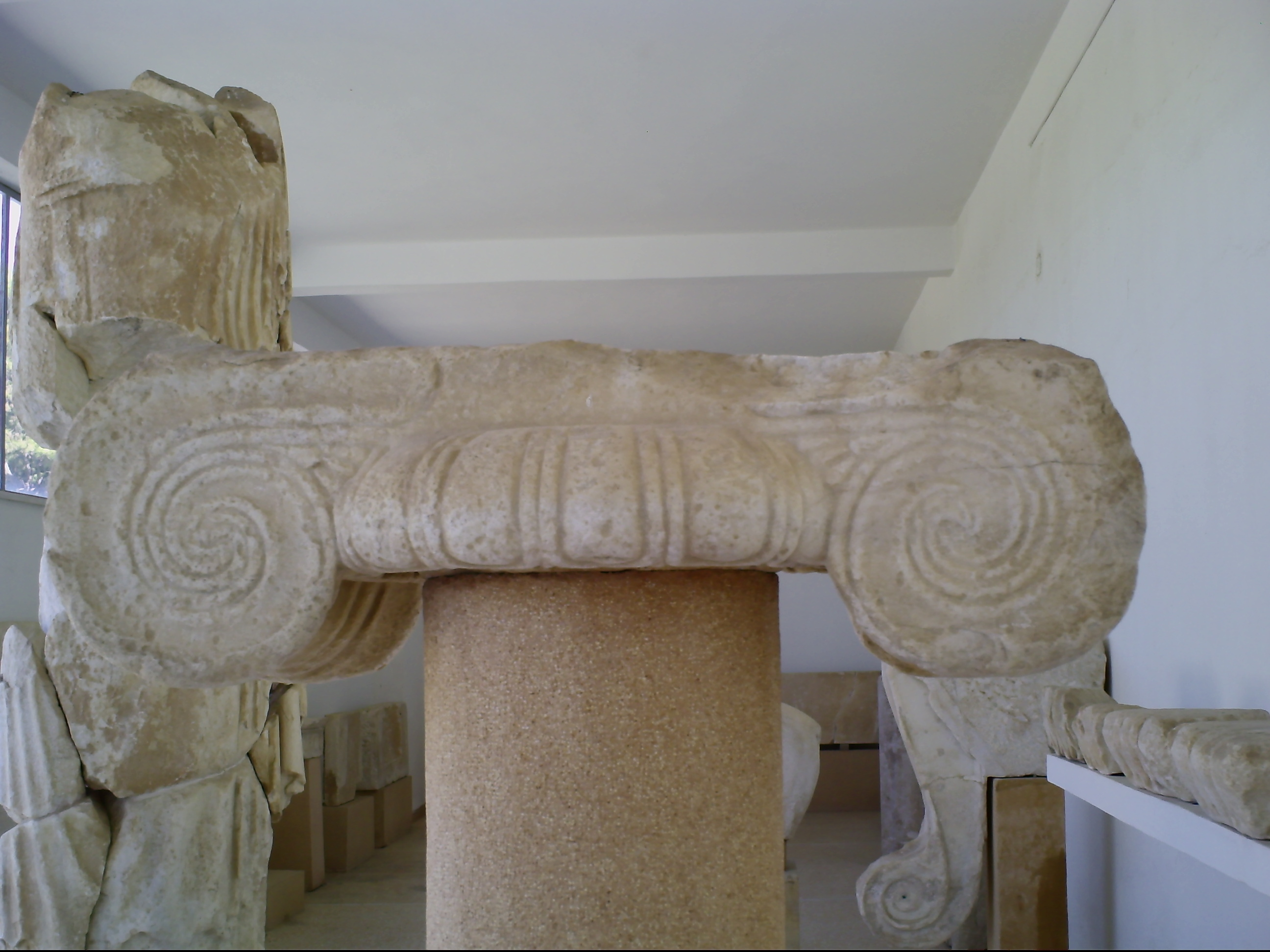
Chapiteau ionique de l’Archilocheion. VIe siècle av. J.-C.
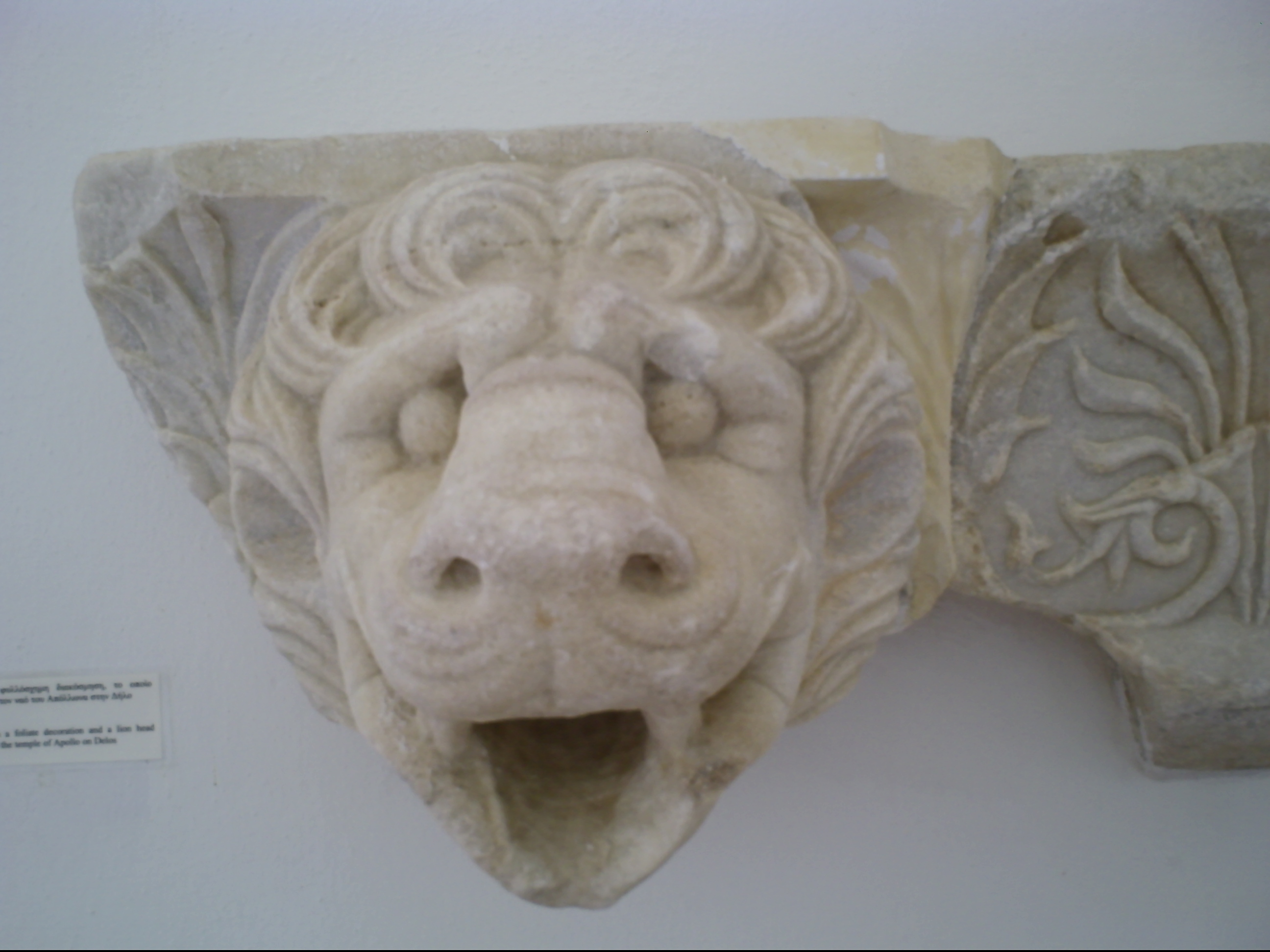
Fragment de cimaise. Fin du Ve siècle av. J.-C.
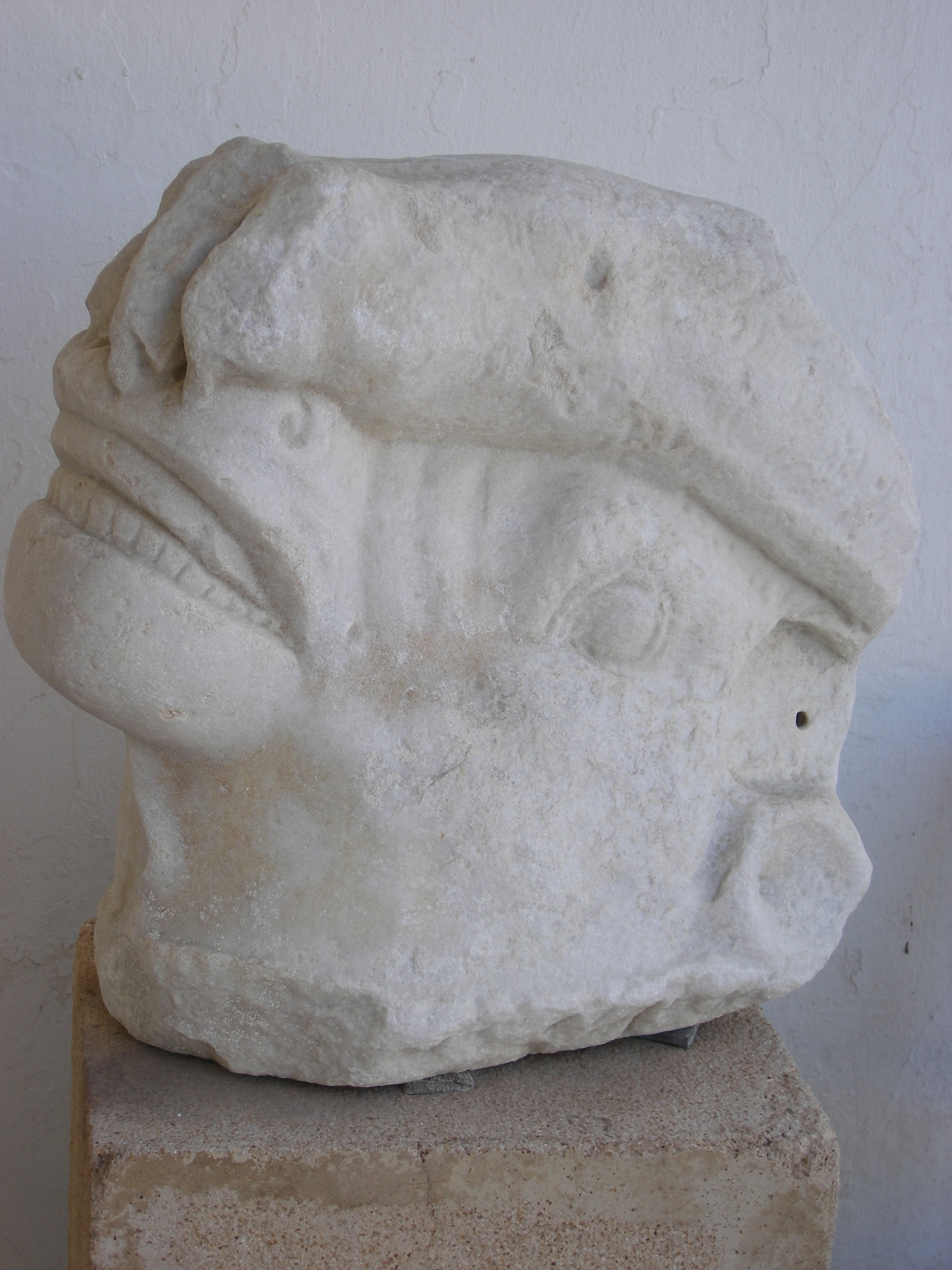
Tête de taureau (ou de veau) attaqué par un lion (A1184). IIe siècle av. J.-C.

### Aile A

#### Salle de la Gorgone
Comme son nom l'indique, l'élément central de cette salle (dite aussi salle A1) est une statue archaïque de Gorgone datant du milieu ou du dernier quart du VIe siècle av. J.-C. Il s'agit de la première statue connue de gorgone. Elle représente une évolution dans la sculpture archaïque : le visage n'est plus de profil ou de trois-quarts face, mais il est orienté dans le sens de la course dont le mouvement n'est plus seulement stylisé, mais naturaliste. La statue fut découverte, dans les années 1990, dans le vaste sanctuaire (400 m2) à l'est de Parikiá, au lieu-dit Aghios Panteleimon, en dehors des fortifications antiques. Elle pourrait avoir été l'acrotère d'un bâtiment de type corinthien aujourd'hui disparu. Sa plinthe en marbre était prévue pour couvrir la tuile de marbre sur laquelle elle reposait. Elle est représentée les ailes repliées, après avoir atterri. Dans la main gauche, elle tient un serpent qui s'enroule ensuite autour de sa taille, formant la ceinture de son chiton recouvert d'écailles. La main droite repose sur la cuisse gauche. Le corps combine les aspects humains : sous la ceinture, il est féminin aux formes mises en valeur par le vêtement y adhérant ; au-dessus de la ceinture, un monstre à écailles et tête disproportionnée par rapport au torse. De même, celle-ci combine des aspects humains et ceux typiques d'une gorgone : coiffure féminine, mais langue pendante, canines sorties et yeux exorbités,,.

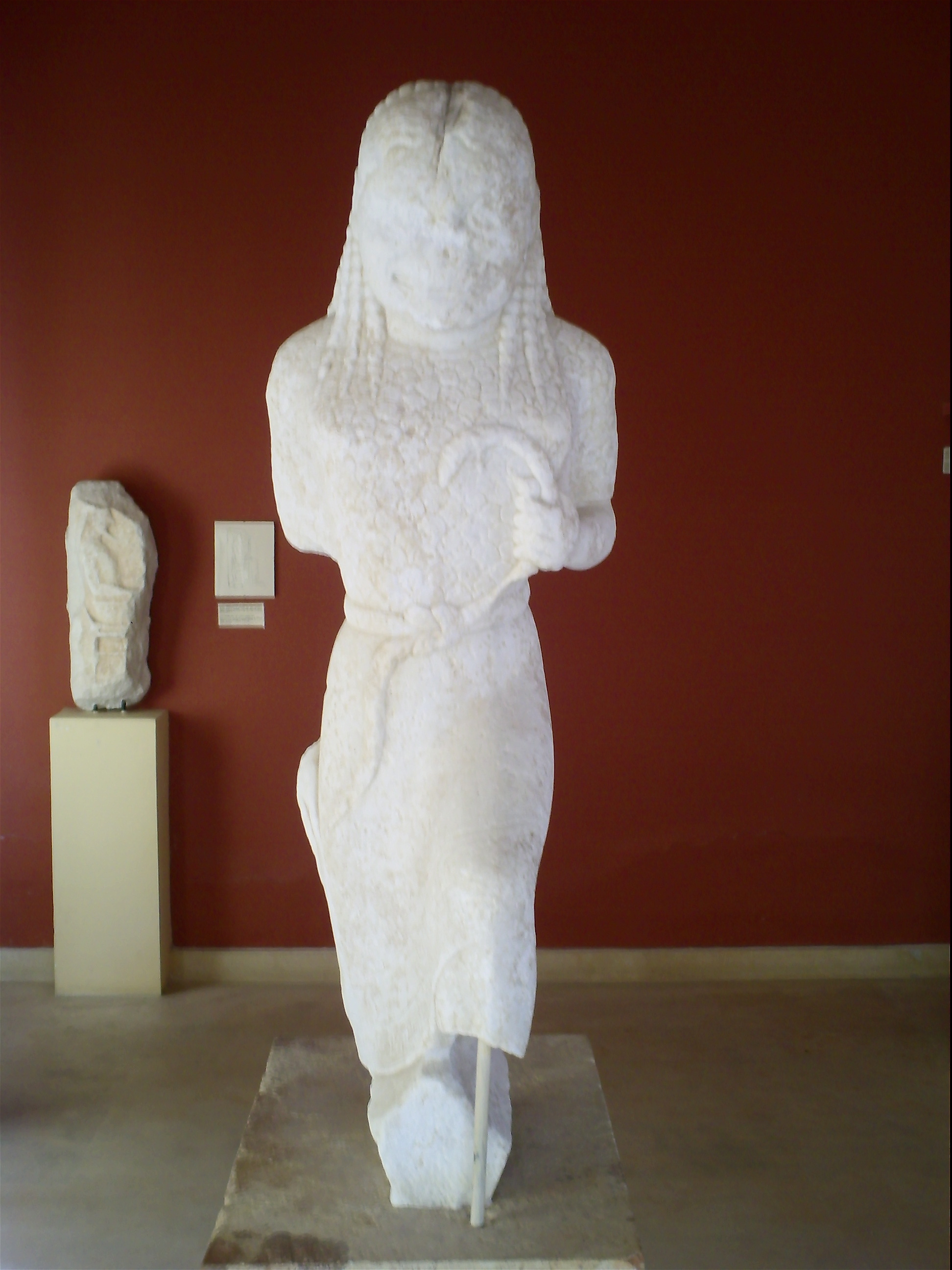
Statue archaïque de Gorgone (A1285), milieu ou dernier quart du VIe siècle av. J.-C. Marbre de Paros.
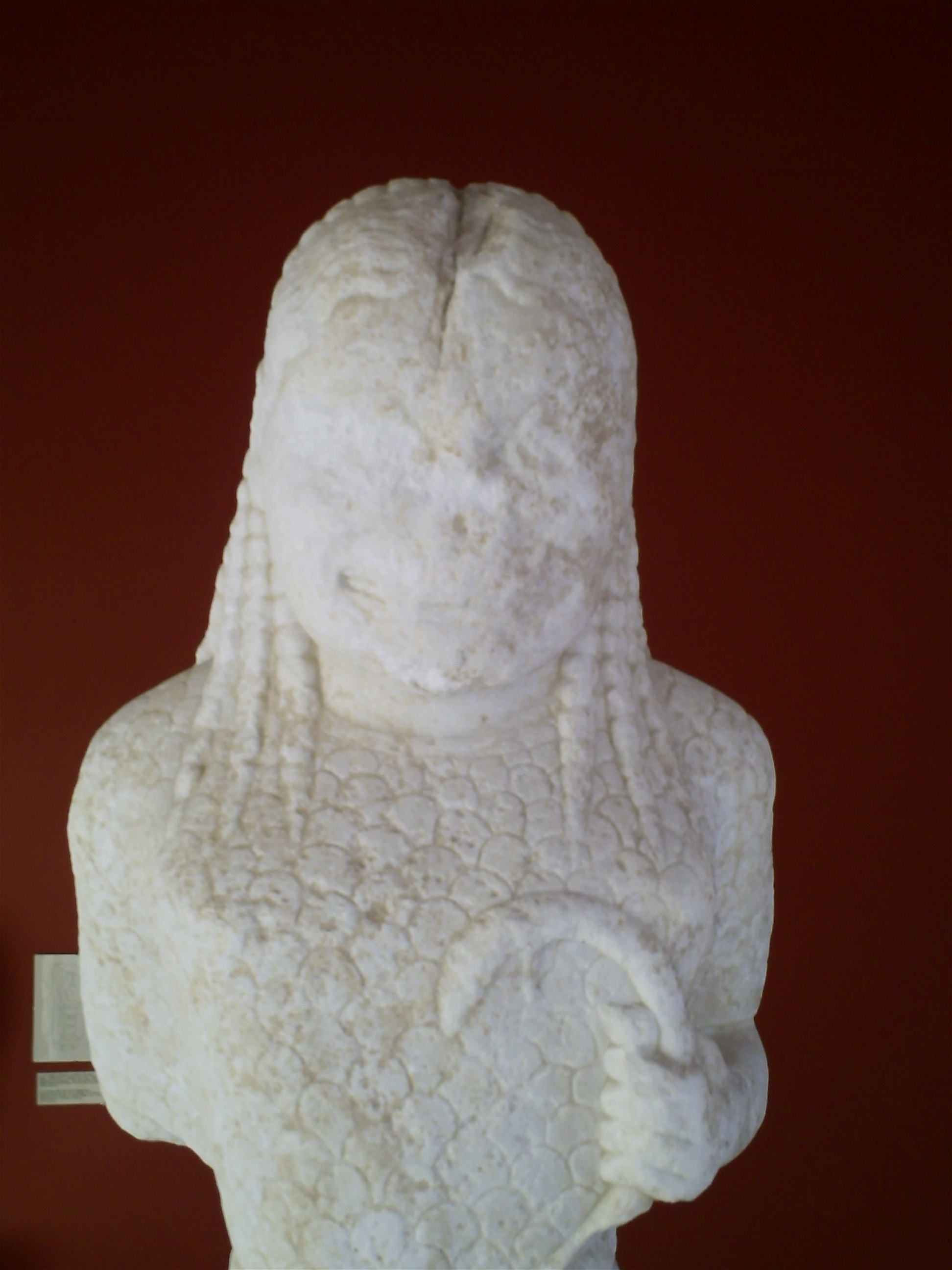
Tête de statue archaïque de Gorgone (A1285).
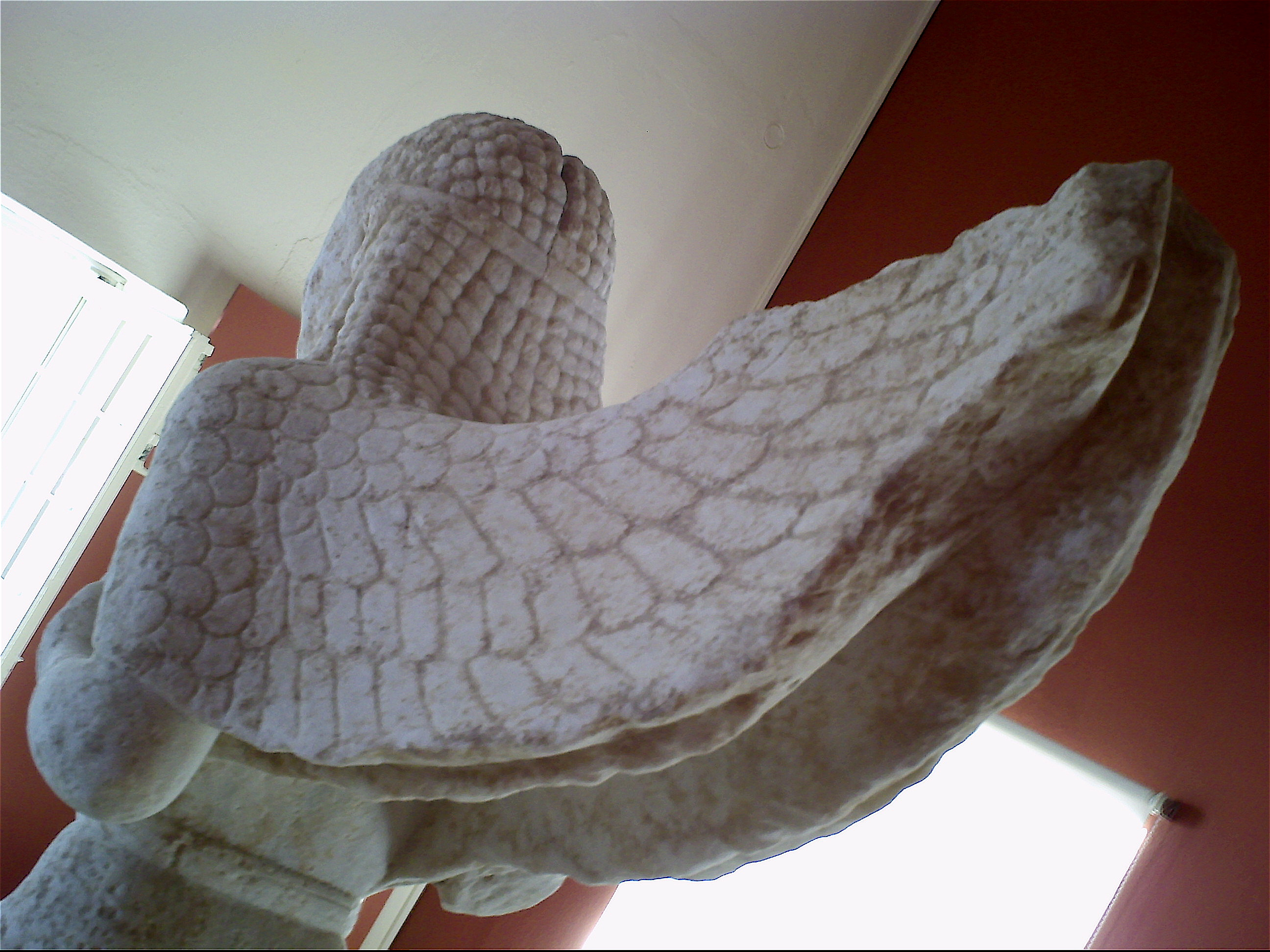
Détail de la coiffure et des ailes (A1285).
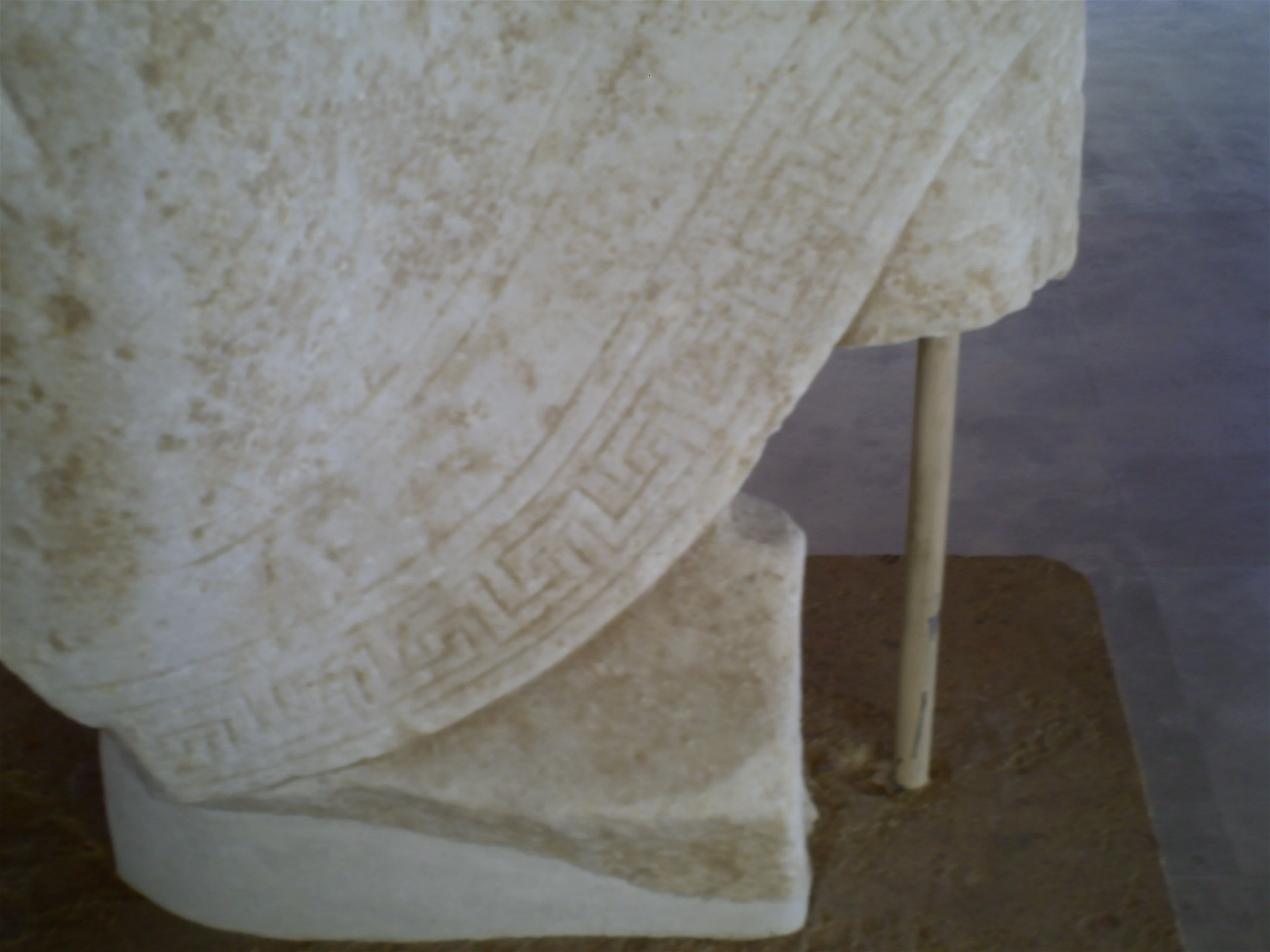
Détail du chiton (A1285).

La salle contient aussi des fragments de kouros et korai, représentatifs de la sculpture parienne du VIe siècle av. J.-C., des stèles et des inscriptions archaïques. Au fond, un relief votif représentant une figure masculine barbue (VIe siècle av. J.-C.), provient du sanctuaire en plein air de Kounados. La partie inférieure d'une stèle (490 - 480 av. J.-C.) conserve le bas du corps d'une jeune femme visible à travers son vêtement caractéristique du style sévère,.

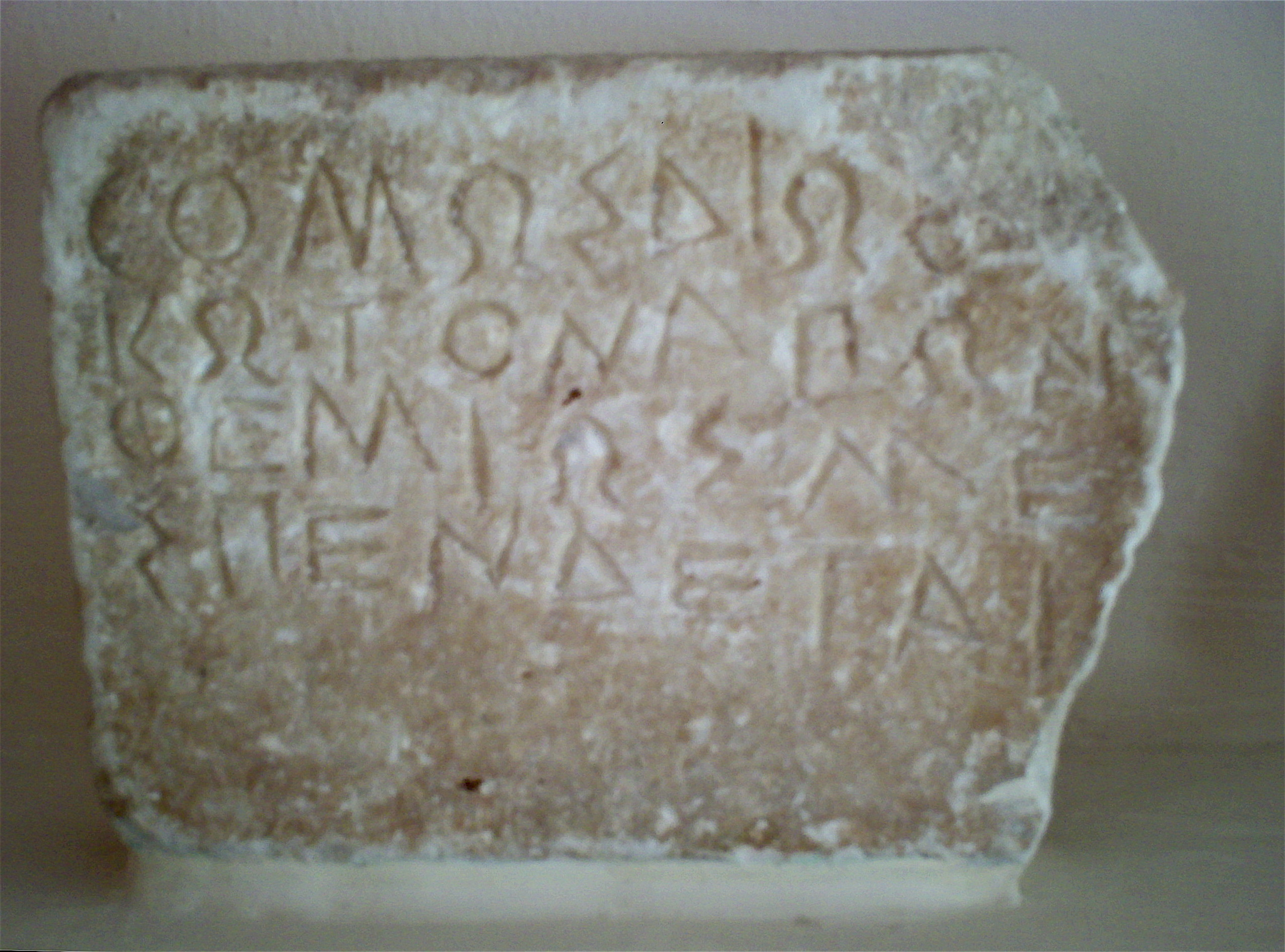
Inscription archaïque. VIe siècle av. J.-C. Marbre de Paros
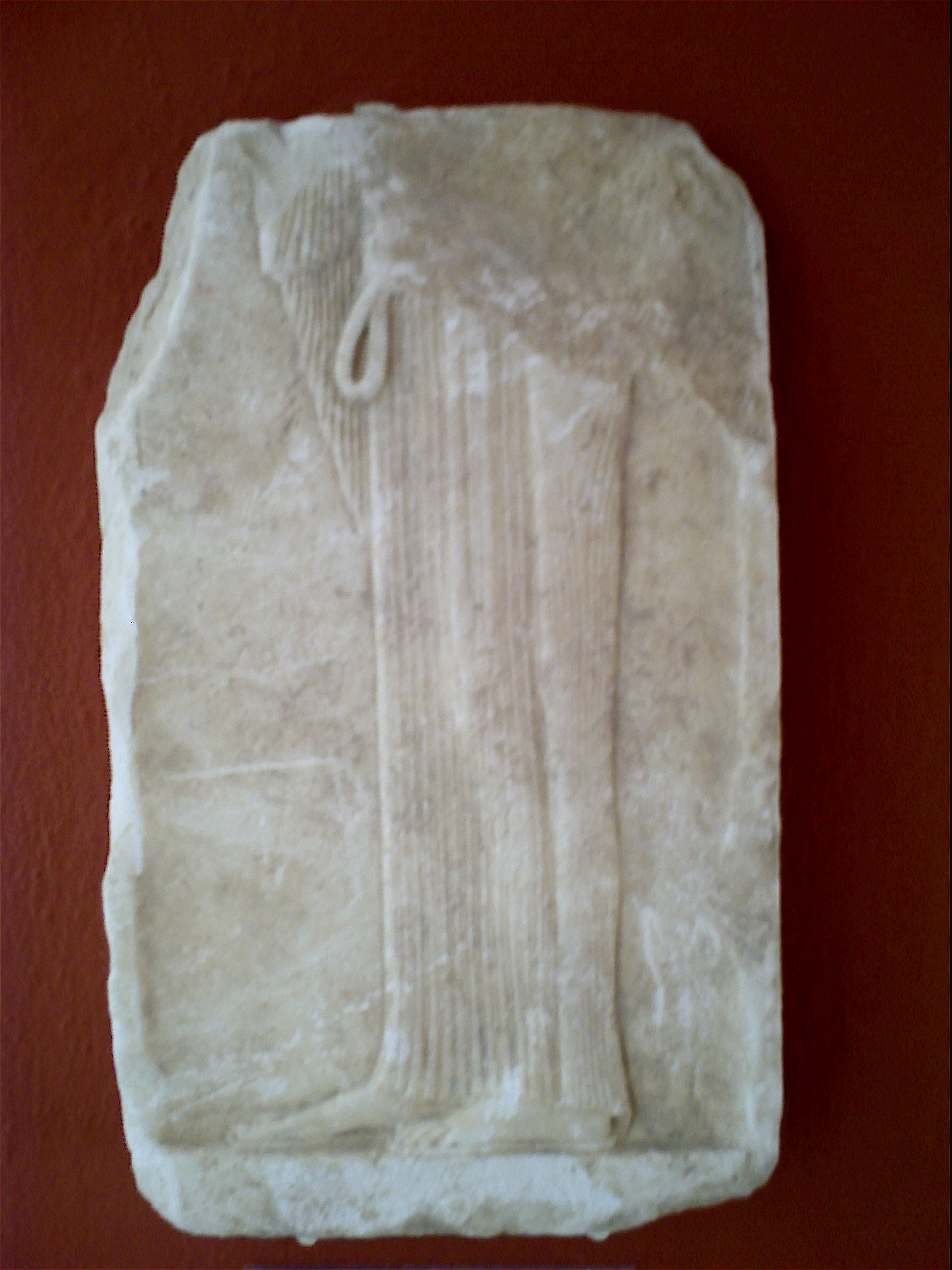
Partie inférieure d'une stèle (A1287) style sévère (490 - 480 av. J.-C.). Marbre de Paros.

#### Salle Archiloque
Cette salle (appelée aussi salle A2) tire son nom de deux reliefs provenant soit de l'autel soit de la frise qui ornait l’Archilocheion, le monument commémoratif d'Archiloque, poète parien des VIIIe – VIIe siècles av. J.-C. Datés des environs de 500 av. J.-C., ils furent remployés pour la construction de la basilique de la Panaghia Katapoliani, et retrouvés lors de la restauration du bâtiment dans les années 1960. L'un des reliefs représente un lion ou une panthère dévorant un taureau. L'autre représente Archiloque couché lors d'un symposium ou d'un banquet funéraire. Sur sa gauche, la figure assise est peut-être celle de son épouse, à sa droite, un jeune esclave attend debout de le servir. Un équipement militaire et une lyre sont visibles au fond. La table devant Archiloque devait être en métal et a disparu,,.
Des reliefs funéraires sont exposés le long des murs. L'un représente une gorgone courant vers la droite, ailes déployées, les mains sur la taille. Elle remonterait au début du VIe siècle av. J.-C.. Une palmette, de provenance inconnue (peut-être le principal cimetière antique de Parikiá) formait le sommet d'une luxueuse stèle funéraire symbolisant la grandeur du décédé. Datée de 480 av. J.-C., elle repose sur la représentation d'un chapiteau et d'un astragale ioniques. L'astragale compte quinze feuilles concaves et la palmette quinze feuilles convexes. La salle expose enfin des acrotères du début du Ve siècle av. J.-C., provenant du Délion, le sanctuaire dédié à Artémis et Apollon, sur une colline à l'ouest de Parikiá : un torse de sphinx et des fragments d'une palmette monumentale. Ces acrotères rappellent ceux du temple d'Aphaia à Égine,.

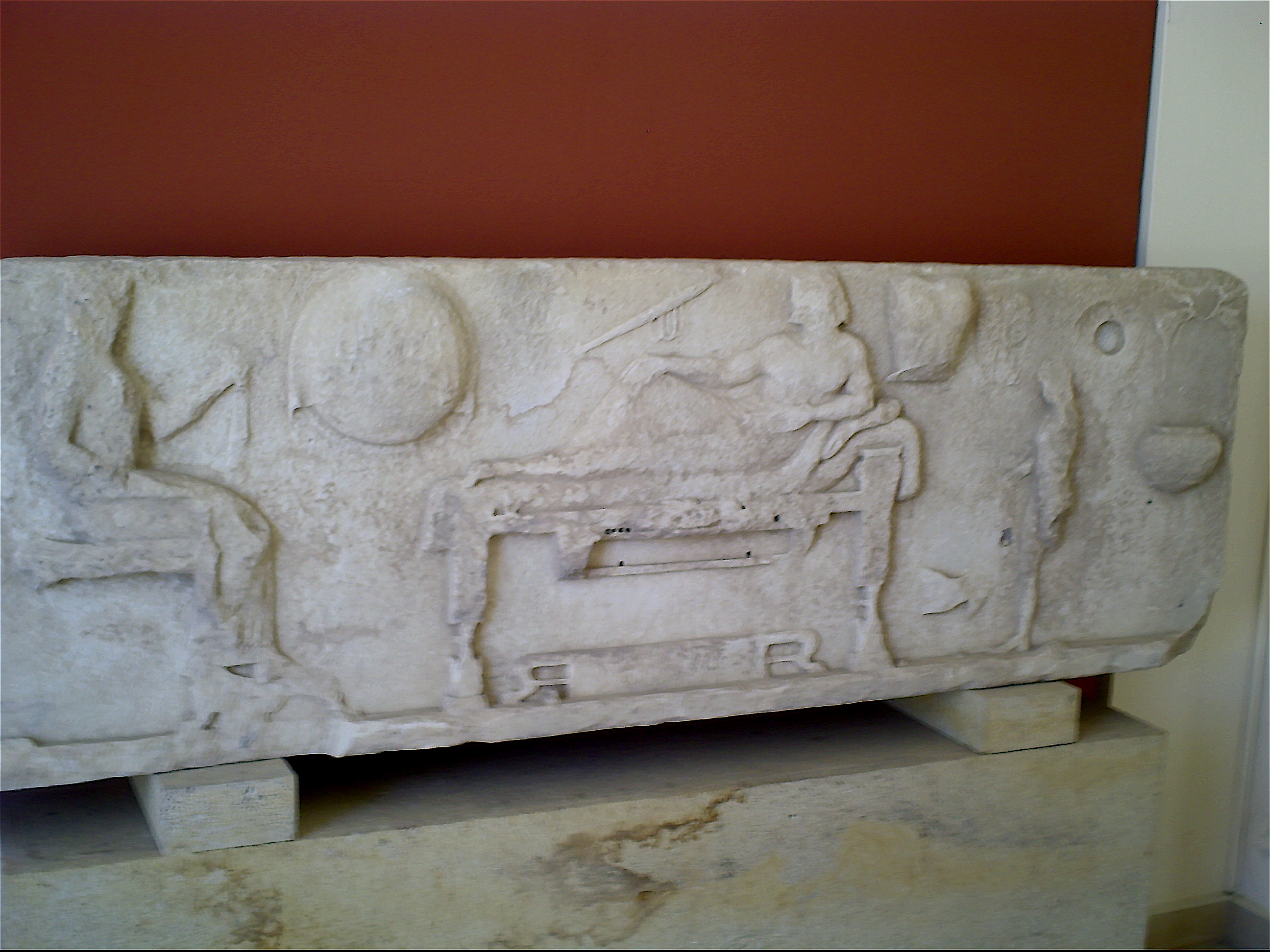
Archiloque à un symposium (A758). Vers 500 av. J.-C., marbre de Paros.
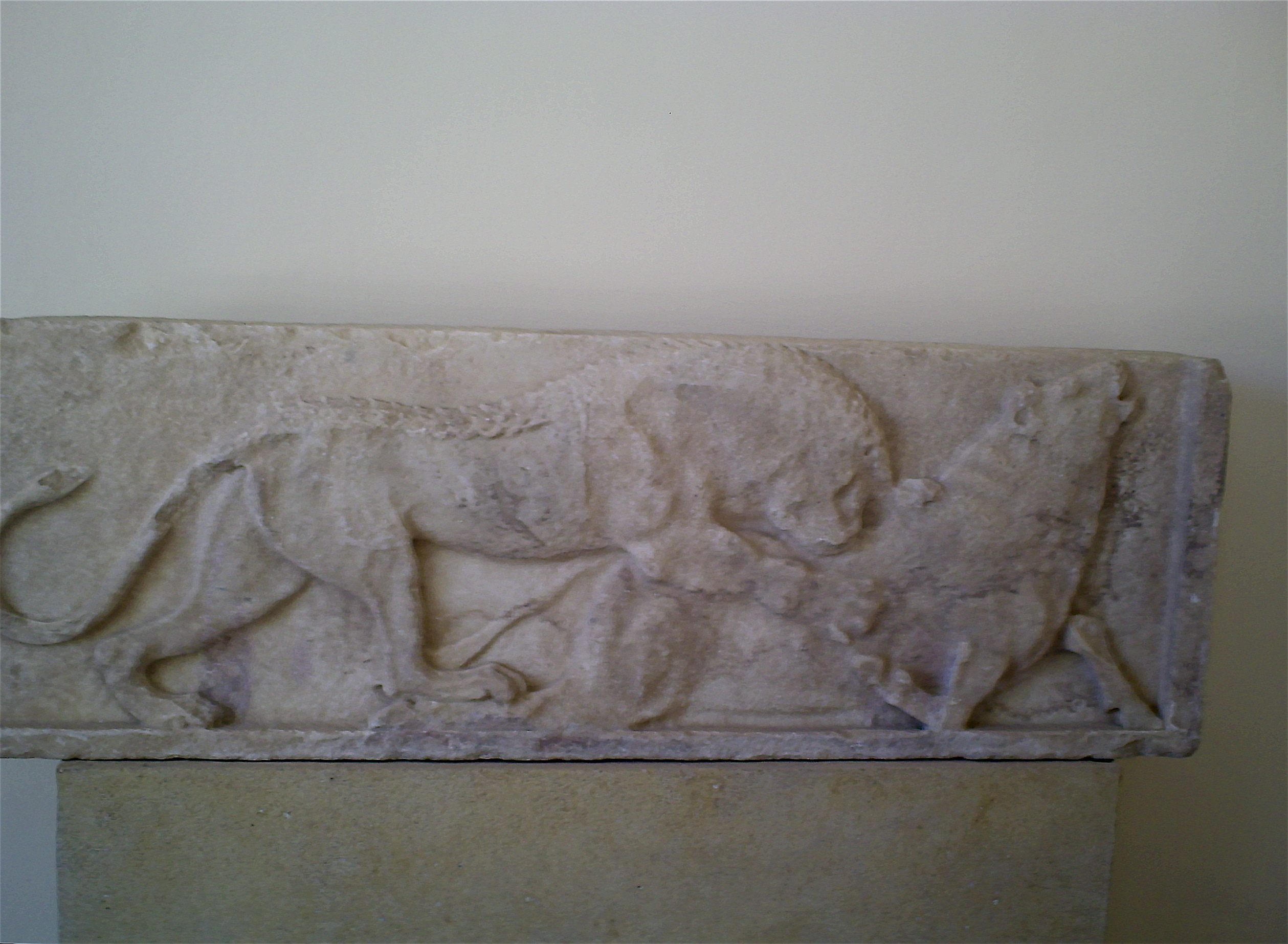
Lion ou panthère dévorant un taureau (A759). Vers 500 av. J.-C., marbre de Paros.
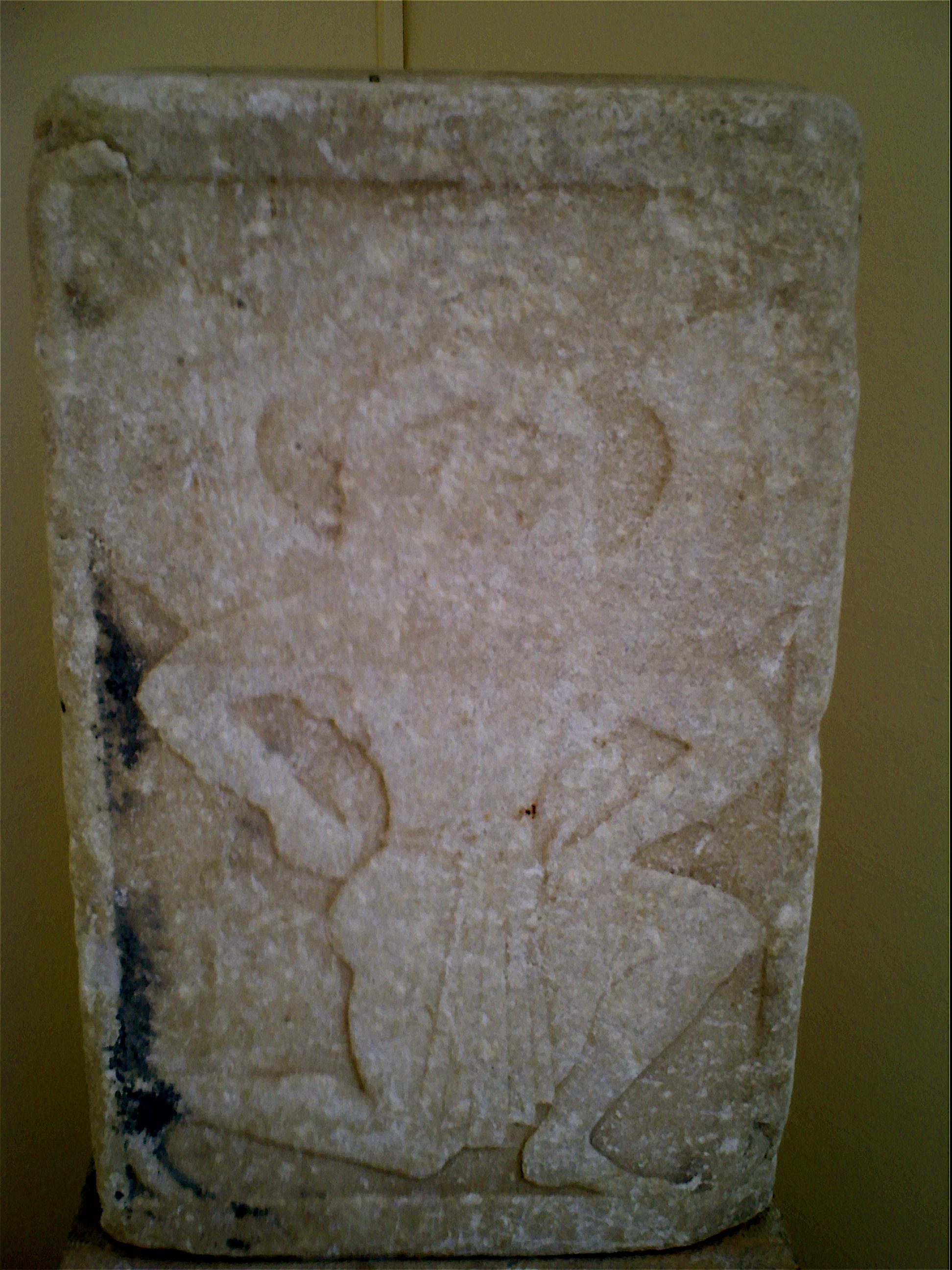
Relief funéraire (?) représentant une gorgone courant (A172). Début du VIe siècle av. J.-C.
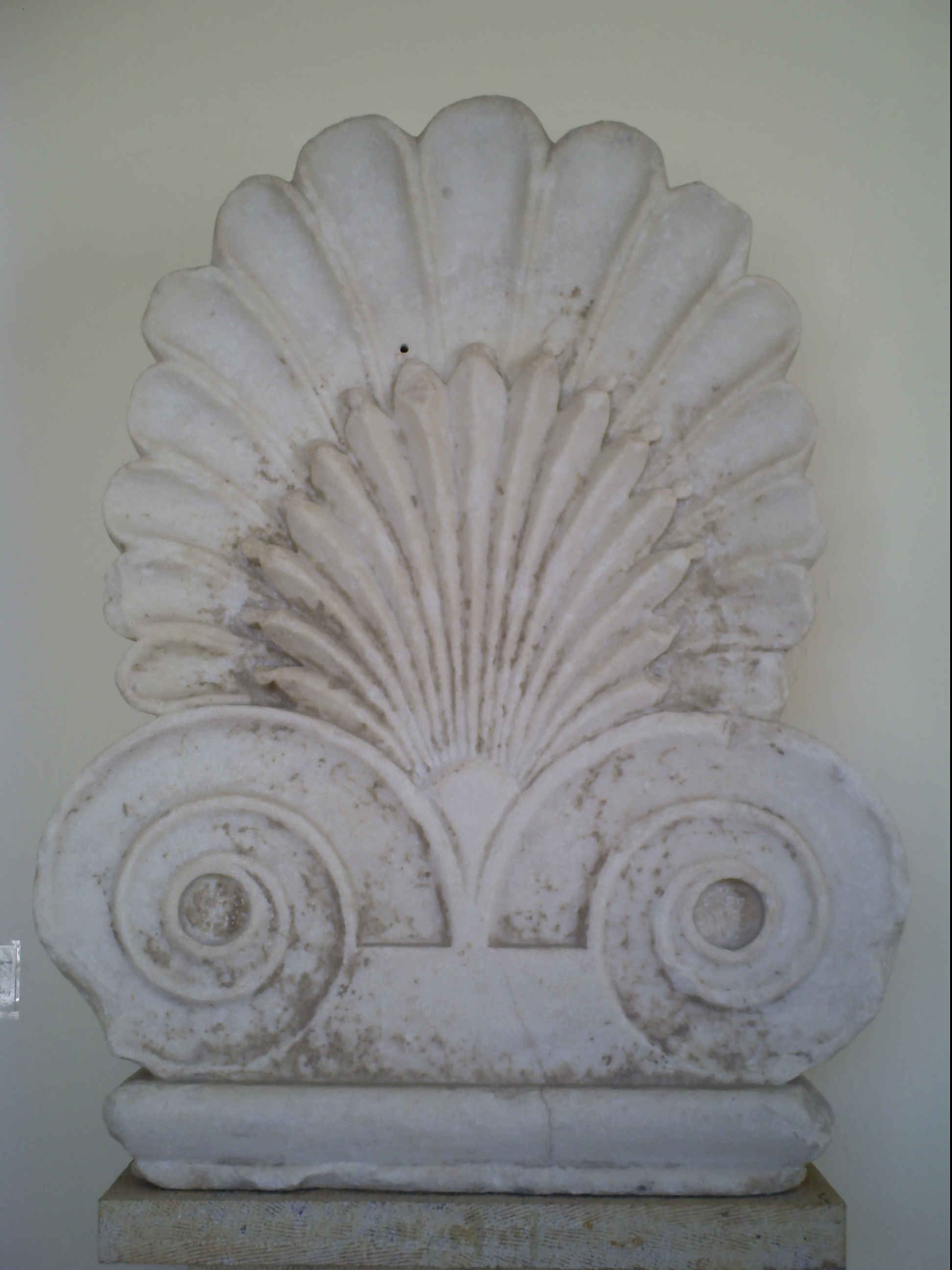
Palmette (A119), sommet d'une stèle (480 av. J.-C.)

La salle expose deux grandes statues de déesse. Trente-six fragments rassemblés en 1976 ont permis de reconstituer sur une base les pieds et mollets d'une divinité marchant vers la droite, le pied gauche posé bien à plat (et donc identifiée à une Athéna Promachos). Son péplos est considéré de style laconien. La statue daterait des débuts du style sévère, vers 480 - 470 av. J.-C. L'autre, haute d'un mètre cinquante-sept, représente une déesse assise. Elle a été découverte en plusieurs morceaux en 1885, sur la côte sud-est de Paros, près d'Angairia, au lieu-dit du « champ du dragon », et restaurée. Elle pourrait dater des débuts du Ve siècle av. J.-C. mais par certains aspects, elle rappelle des sculptures plus anciennes, de type samien par exemple. Elle porte un lourd chiton et un himation. Elle est assise sur un cousin sur un trône, les pieds sur un petit tabouret. Elle devait avoir les deux bras (manquants comme la tête) tendus devant elle, avec un objet dans la main droite permettant d'identifier de quelle déesse il s'agissait. Il pourrait en fait s'agir d'une représentation d'Artémis, vénérée dans l'antiquité près de l'endroit où la statue fut découverte,. Des fragments de kouros remontant à la seconde moitié du VIe siècle av. J.-C. et au début du Ve siècle av. J.-C. sont encore présents dans cette salle, tandis que la partie basse d'un hoplite date du Ve siècle av. J.-C.,. Un disque de marbre peint en rouge et or représente un discobole. Il a été découvert en 1983 dans une tombe qu'on suppose être celle d'un athlète et servait de couvercle au vase funéraire contenant ses cendres dans un des cimetières antiques de Parikiá (à Vitzi). Il daterait du milieu du Ve siècle av. J.-C.,.

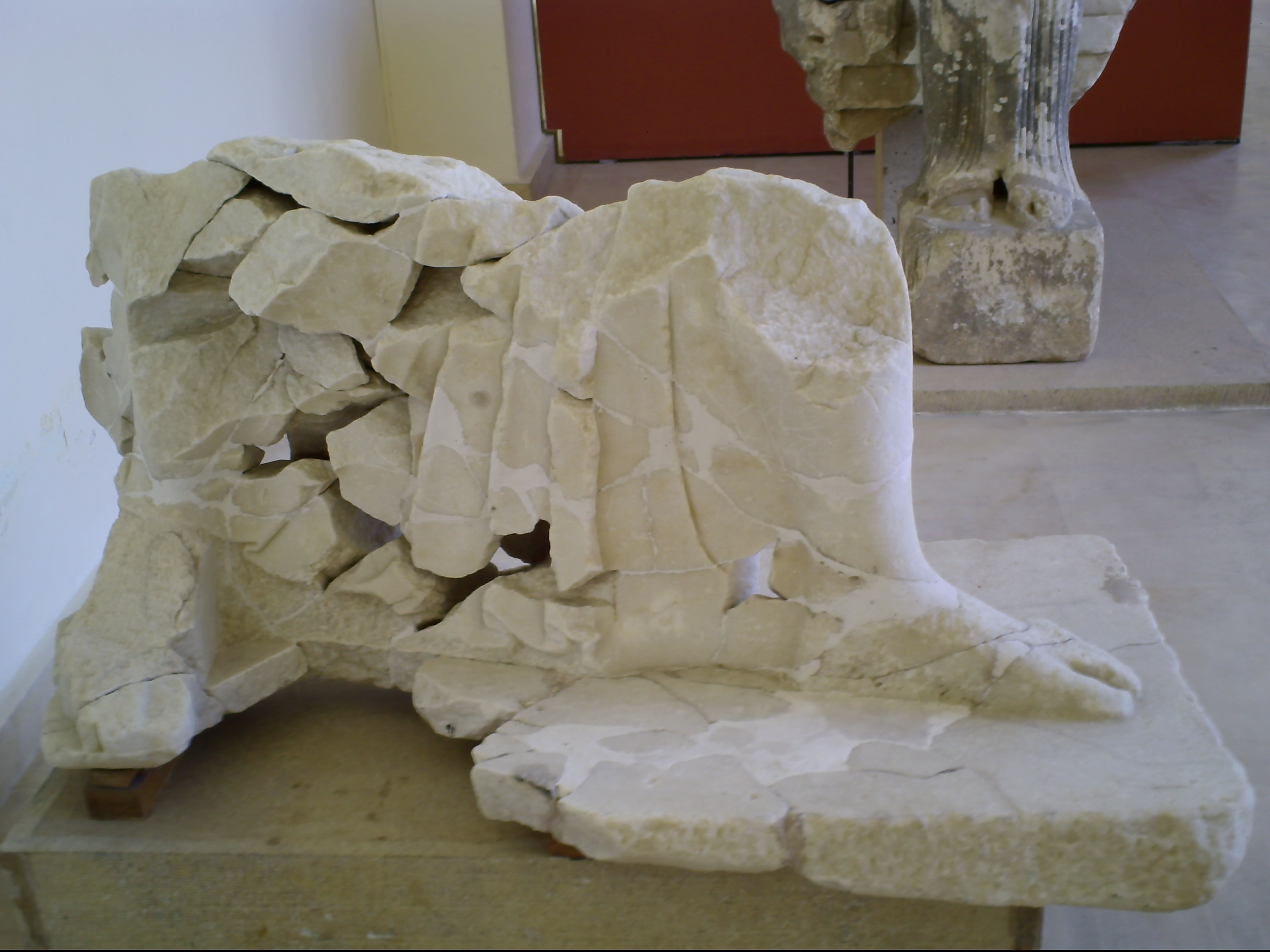
Partie inférieure d'une statue d'Athéna Promachos (36 fragments) (A91 et A800). Marbre de Paros, vers 480 - 470 av. J.-C.
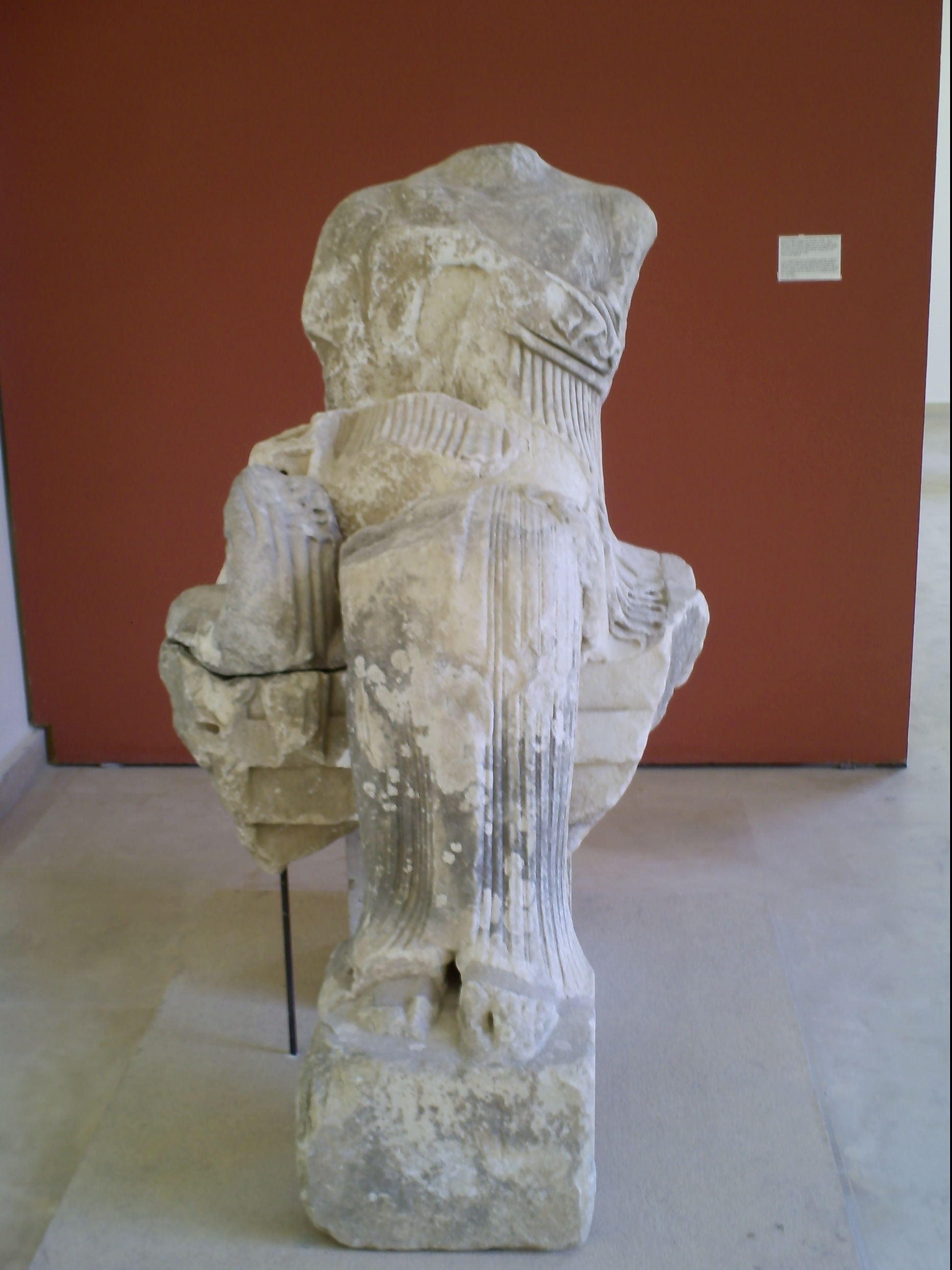
Artémis (?) assise (A162). Marbre de Paros, débuts du Ve siècle av. J.-C.
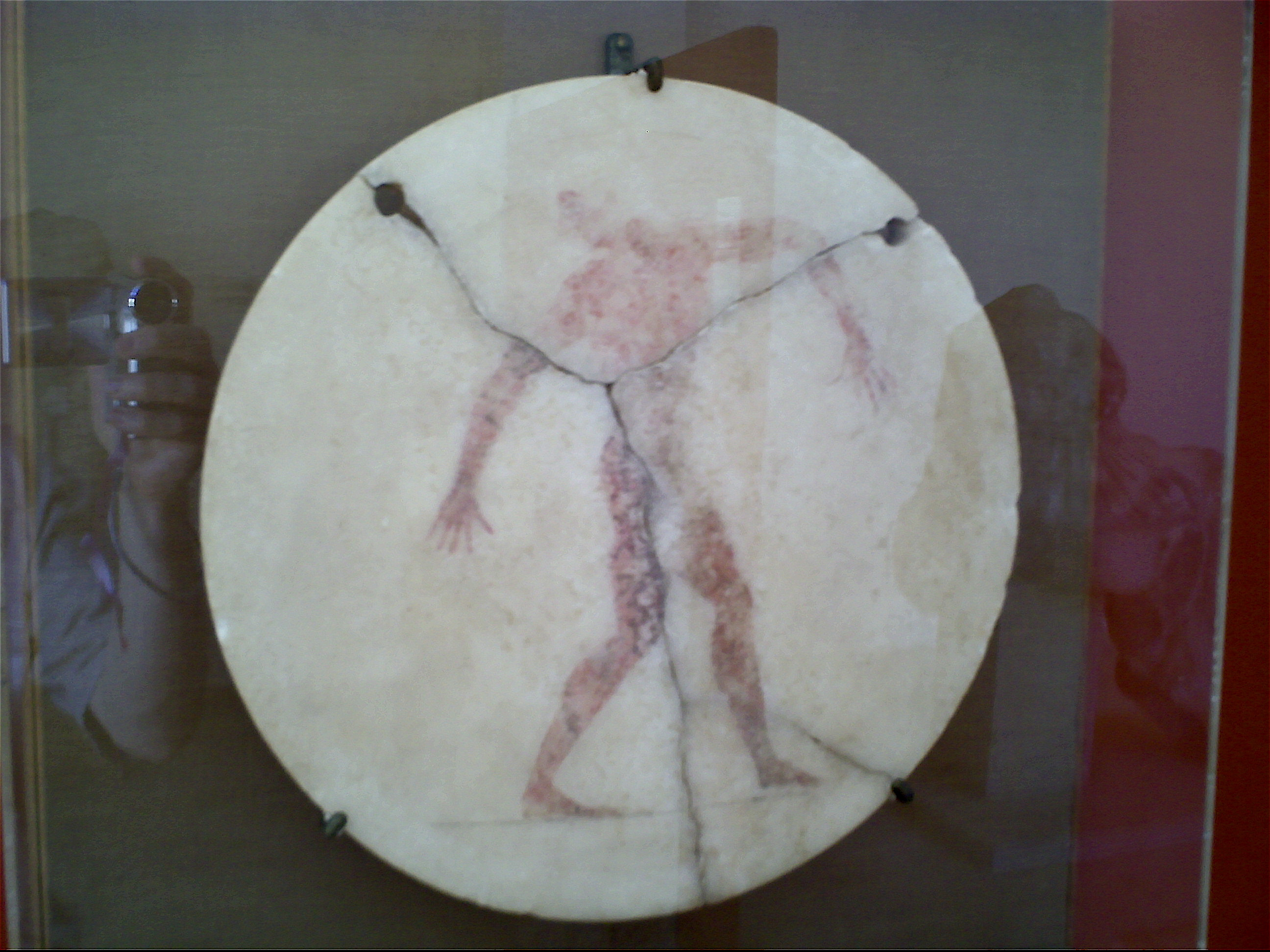
Disque de marbre peint représentant un discobole (A1168). Marbre de Paros, milieu du Ve siècle av. J.-C.

Deux grandes amphores du VIIe siècle av. J.-C. sont également présentes. Elles ont été découvertes dans le grand cimetière antique de Parikiá, hors des murs près du port antique. D'abord utilisées pour signaler une tombe, elles ont été réutilisées pour des funérailles d'enfants. Elles ont longtemps été considérées d'origine milienne, mais la découverte de vases équivalents sur Thasos, colonie parienne, a fait qu'elles sont aujourd'hui considérées comme provenant d'un atelier parien. La première représente le jugement de Pâris. Pour signaler que l'épisode se passe en plein air et donner l'impression de profondeur, le peintre a représenté quatre oiseaux aquatiques (canards ?), les uns au-dessus des autres. Sur le col, on peut voir un cavalier avec deux chevaux. L'autre représente deux scènes de la vie quotidienne : un fermier laboure avec ses deux bœufs et, sur le col, un chasseur avec arc et carquois,,.

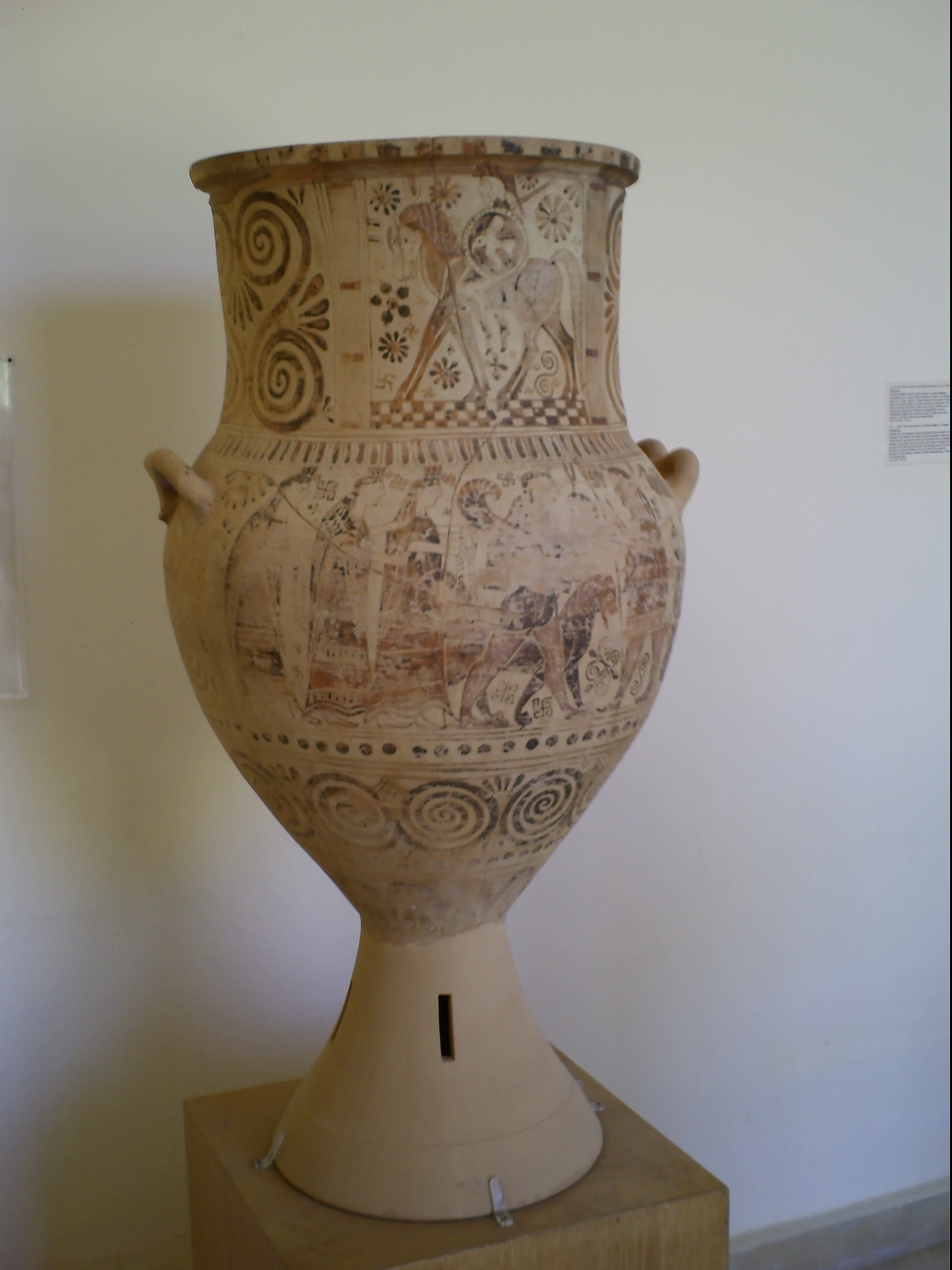
Amphore (B2652), VIIe siècle av. J.-C. Jugement de Paris.
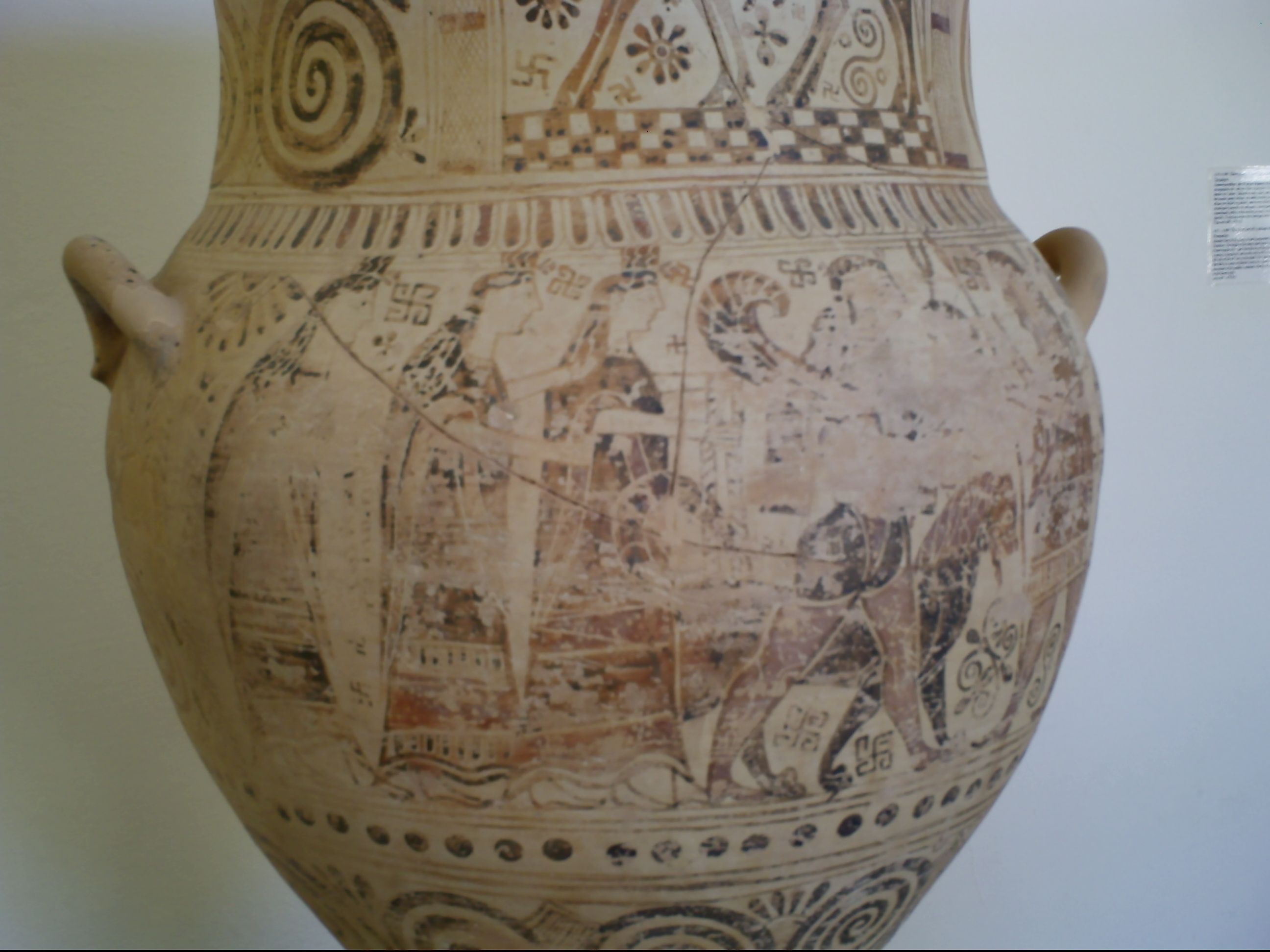
Amphore (B2652), VIIe siècle av. J.-C. Jugement de Paris (détail).
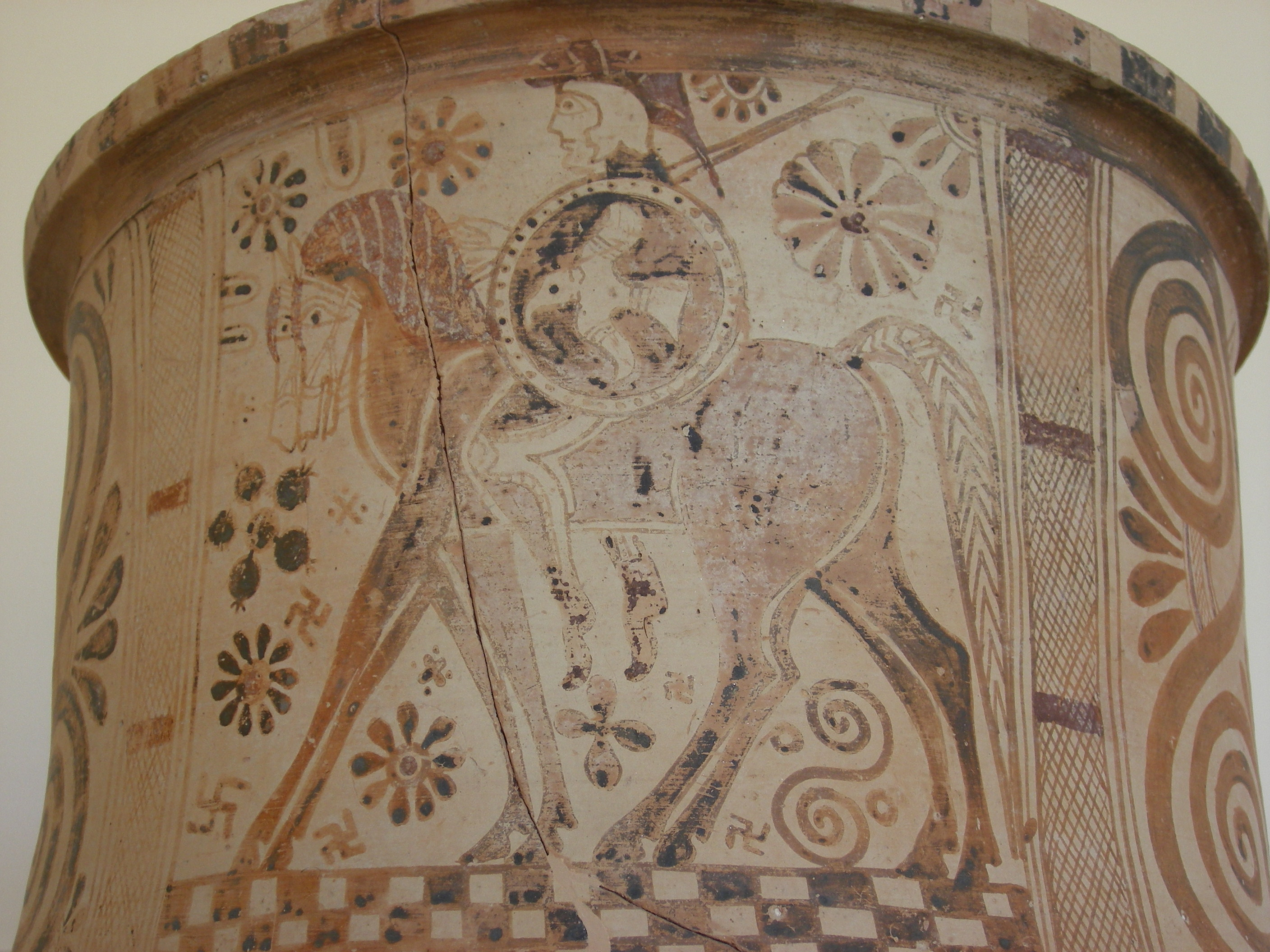
Amphore (B2652), VIIe siècle av. J.-C. Jugement de Paris (détail du col).
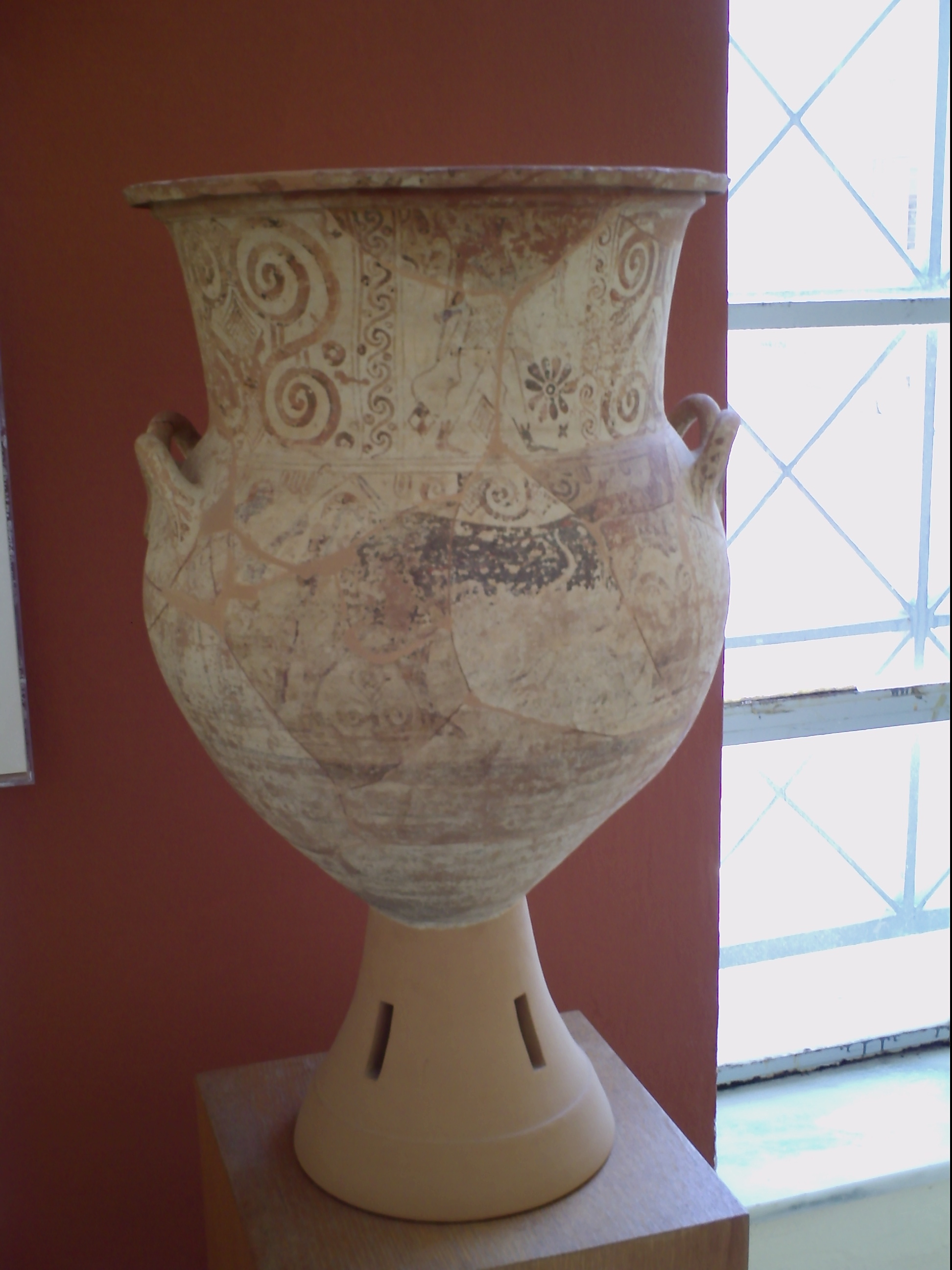
Amphore (B2653), VIIe siècle av. J.-C.

#### Salle de la Niké
La salle A3 est aussi appelée salle de la Niké car son élément central est une statue en marbre de cette divinité datant de 480 - 470 av. J.-C. Il manque la tête, un pied et les ailes, coupées à la base, le bras gauche et le bras droit, coupé au coude. La tête devait être tournée vers la gauche. La main droite devait tenir son péplos, ouvert sur le côté, suggérant ainsi la vitesse du mouvement, et permettant d'apercevoir les sandales. Le bras gauche devait être levé. La jambe gauche repose sur la base, comme si elle venait d'atterrir tandis que la droite est levée. Cette statue, sculptée dans un atelier parien, a été découverte un peu avant 1885 dans le kastro de Parikiá. Deux interprétations sont suggérées : la statue aurait commémoré la « victoire » parienne contre Athènes en 489 av. J.-C ; elle pourrait aussi avoir été l'acrotère d'un temple. La salle expose aussi une autre Niké découverte sur Antiparos. Il manque la tête, les bras, les jambes à partir de la mi-cuisse et les ailes. Elle daterait de la fin du Ve siècle av. J.-C. Elle est caractéristique des évolutions de la représentation du mouvement. L'impression d'un déplacement (course ou vol) rapide est rendue par le vêtement léger, qui épouse étroitement le corps à demi-nu et vole derrière la divinité,,,.

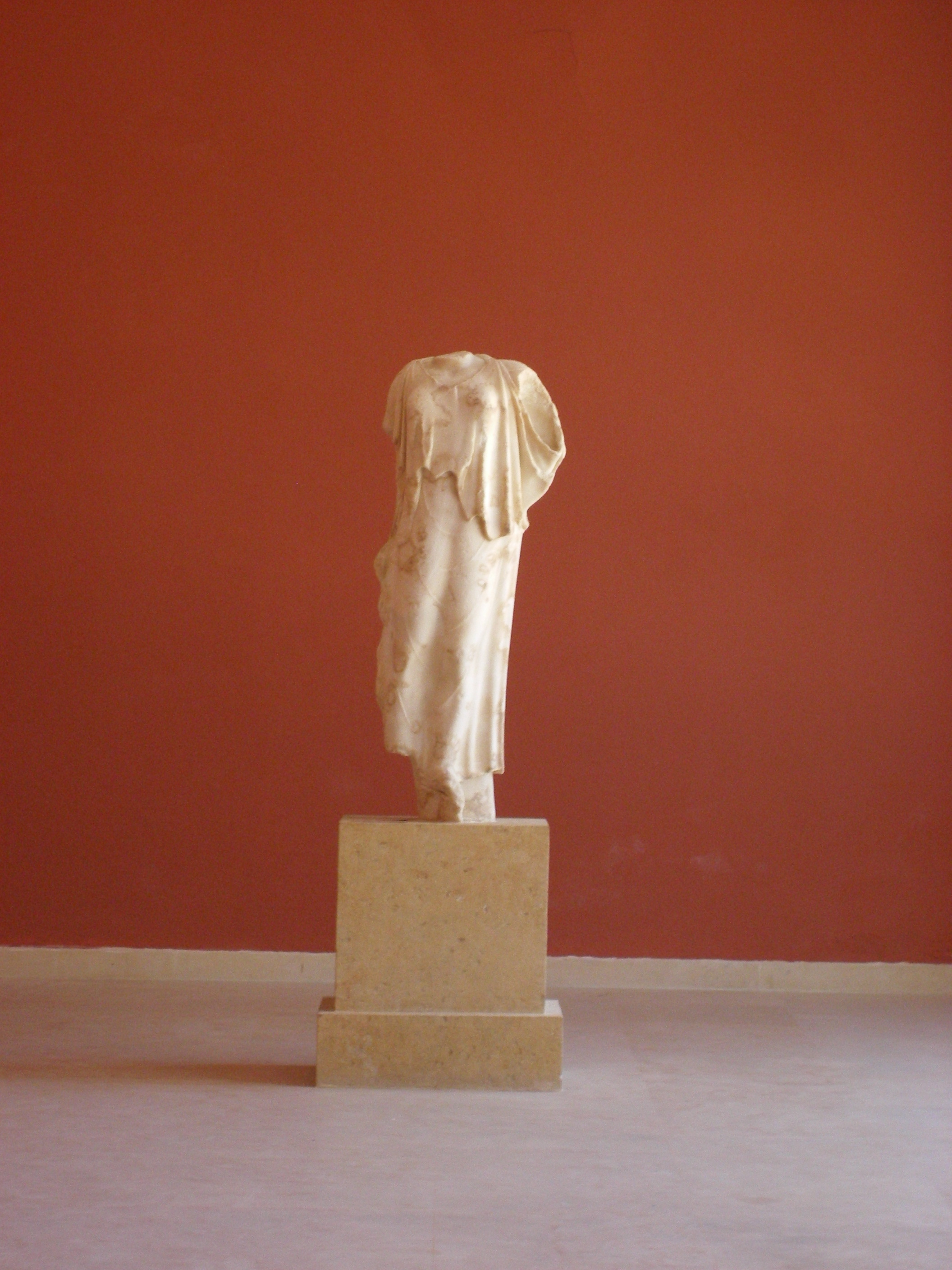
Statue de Niké (A245). Marbre de Paros, 480 - 470 av. J.-C.
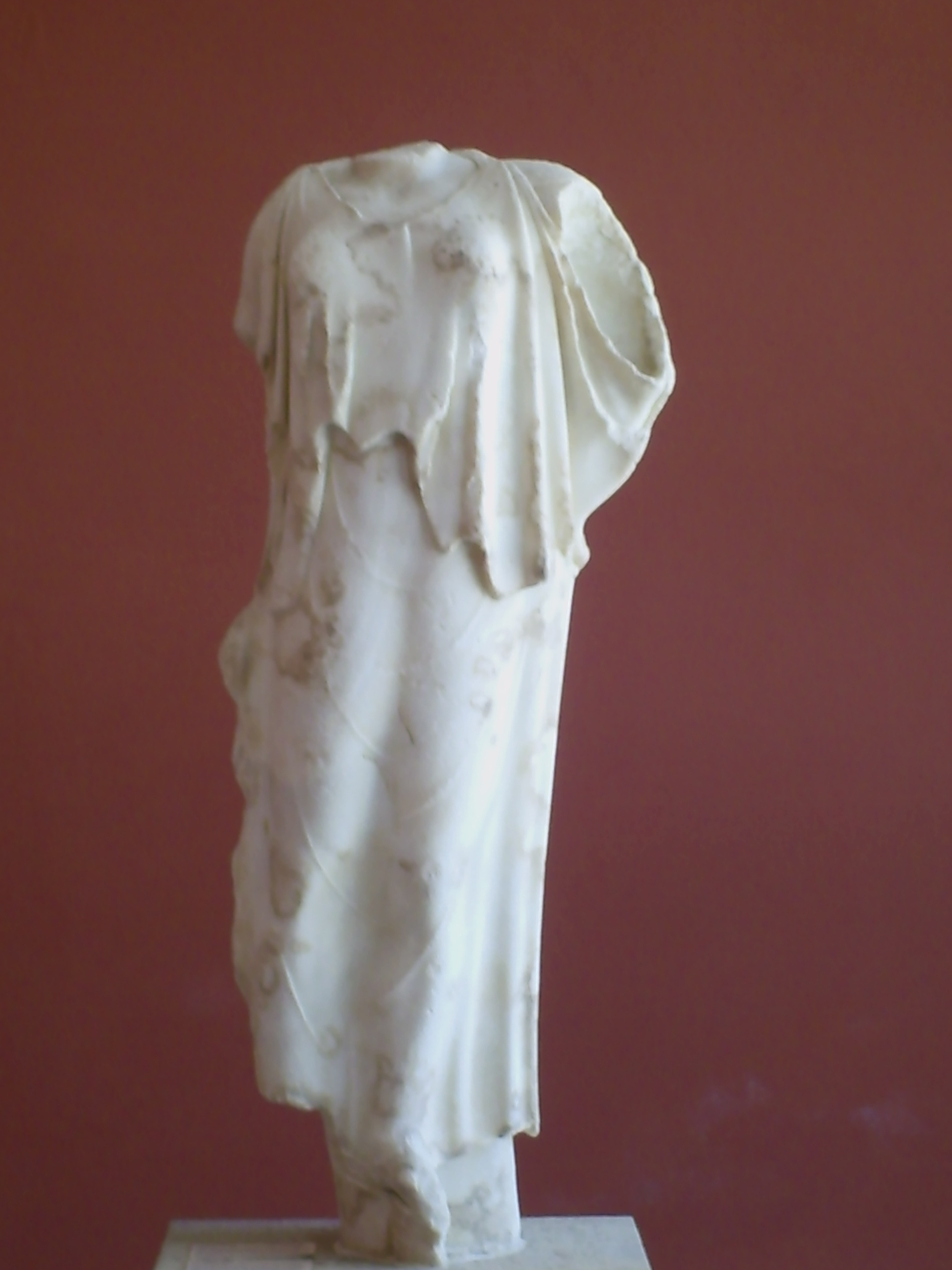
Statue de Niké (A245). Marbre de Paros, 480 - 470 av. J.-C.
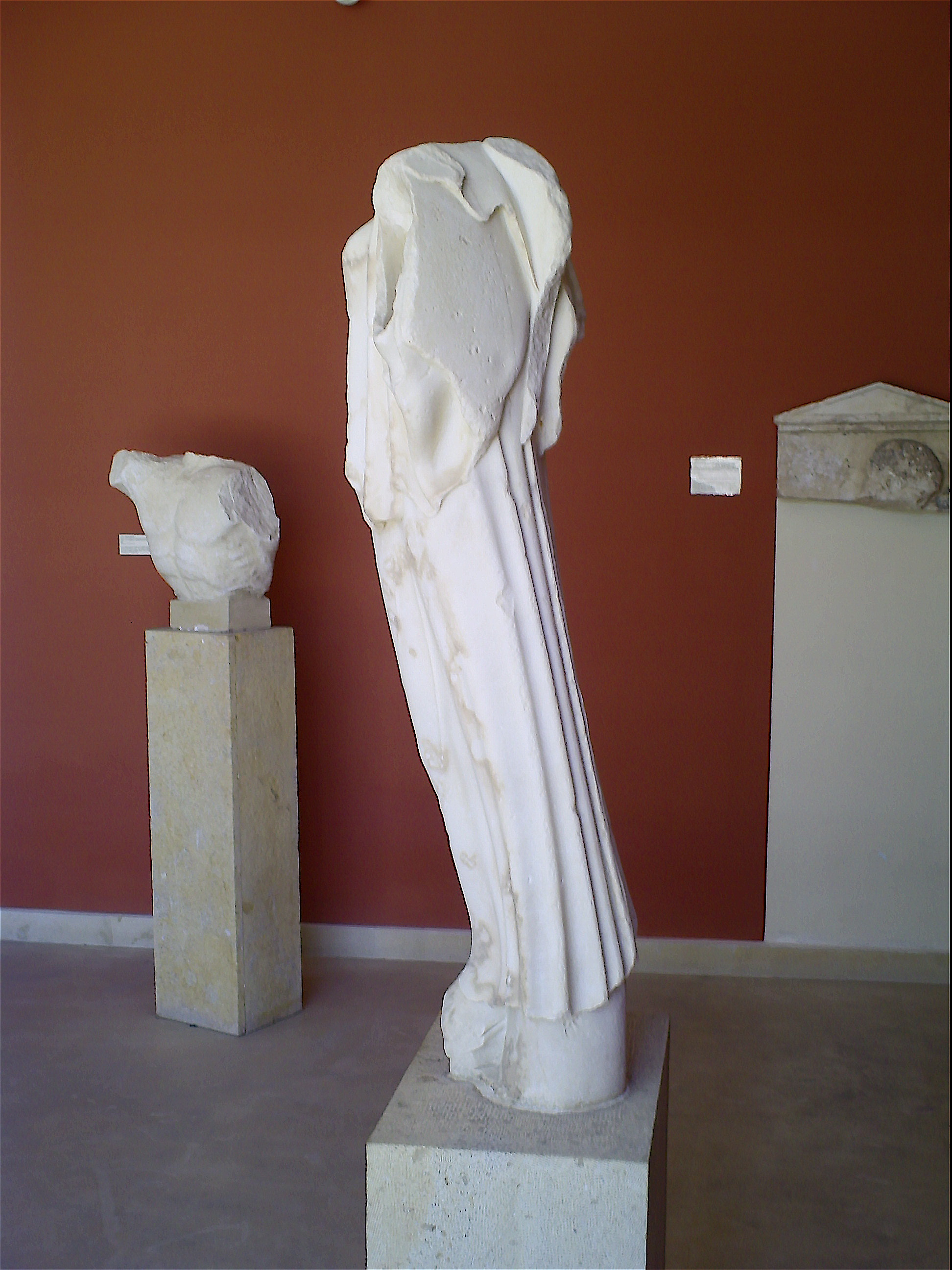
Statue de Niké (A245), de dos. Marbre de Paros, 480 - 470 av. J.-C. Au fond, torse d'hoplite (A756) (480 av. J.-C.) et stèle funéraire (milieu du Ve siècle av. J.-C.).
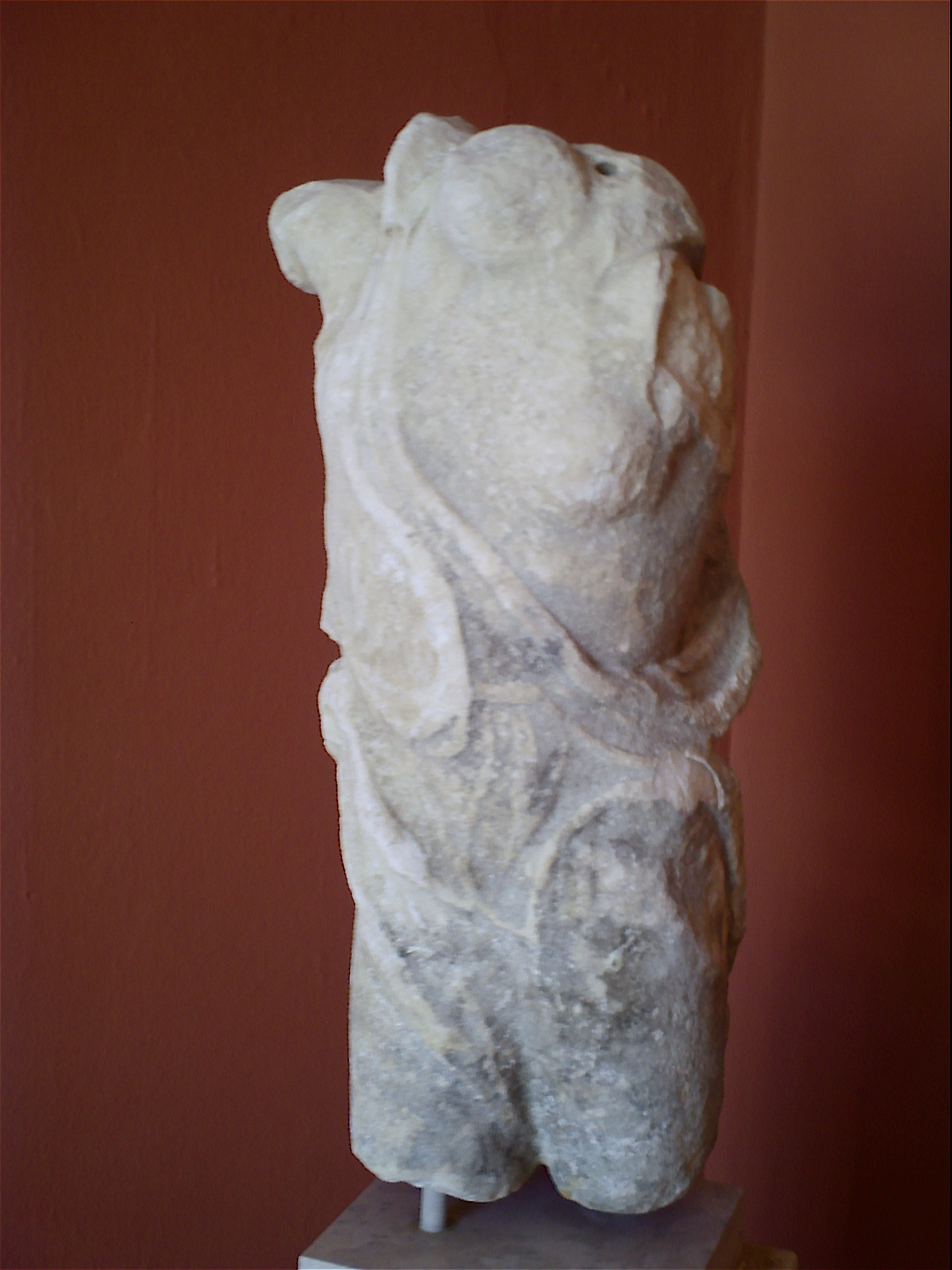
Statue de Niké (A183), trouvée sur Antiparos. Marbre de Paros, fin du Ve siècle av. J.-C.

Le torse d'hoplite date du second quart du Ve siècle av. J.-C. et est considéré lui aussi comme une représentation du mouvement : il lève le bras droit (manquant) portant le bouclier pour se lancer à l'attaque. Sur le dos, on peut encore discerner le bout de la crête de son casque. Le relief de marbre, haut d'un mètre vingt, représentant une jeune femme tenant deux objets circulaires n'a pas encore été tout à fait identifié. Il fut découvert en 1996 dans le sanctuaire dit d’Aghios Panteleimon près du bâtiment de type tholos considéré comme un hérôon. Daté de 440 - 420 av. J.-C., diverses hypothèses ont été faites quant à son usage : peut-être une métope ou un élément de fronton. La jeune femme porte un péplos très fin dont la ceinture (en métal) a disparu. Comme elle marche vers la gauche, le mouvement a été rendu grâce au mouvement du vêtement qui vole avec le vent, sous la ceinture. Elle tient dans chaque main un objet circulaire mal identifié : dans la main droite il pourrait s'agir d'un panier à offrandes ou d'une pyxide ; celui dans la main gauche reste un mystère. Un autre relief important de cette salle est le haut de la stèle à fronton et antéfixes représentant la tête d'un jeune homme. Il est considéré comme un exemple caractéristique des œuvres produites par les ateliers pariens. Il a été déterminé que, en entier, il mesurait deux mètres de haut : il était donc grandeur nature. Il date du milieu du Ve siècle av. J.-C. La façon dont sont représentés les cheveux et les traits du visage, qui réussissent à traduire une émotion, permettent d'attribuer la stèle au même artiste parien que pour la stèle de jeune femme trouvée à Kallikrateia en Chalcidique. Une statue d'Artémis, dédiée par Aries fille de Teisenor au Délion selon l'inscription sur la base, date des environs de 360 av. J.-C. La déesse est représentée debout, en majesté. Elle porte un péplos et un châle. Ses cheveux sont coiffés en tresses qui lui retombent sur les épaules et dans le dos ; ils sont surmontés d'un polos (haute couronne cylindrique),.

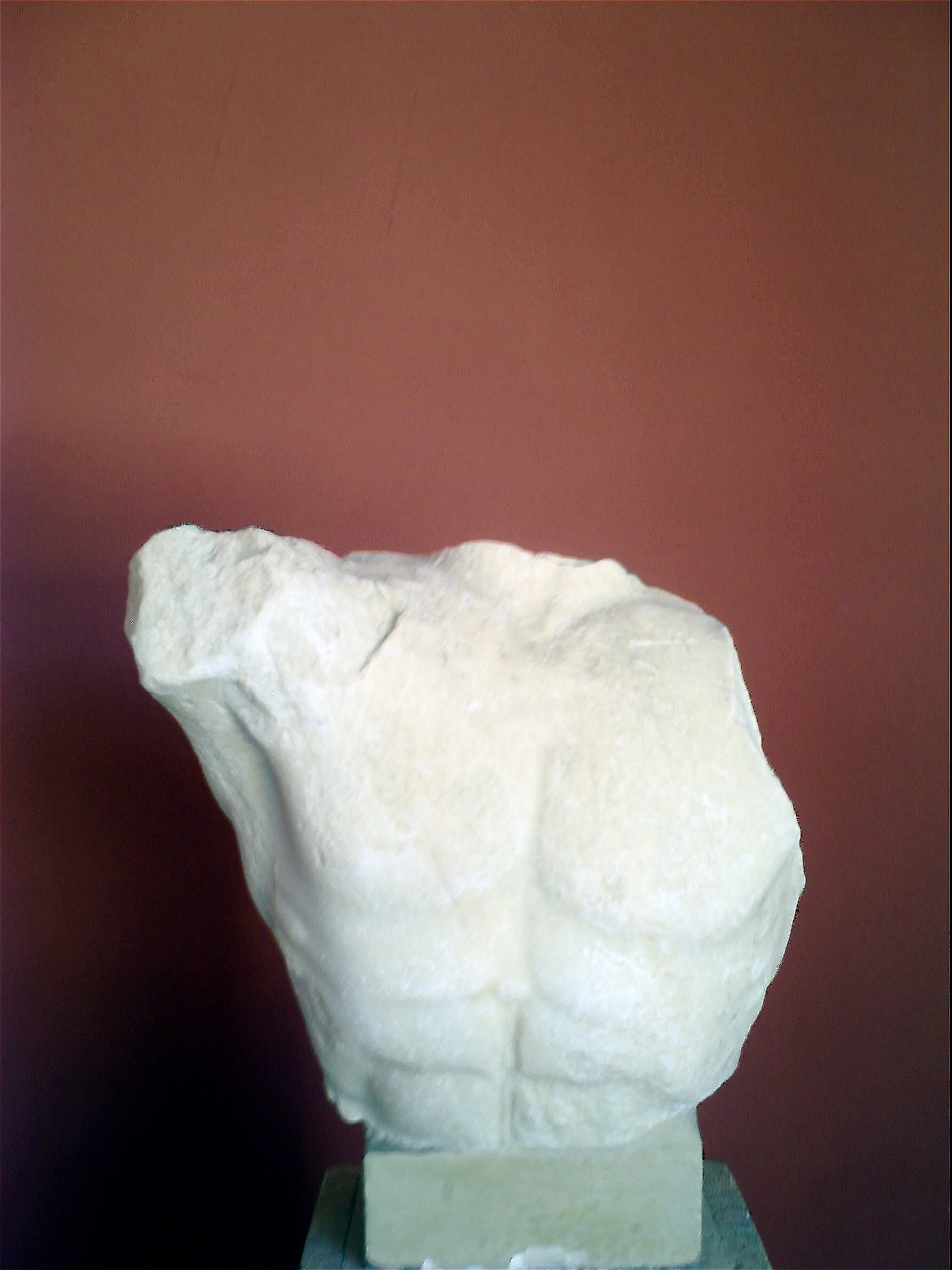
Torse d'hoplite (A756). Marbre de Paros, second quart du Ve siècle av. J.-C.
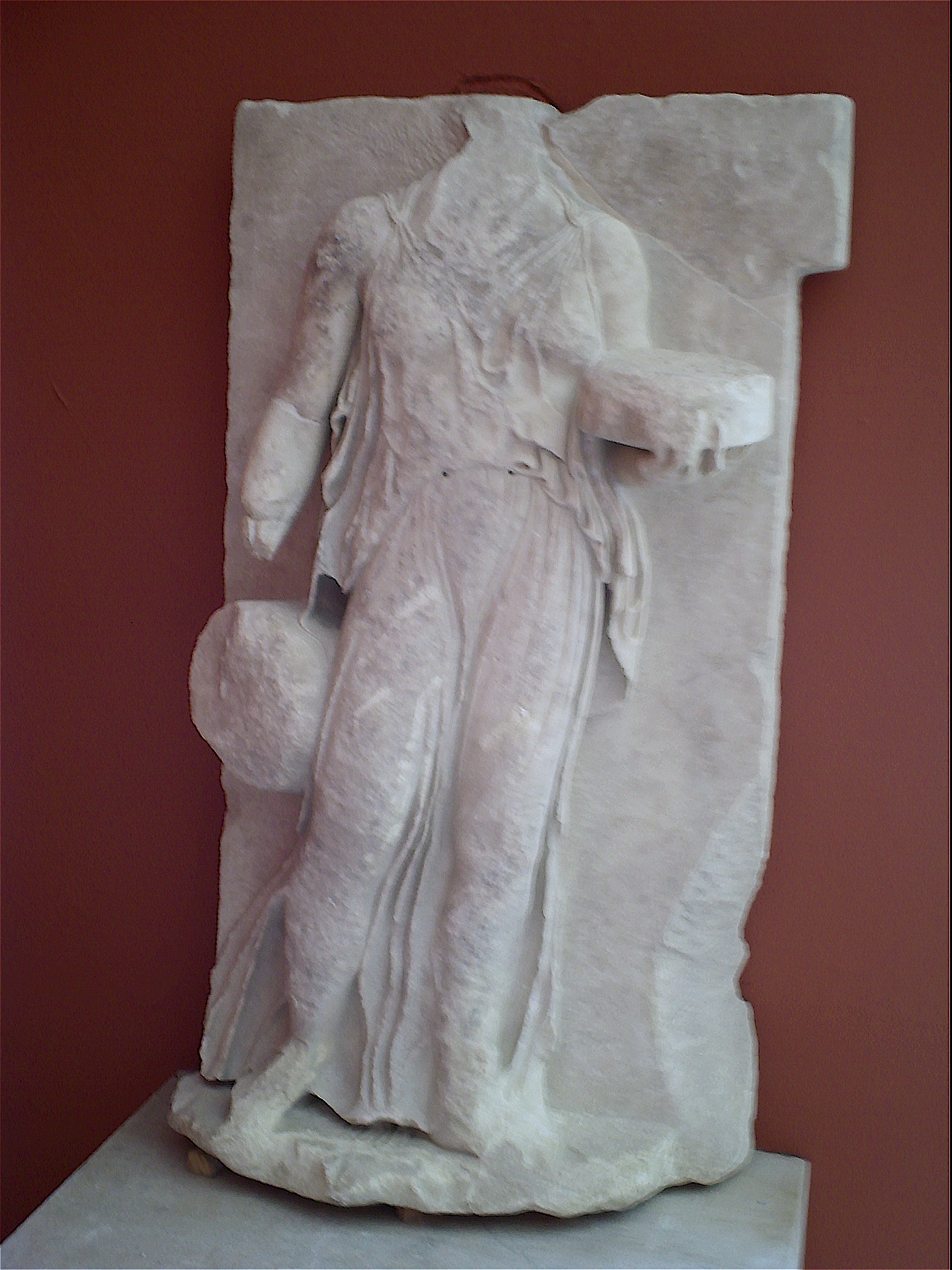
Relief de marbre (A1290). Marbre de Paros, 440 - 420 av. J.-C.
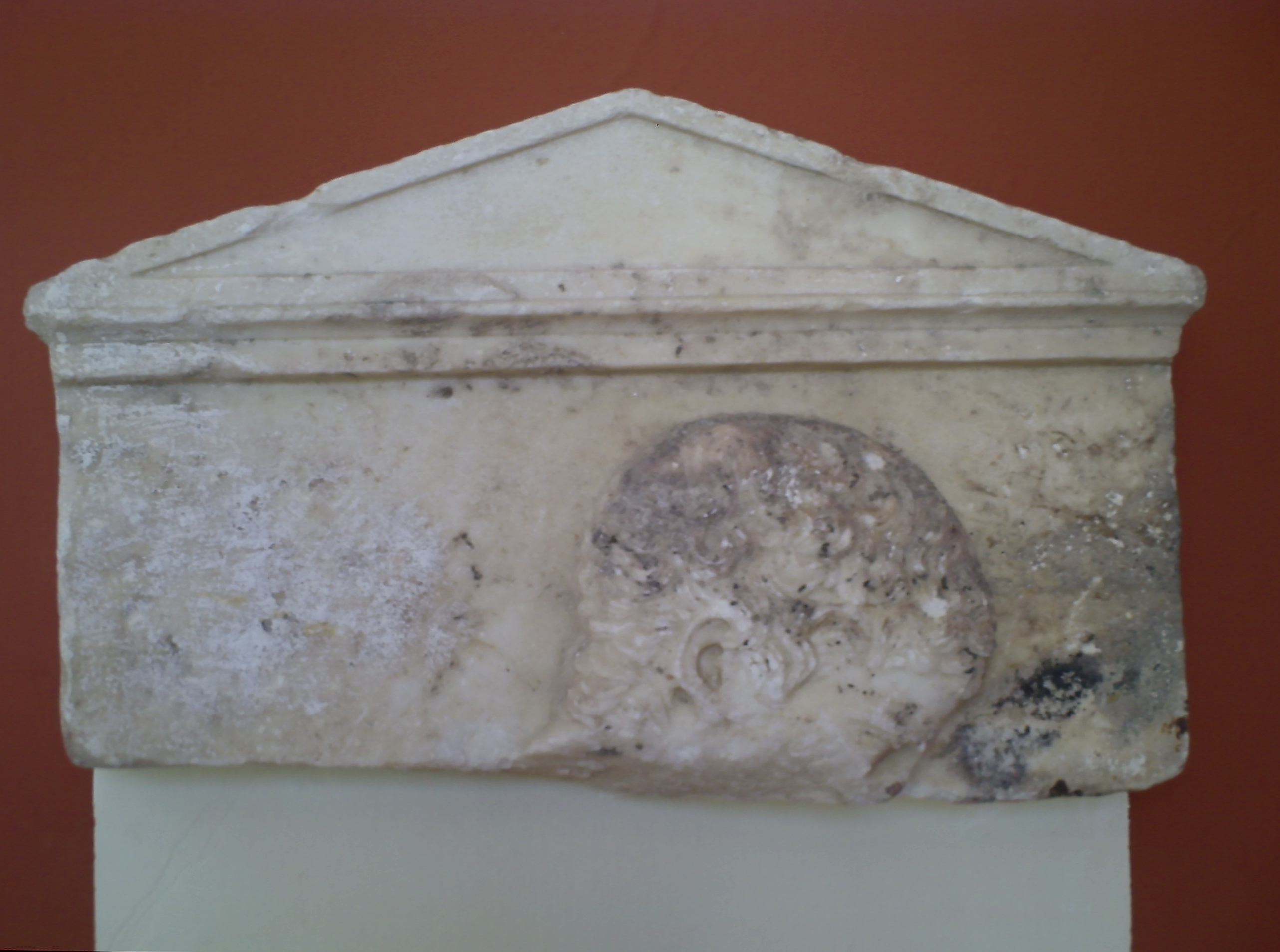
Haut de la stèle à fronton et antéfixes représentant la tête d'un jeune homme (A1026). Marbre de Paros, fin du Ve siècle av. J.-C.
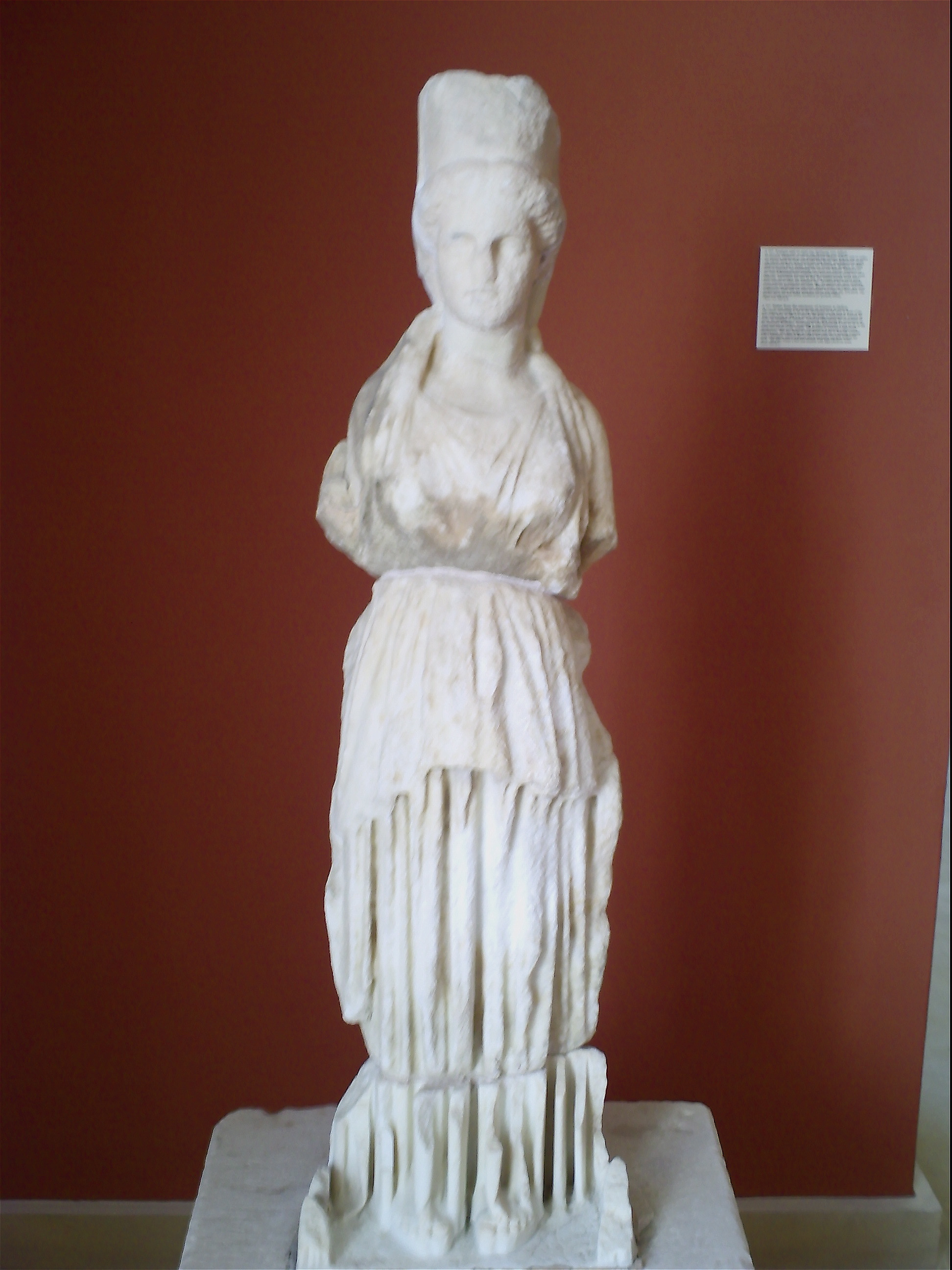
Statue d'Artémis (A757). Marbre de Paros, 360 av. J.-C.

### Salle de la sculpture hellénistique
Cette salle, dite aussi salle B est située entre les deux ailes du musée. Elle abritait avant la restructuration la partie administrative du musée. Depuis, elle expose, comme son nom l'indique, des sculptures de l'époque hellénistique, mais aussi les objets découverts lors des fouilles sur Despotiko et des objets (principalement des figurines votives en terre cuite) provenant du sanctuaire d'Ilithye et de l'Asklépiéion. Un fragment de stèle funéraire représente un scribe assis. Des traces de couleur sont visibles sur le tissu figuré lui couvrant les genoux et sur sa barbe. Une inscription de trente-sept lignes énumère les donatrices ayant financé une restauration du sanctuaire d'Ilithye,.

### Aile C
L'aile C est une seule et grande salle rectangulaire présentant une collection d'objets divers de façon chronologique, depuis la préhistoire jusqu'à l'époque romaine.
La première vitrine à gauche dès l'entrée est donc dédiée aux objets les plus anciens découverts à Paros : ceux du site néolithique ancien (5300 - 4500 av. J.-C.) de Saliagos. La plupart sont des vases de terre cuite peinte en forme de calice caractéristiques de Saliagos et uniques dans les Cyclades. Des outils d'obsidienne provenant de Milos sont aussi exposés. Une des plus anciennes idoles cycladiques est aussi visible dans la vitrine no 1 : la « grosse dame de Saliagos », appelée ainsi en raison de sa stéatopygie. La vitrine suivante (no 2) propose des objets découverts sur le kastro de Parikiá et remontant à 2300 - 1600 av. J.-C. Entre les deux vitrines, un grand pithos géométrique de la seconde moitié du IIIe millénaire av. J.-C., découvert sur le kastro de Parikiá. De l'autre côté de la vitrine no  2, se trouve un vase similaire, même date et même lieu de découverte. Au-dessus, un grand cratère cycladique en marbre remontant à la première moitié du IIIe millénaire av. J.-C. est exposé sur une étagère,,.

Musée archéologique de Paros : Aile C
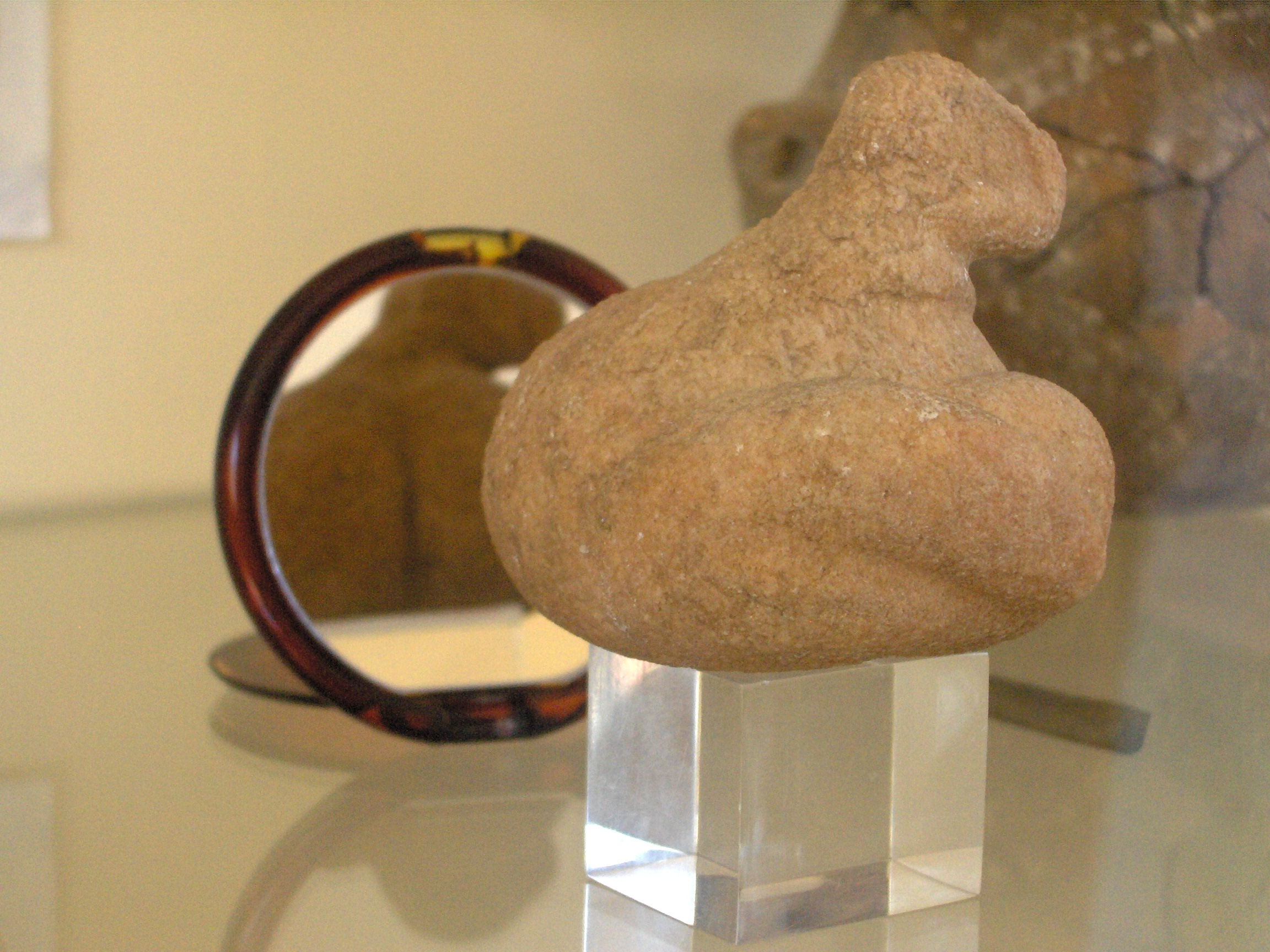
La « grosse dame de Saliagos », Ve millénaire av. J.-C.
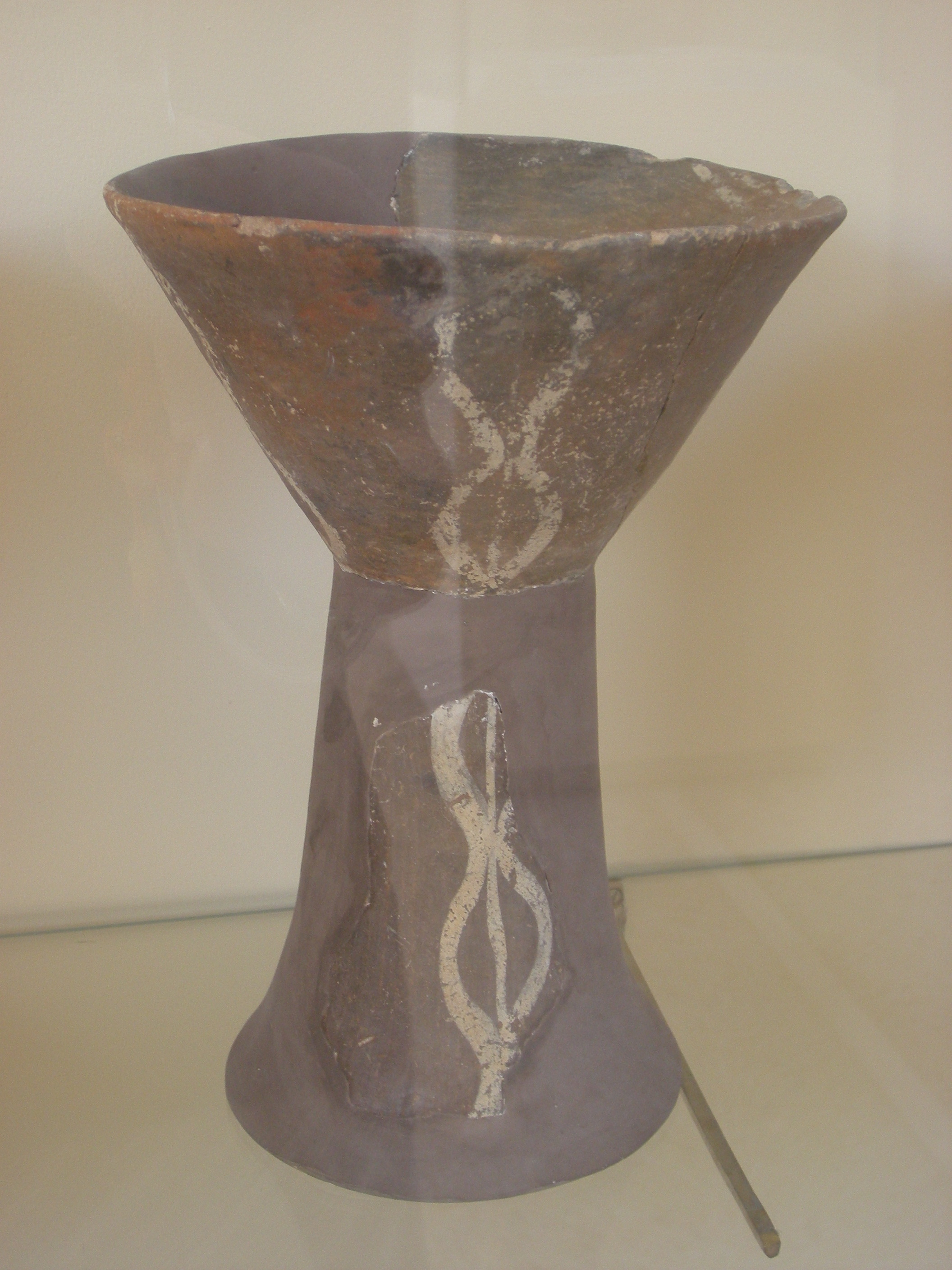
« Calice » préhistorique de Saliangos, Ve – IVe millénaire av. J.-C.
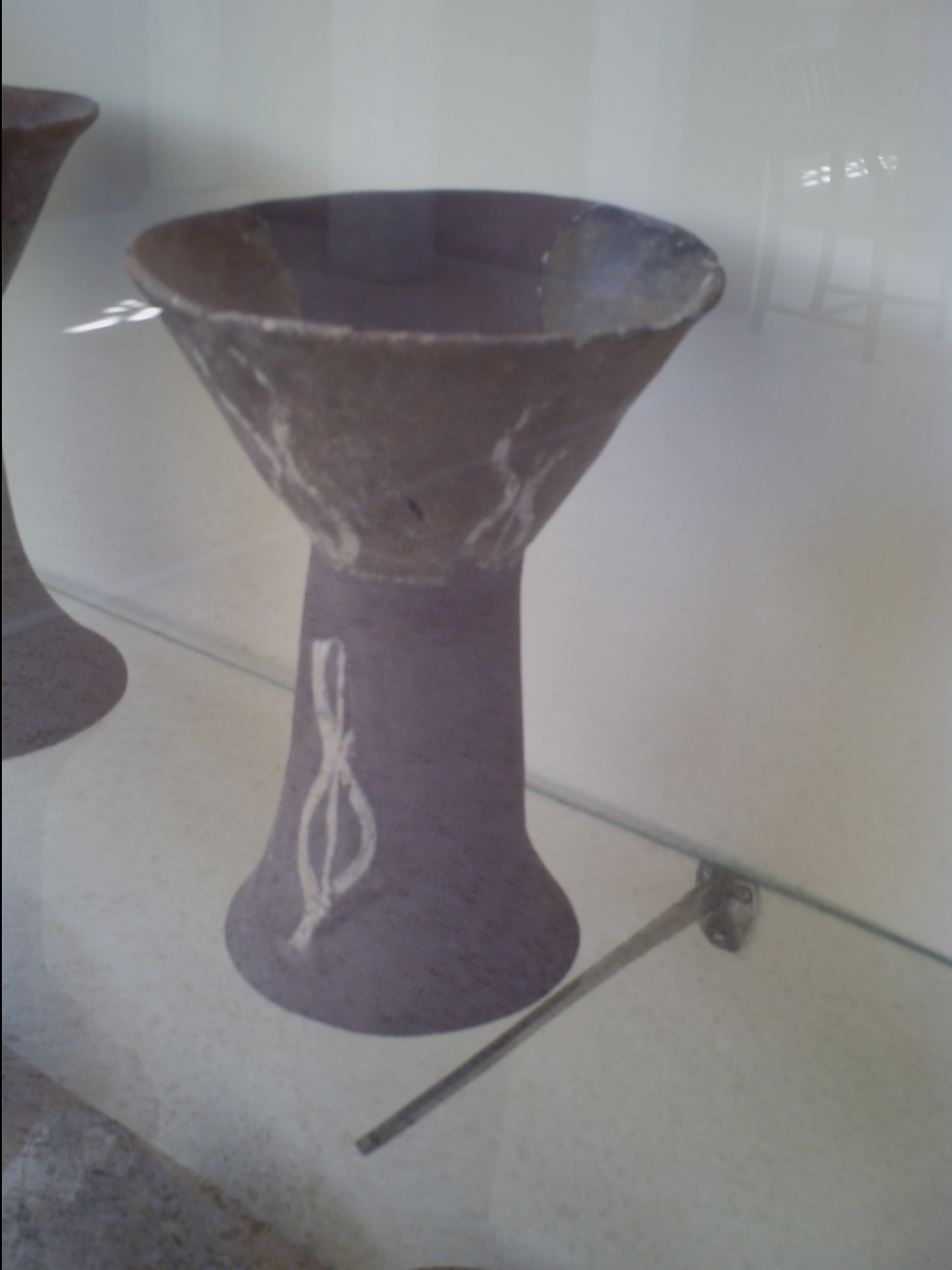
« Calice » préhistorique de Saliangos, Ve – IVe millénaire av. J.-C. Un vase du même type est visible sur la gauche.
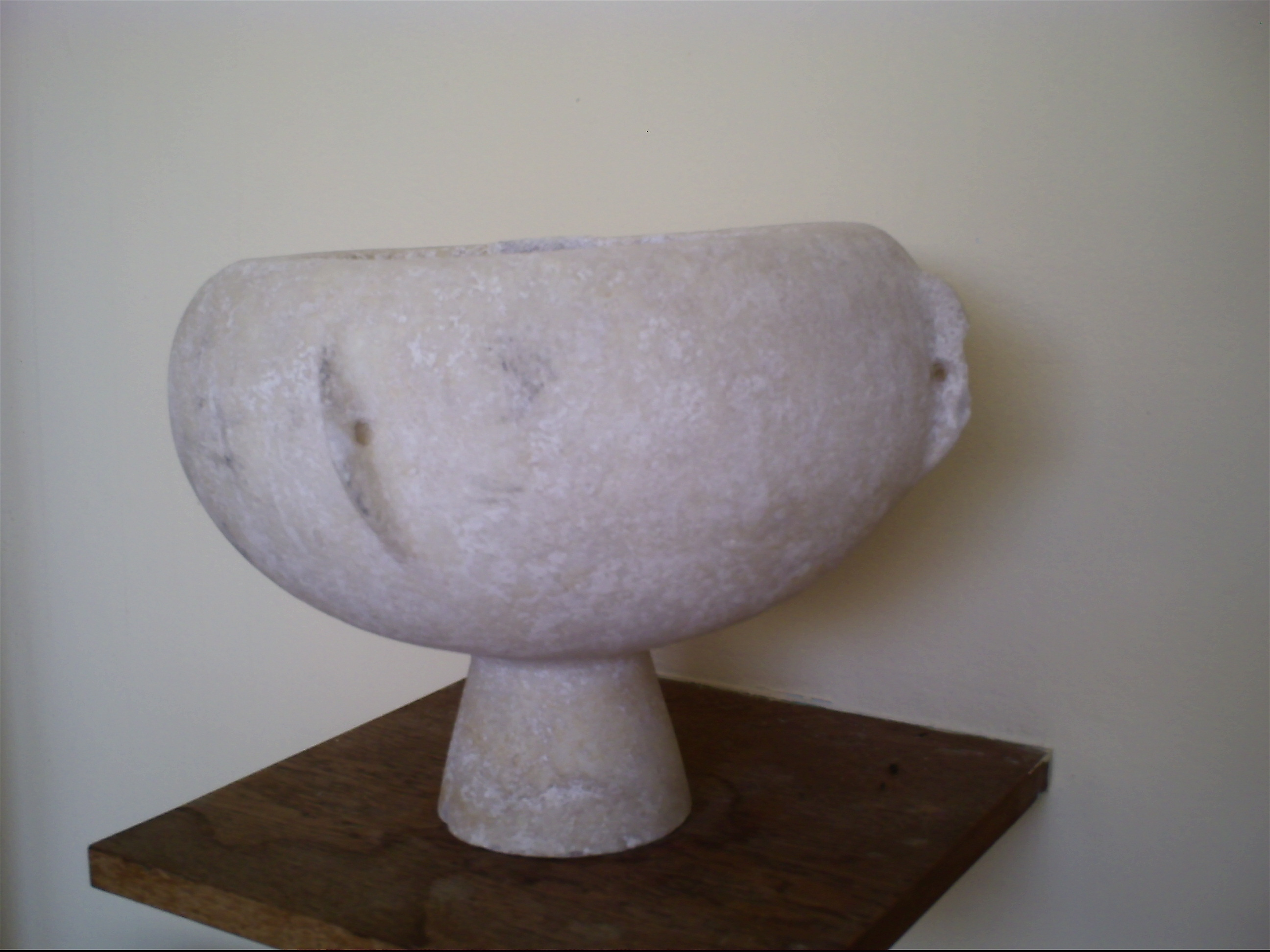
Cratère cycladique (A2200), première moitié du IIIe millénaire av. J.-C.

La vitrine no 3 est consacrée à la période du Cycladique ancien (3200 - 2400 av. J.-C.) et propose principalement des objets funéraires. Elle expose des cratères cycladiques et des phiales en marbre (dont une a conservé sa couleur) provenant du cimetière de Plastiras dans la baie de Náoussa au nord de l'île. La vitrine exposait jusqu'en 1992 un grand nombre d'idoles cycladiques provenant de ce lieu et ayant donné leur nom à un type d'idoles : elles ont été dérobées cette année-là ; il en reste très peu. Les objets de terre cuite incisée, comme la « poêle à frire » datée de 2800 - 2700 av. J.-C. proviennent du cimetière de Kampos,.

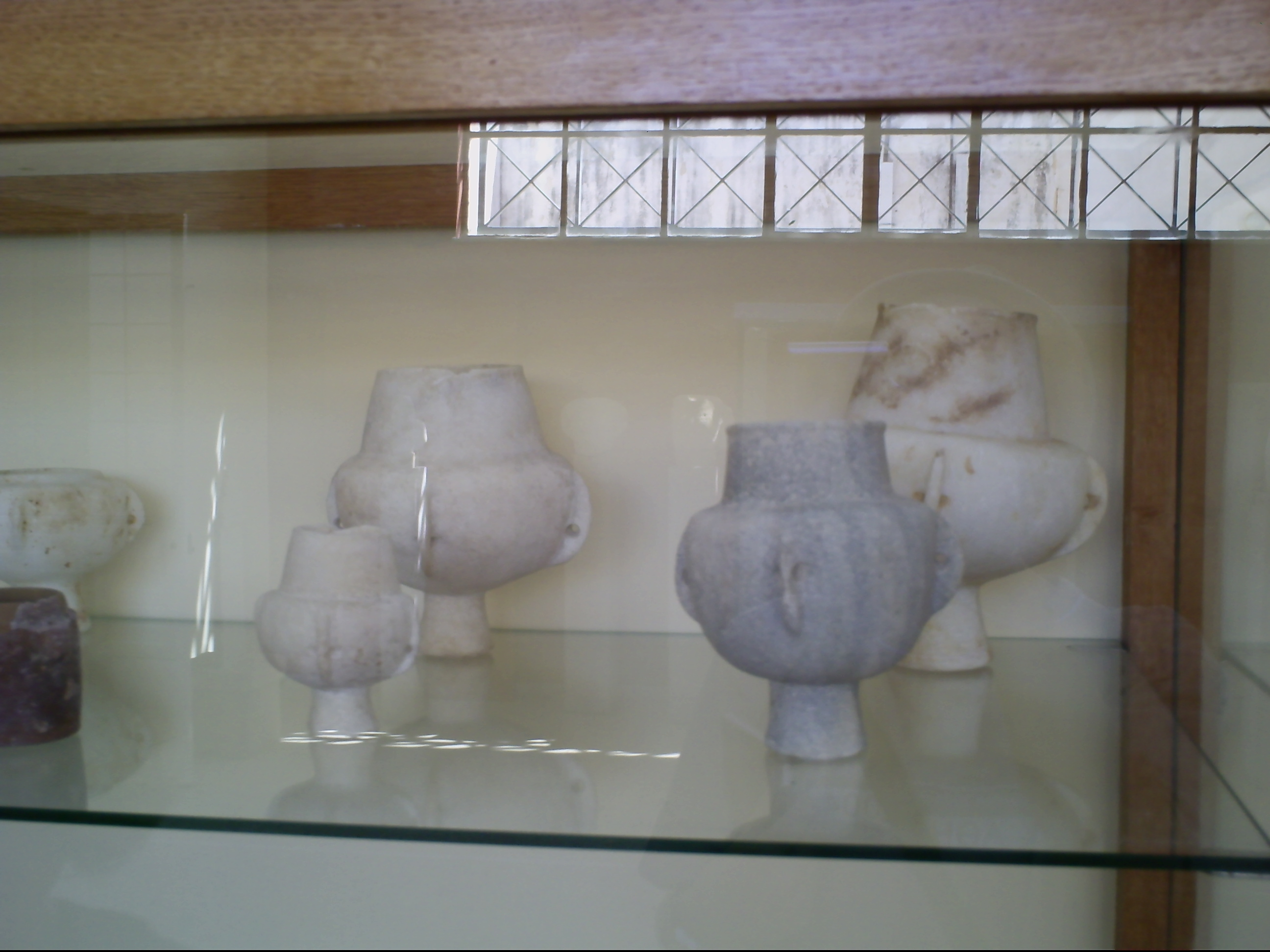
Cratères cycladiques en marbre de Paros, Cycladique ancien (3200 - 2400 av. J.-C.)
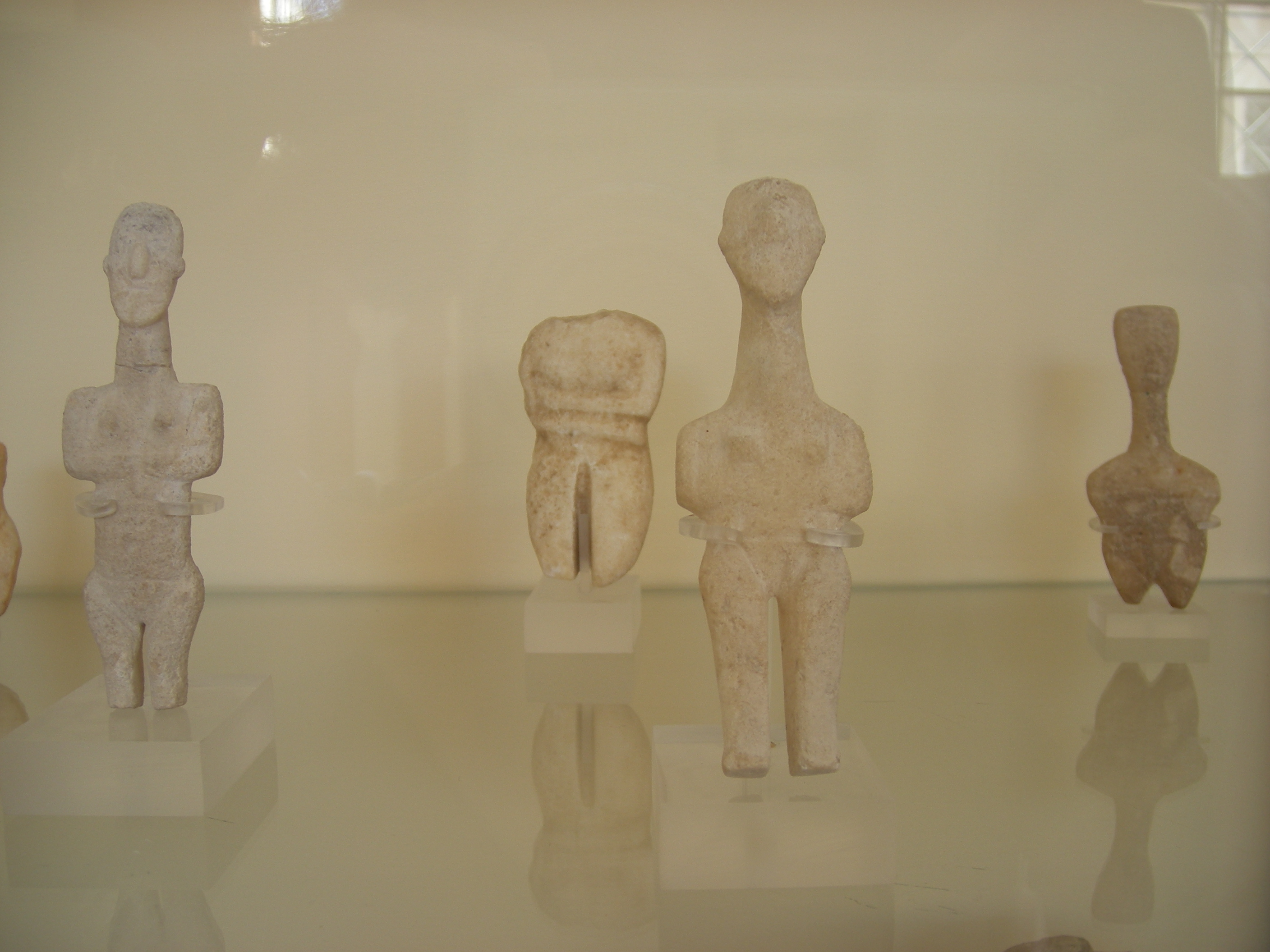
Idoles cycladiques de type Plastiras.
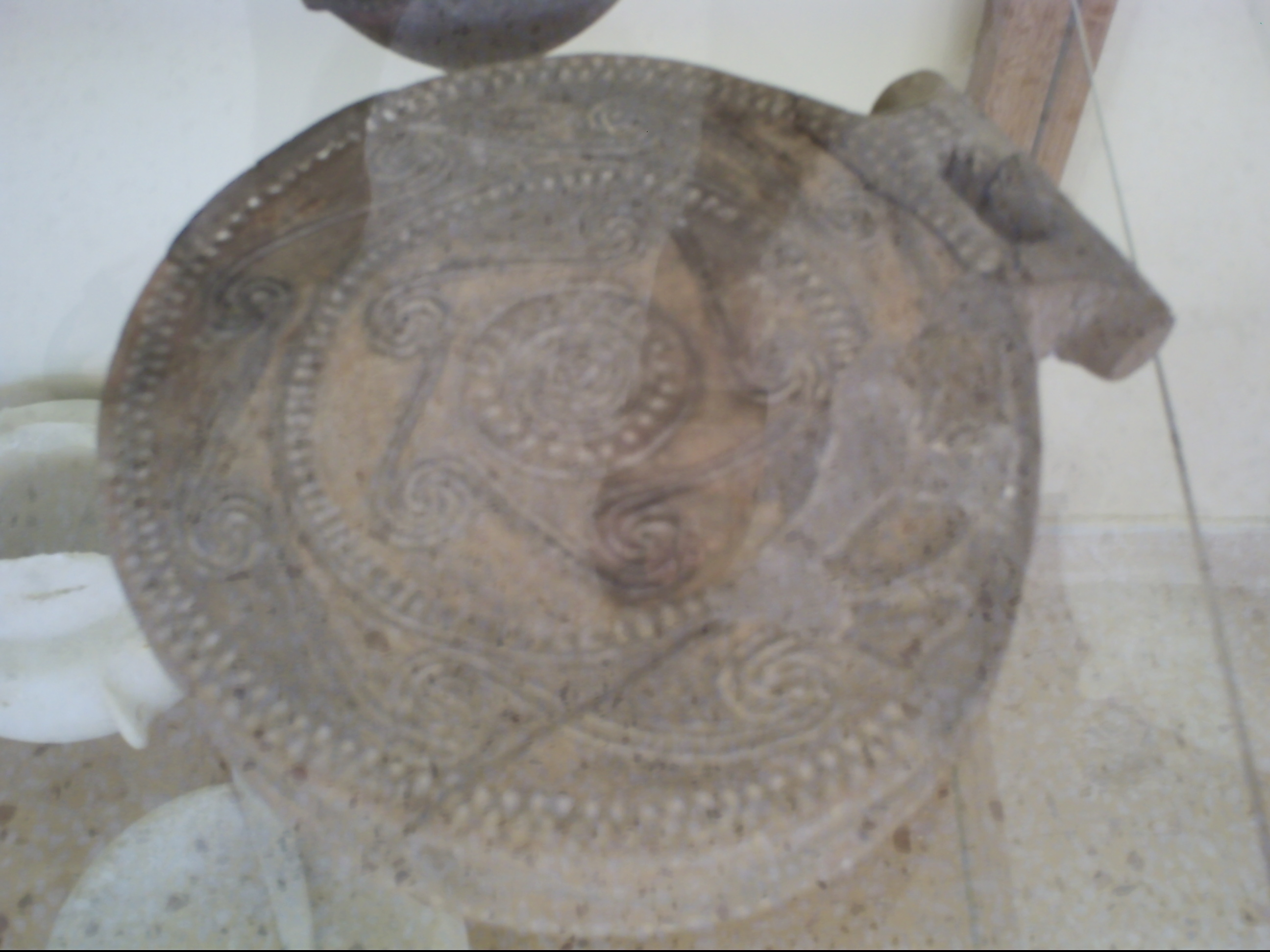
« Poêle à frire » (A2136), 2800 - 2700 av. J.-C.

La vitrine no 4 est consacrée aux objets provenant de l'acropole mycénienne de Koukounariés du XIIe siècle av. J.-C., principalement des vases de terre cuite : kylix à grand pied, skyphos ou stamnos à décoration d'inspiration marine mais aussi des outils et armes de bronze et d'os. Le site de Koukounariés fut par la suite réoccupé : le fragment de vase représentant deux hommes se battant fut trouvé sur l'acropole mais est daté du second quart du VIIe siècle av. J.-C. La vitrine no 4A contient des fragments de vases trouvés sur l'île, principalement dans Parikiá, allant du XIIe au Ve siècle av. J.-C. et produits localement ou importés de l'ensemble de l'Égée. La stèle funéraire le long de la cloison de séparation avec la suite de la salle est une des plus anciennes connues : elle remonte au début du VIIe siècle av. J.-C. Très effacée, on ne distingue pratiquement plus son décor sculpté en très bas-relief : une femme, de profil, tournée vers la droite, habillée d'un péplos et assise sur un trône. Elle fut découverte en 1960 par l'éphore Nikólaos Zafirópoulos au lieu-dit Synoikismos, là où l'éphore suivante, Photeini Zapheiropoulou, découvrit vingt-trois ans plus tard un cimetière du VIIe siècle av. J.-C.,.

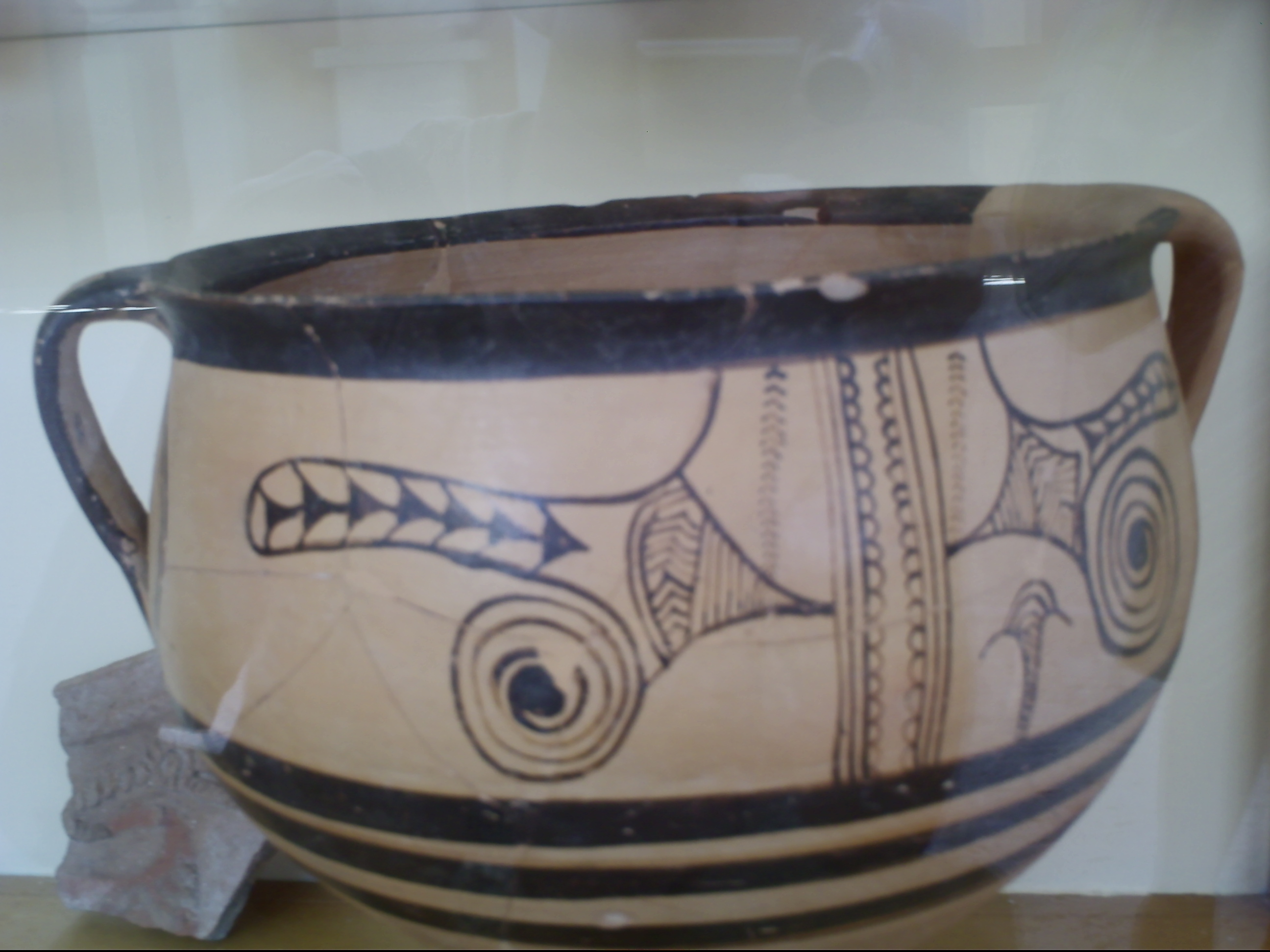
Vase mycénien provenant de l'acropole de Koukounariés (XIIe siècle av. J.-C.)
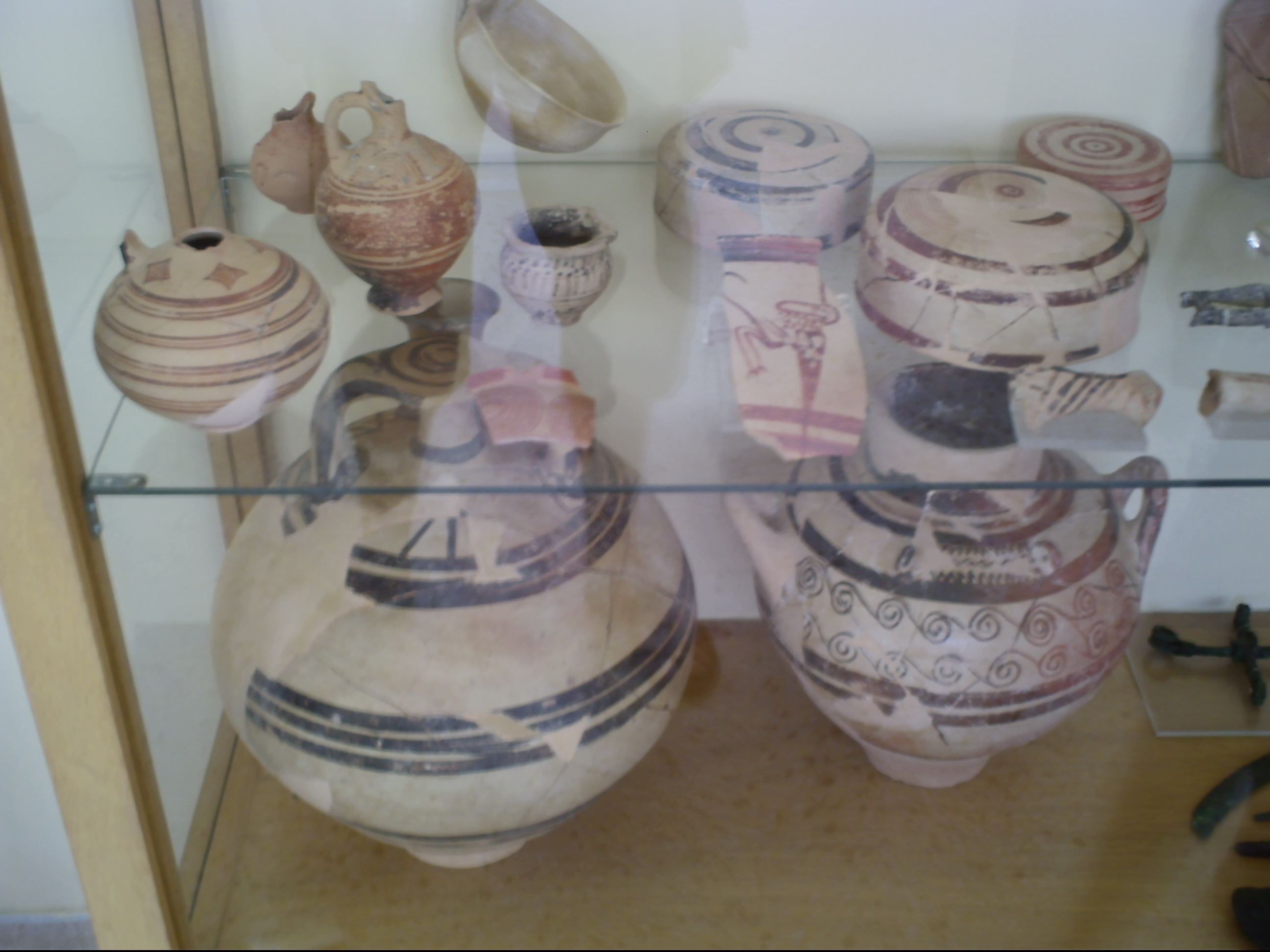
Vases mycéniens provenant de l'acropole de Koukounariés (XIIe siècle av. J.-C.)
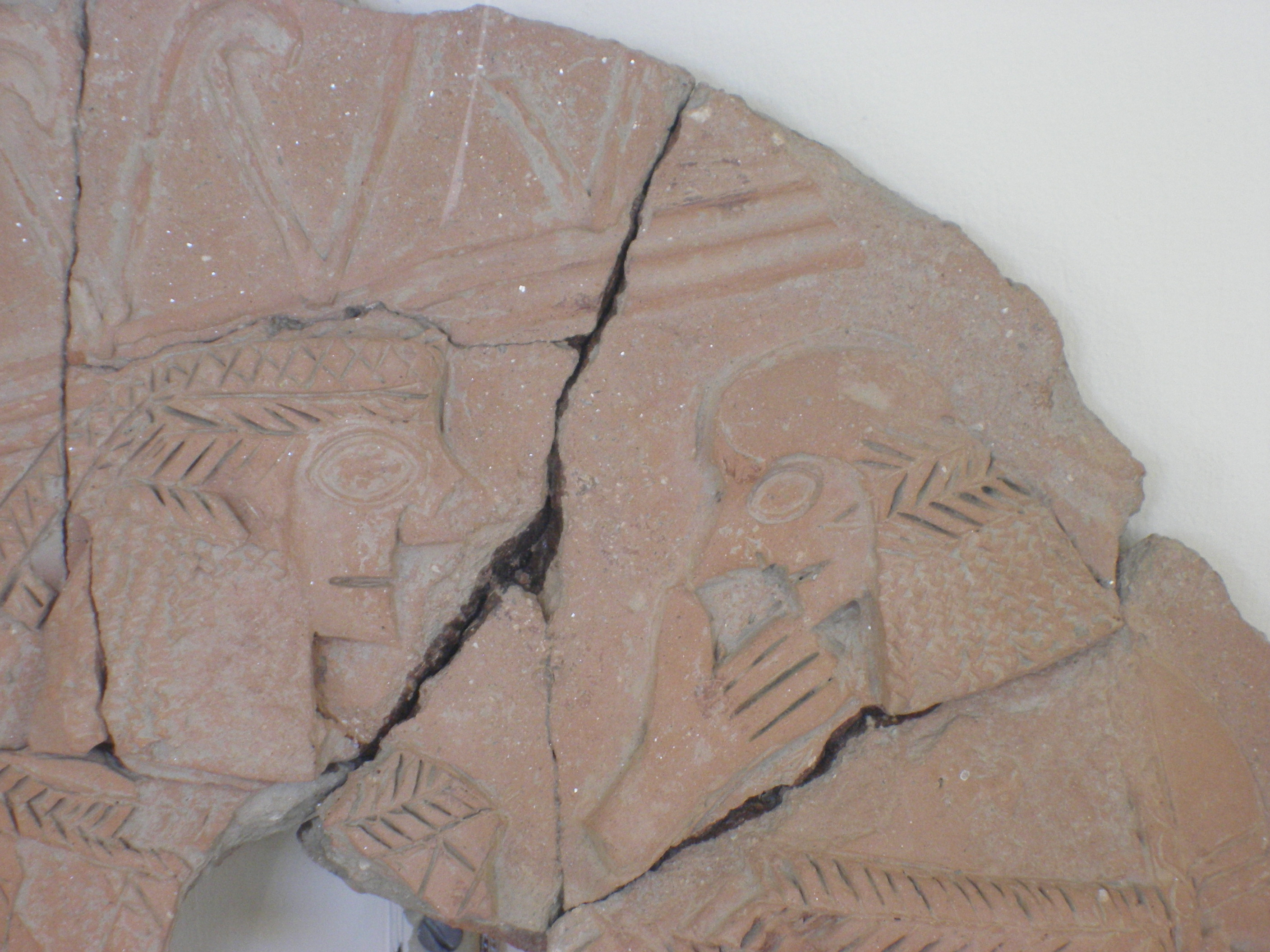
Fragment de vase provenant de l'acropole de Koukounariés (second quart du VIIe siècle av. J.-C.)

Les vitrines no 5, 5A, 6 et 7 sont consacrées aux objets provenant du Délion, le sanctuaire dédié à Apollon et sa sœur Artémis, et datant des VIIIe au IVe siècle av. J.-C. Elles exposent des vases, des faïences, des figurines animales et humaines (bustes féminins par exemple), des sceaux de pierre, des bijoux en cuivre ou ivoire, des amulettes, etc. Certains sont de production locale, d'autres sont importés depuis Corinthe, l'Attique, Rhodes mais aussi l'Égypte (scarabées de faïence par exemple) ou la Phénicie. La collection provenant du Délion pourrait être plus importante, mais tous les objets découverts lors des fouilles avant la Seconde Guerre mondiale ont disparu au cours de celle-ci,. Après la vitrine no  7, le long du mur, se trouvent des fragments de sculptures archaïques en marbre de Paros issues d'ateliers pariens : une tête inachevée de kouros grandeur nature, un torse de petite koré et une tête qui pourrait être celle d'une koré ou d'un sphinx.

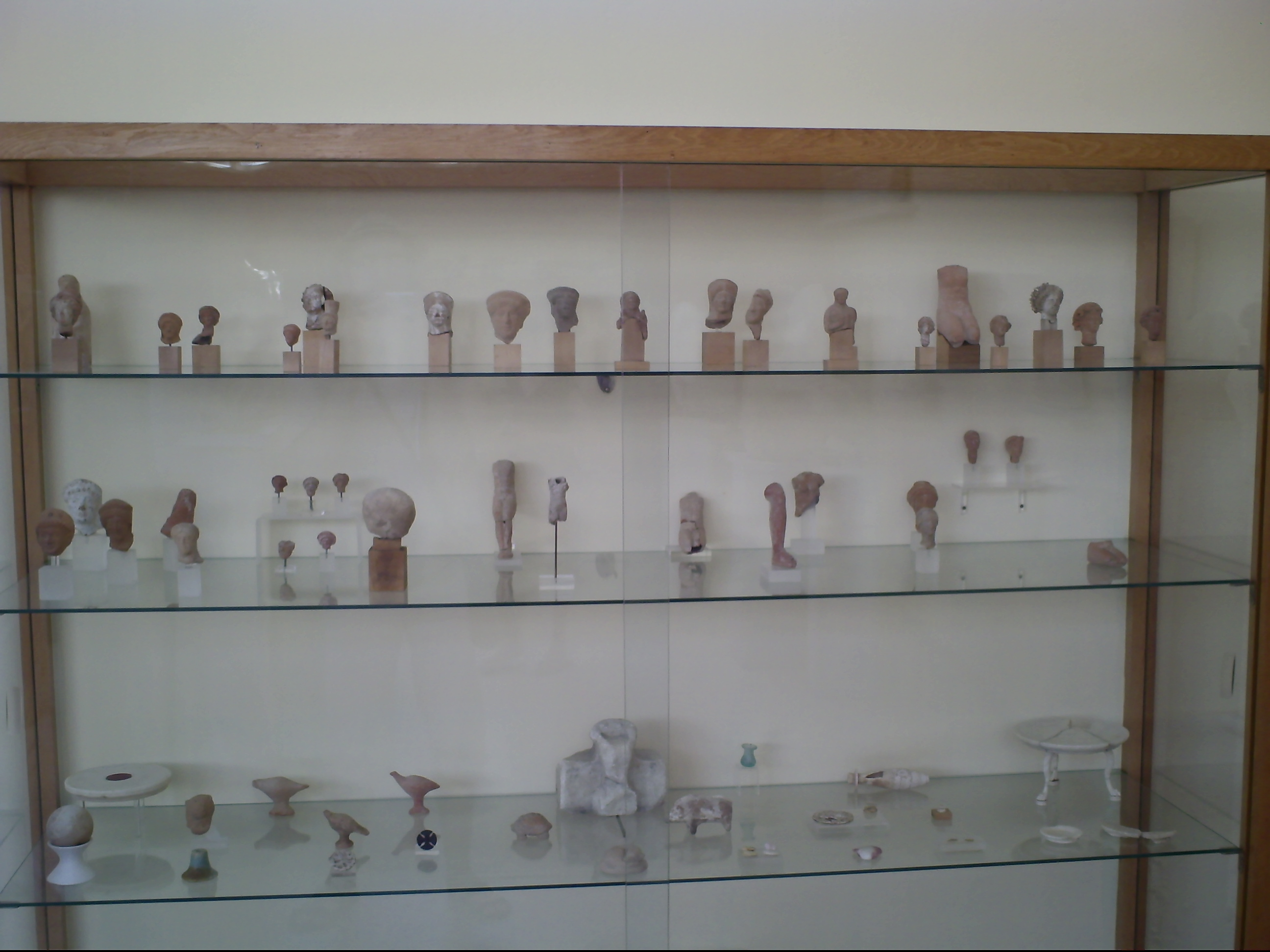
Vitrine contenant des objets VIIIe au IVe siècle av. J.-C. provenant du Délion. Sur la droite, une petite table en marbre (A587) du IVe siècle av. J.-C.
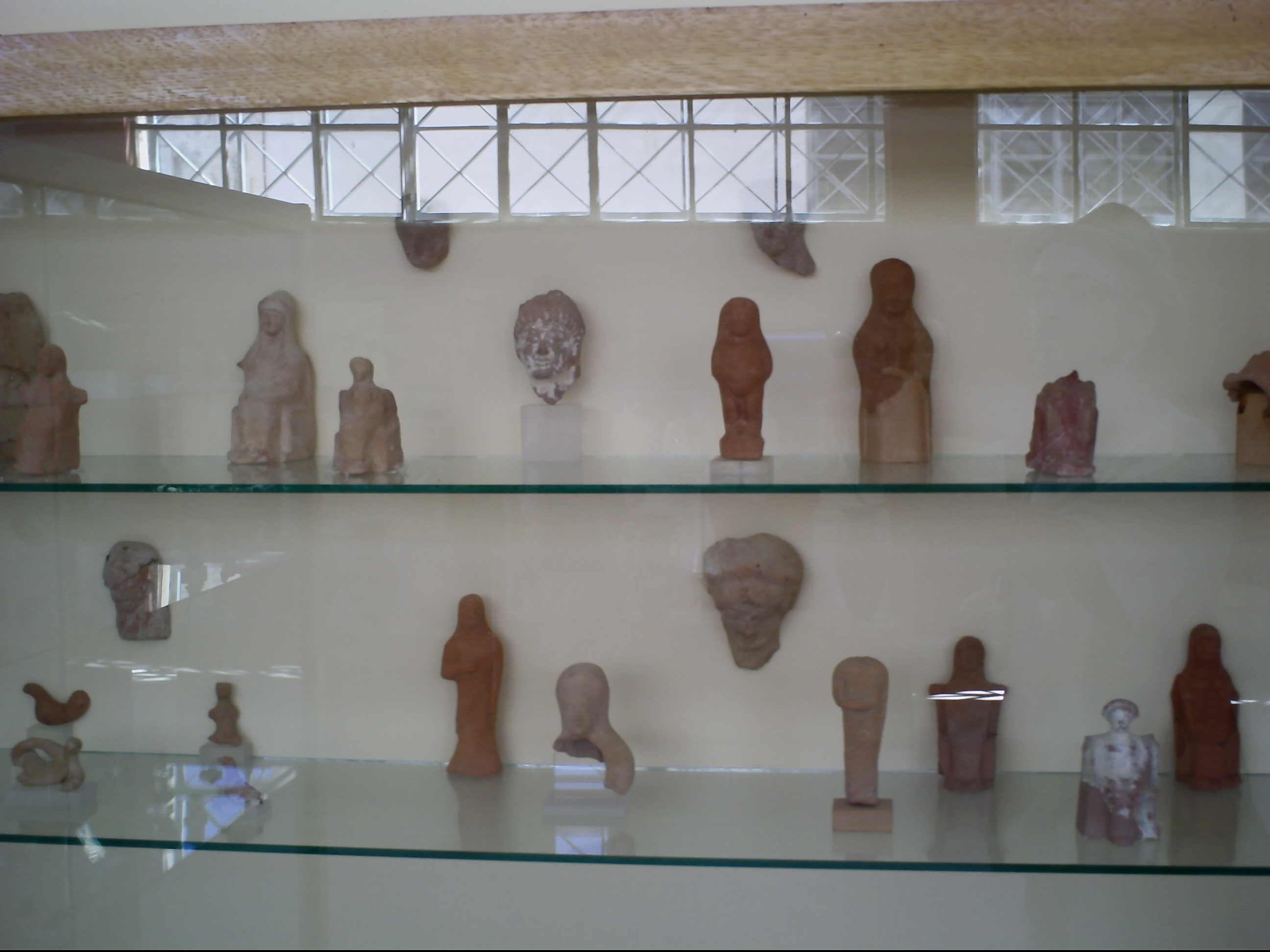
Vitrine contenant des objets VIIIe au IVe siècle av. J.-C. provenant du Délion.
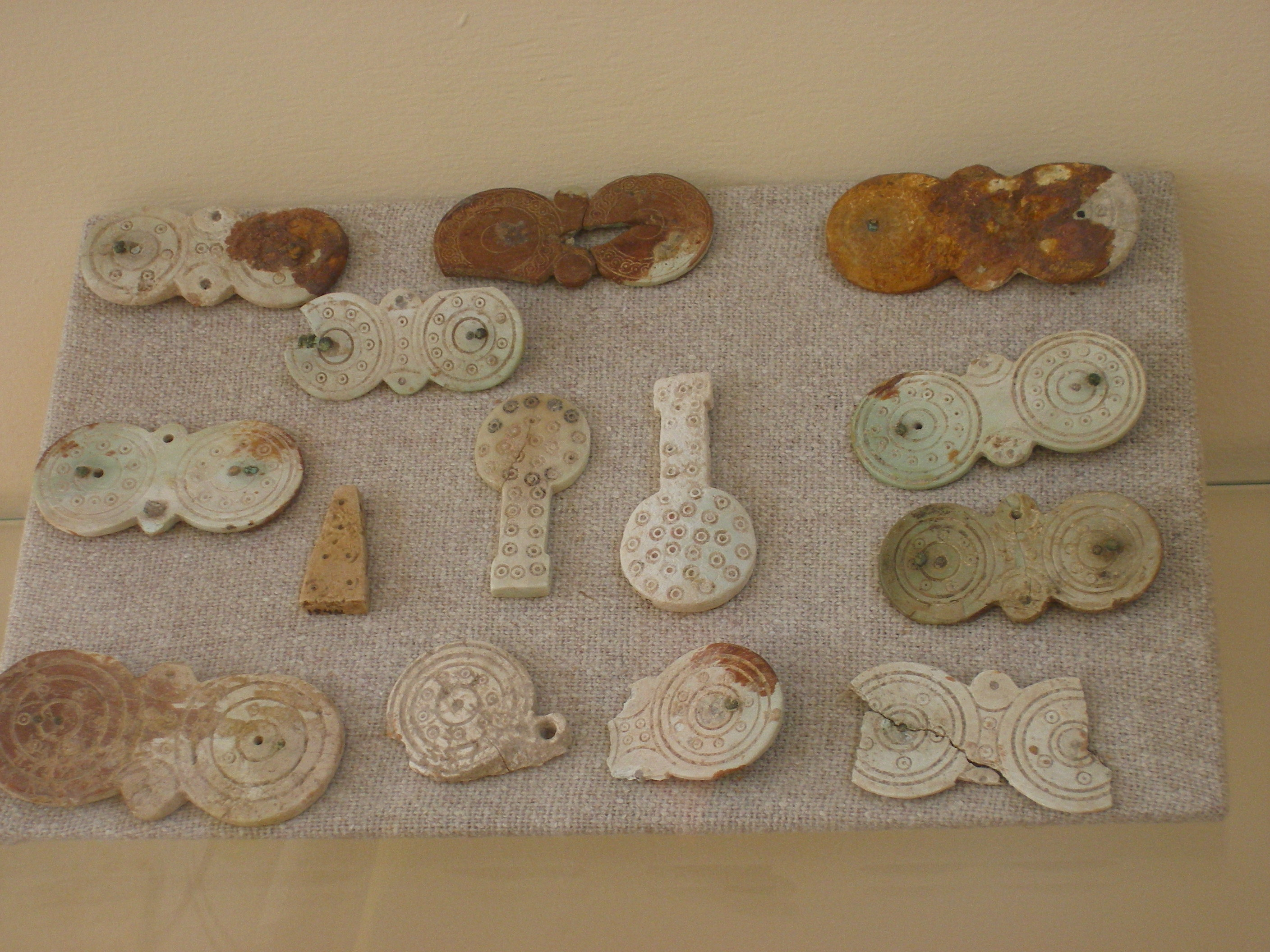
Objets d'ivoire (VIe siècle av. J.-C.) trouvés au Délion.
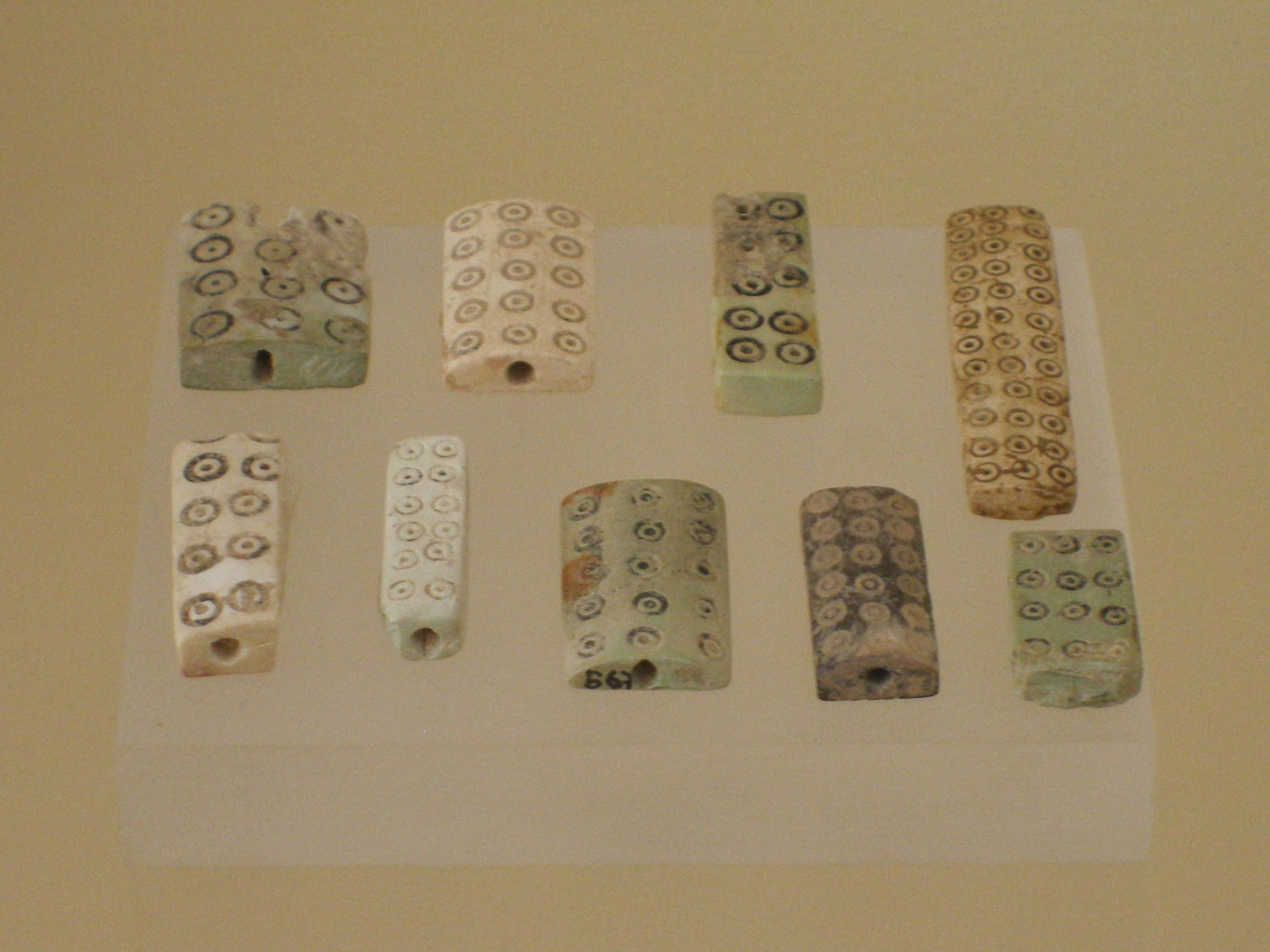
Objets d'ivoire trouvés au Délion

La vitrine no 8 abrite des vases classiques, principalement importés d'Attique, à figures noires et figures rouges. Ils proviennent surtout du plus grand cimetière antique de Parikiá, celui de Vitzi, près du port. On peut y voir aussi des miroirs des Ve et IVe siècles av. J.-C. et des objets de verre romains des Ier et IIe siècles ap. J.-C. ainsi que divers objets de la vie quotidienne : strigiles, bijoux ou jouets,. Les vases des vitrines no  9 et 10 proviennent du même cimetière : certains sont de production locale, d'autres sont importés de Corinthe ou Rhodes. Ils datent du VIIIe au Ve siècle av. J.-C. On peut y voir des vases géométriques du VIIIe siècle av. J.-C. découverts dans la tombe commune dite polyandrion,.

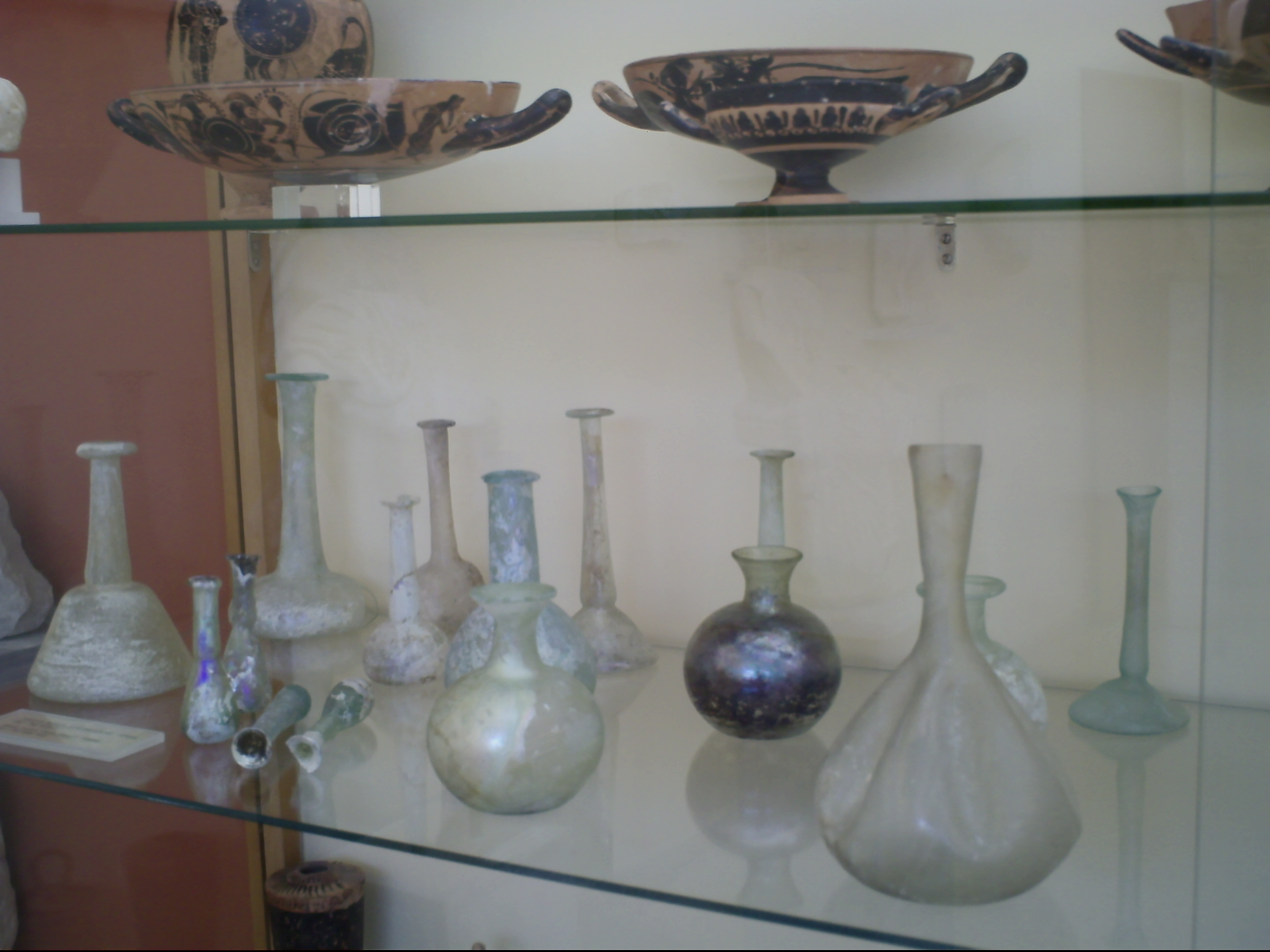
Vases attiques, à figures noires et objets de verre romains. Vitrine no  8.
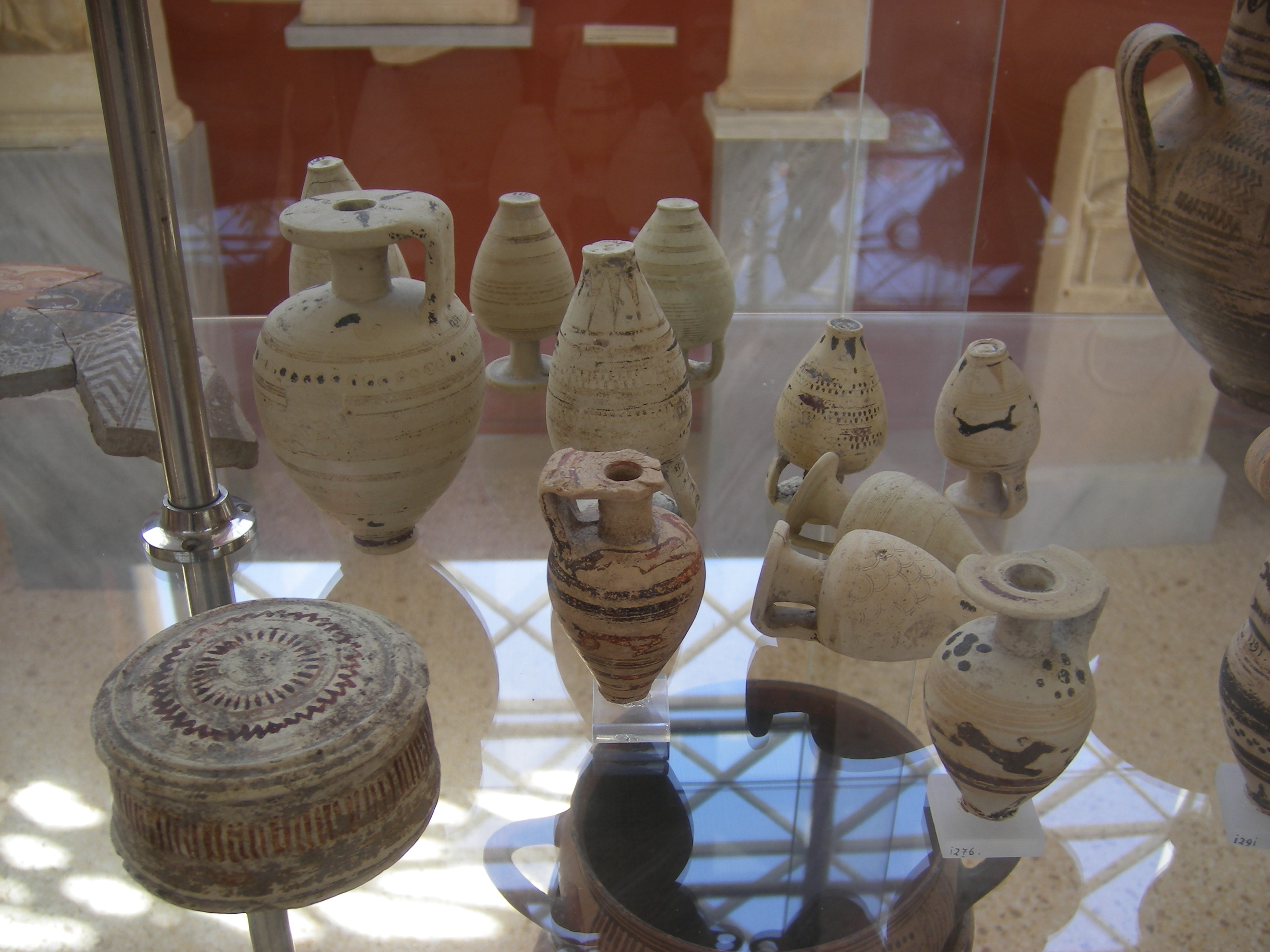
Céramique grecque. Vitrine no  9.
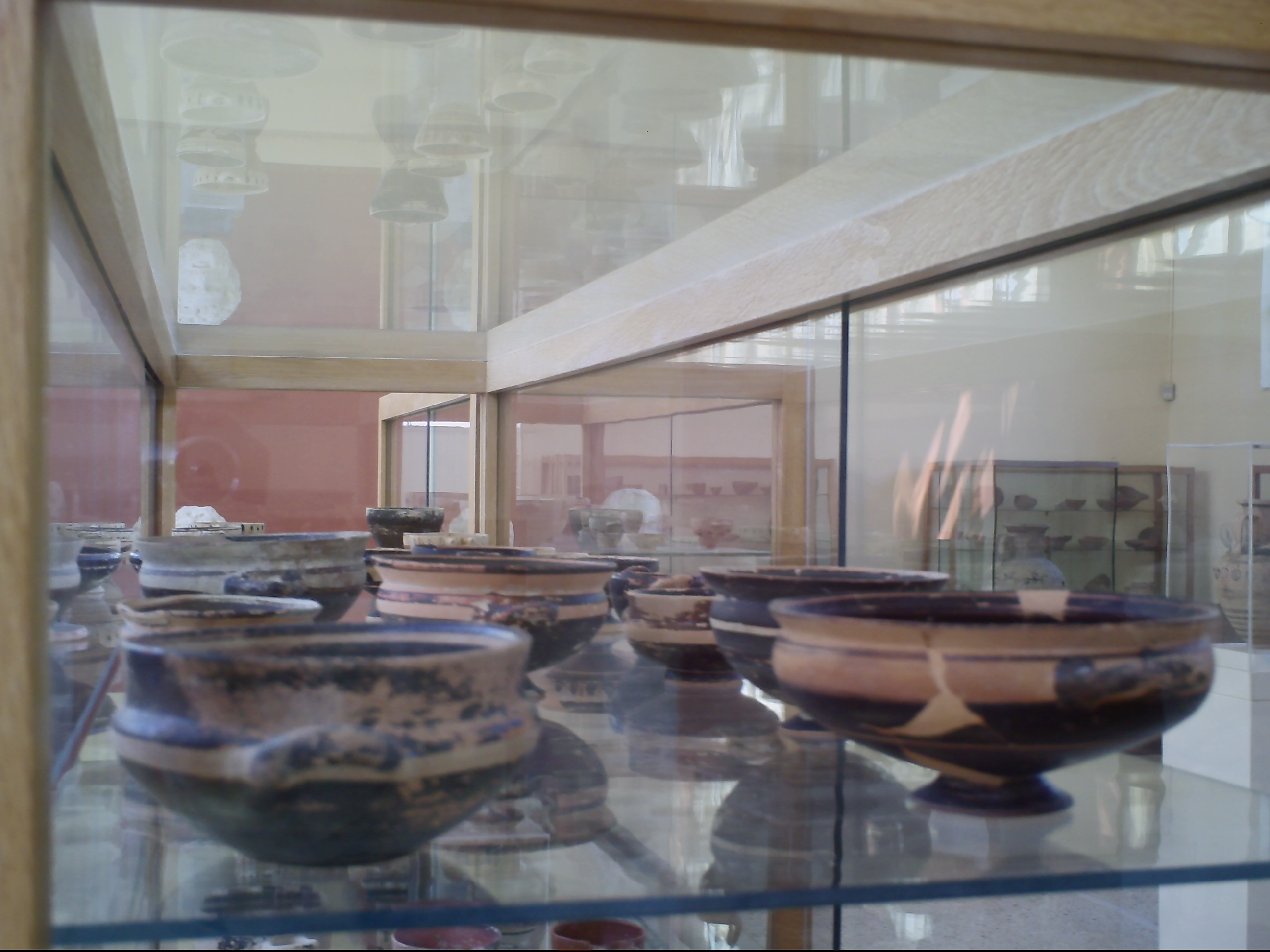
Céramiques corinthiennes (VIIe siècle av. J.-C.). Vitrine no  9
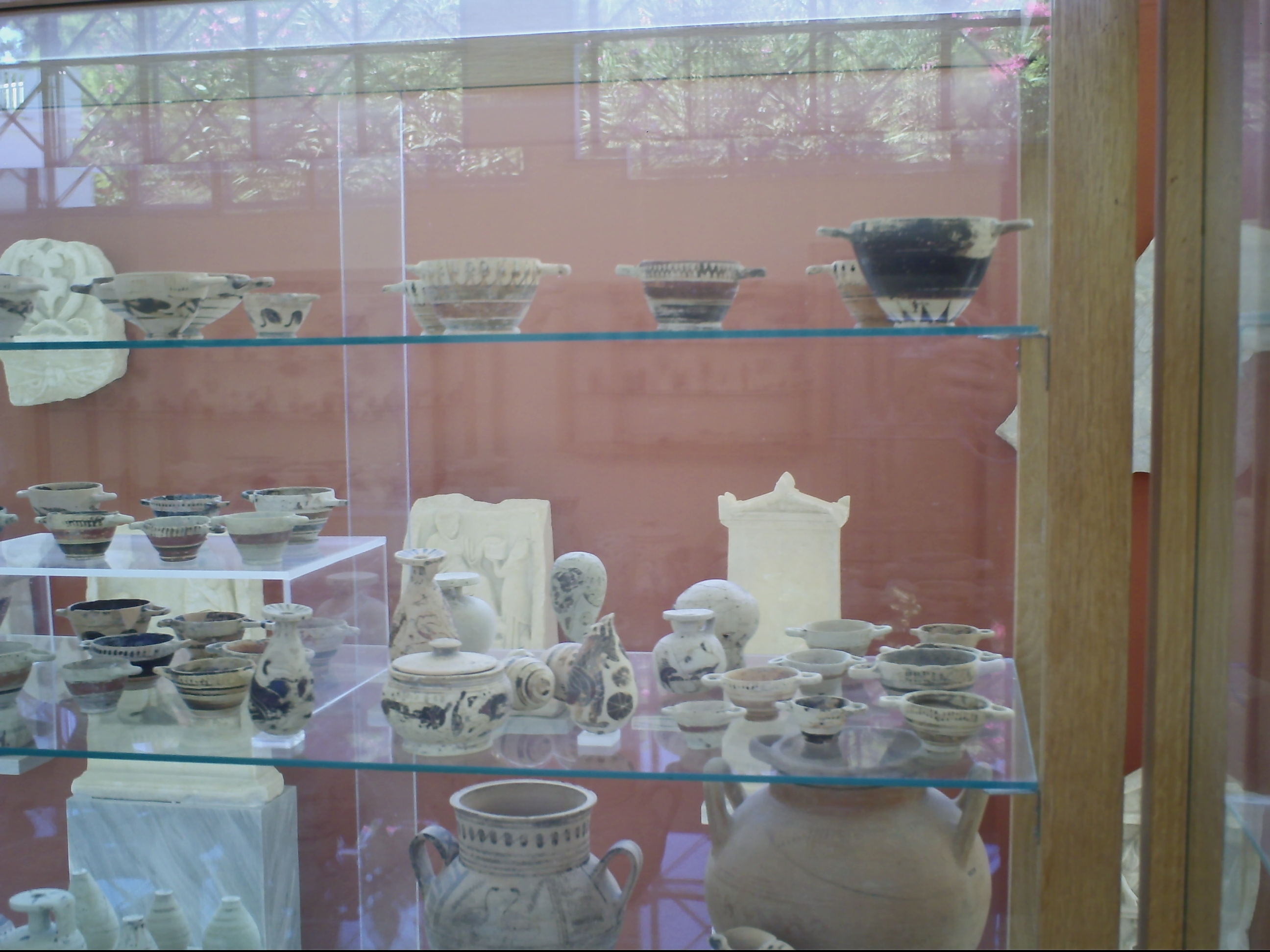
Céramique grecque. Vitrine no  9

Le long du mur est de la salle sont exposées statues, sculptures, stèles funéraires et inscriptions, principalement sous forme de fragments, en marbre de Paros et produits par des ateliers pariens. Une des plus remarquables est la statue d'Artémis à laquelle il manque tête, bras et jambes sous le genou. Le mouvement du tissu, lié à celui de la déesse, lui fait épouser et révéler les formes du corps. Deux stèles remontent au Ve siècle av. J.-C. L'une, représente un homme barbu portant un himation drapé sur l'épaule gauche. Il le tient de la main gauche ; dans la main droite il devait tenir un bâton aujourd'hui disparu. La stèle qui rappelle les marbres du Parthénon (sur lesquels des sculpteurs pariens ont travaillé) montre la qualité des ateliers de sculpture parienne. L'autre représente une femme habillée d'un péplos ; ses bras sont pliés, paumes de main vers le haut : elle devait y tenir un objet figuré en peinture,.
Au même endroit, se trouvent deux têtes masculines en marbre. L'une pourrait représenter le dieu Asklépios ; elle remonte au IVe siècle av. J.-C. L'autre est inachevée et serait un portrait masculin de la fin de l'époque hellénistique,. Tout au fond de la salle, un fragment de la chronique de Paros est exposé. C'est le seul fragment encore en Grèce. Remontant au milieu du IIIe siècle av. J.-C., cette inscription longue de 134 lignes et dont l'auteur est inconnu, est une liste chronologique d'événements (dont aucun ne mentionne Paros ou même les Cyclades), de 1582 avant notre ère (du temps du mythique roi d'Athènes Cécrops) à 264/263 av. J.-C. quand Diognetos était archonte éponyme de cette même Athènes. L'inscription devait se trouver à l'origine près de l’Archilocheion. Il a été suggéré en effet qu'elle pourrait avoir servi aux leçons d'histoire dispensées dans le gymnase qui se trouvait à côté de ce sanctuaire. Deux premiers fragments furent découverts en 1627 dans le kastro de Parikiá et sont maintenant à l'Ashmolean Museum d'Oxford, mais deux moulages sont présents au musée de Paros. Un troisième fragment fut découvert en 1897 au lieu-dit tholos et donné au musée par la famille Varouhas,.

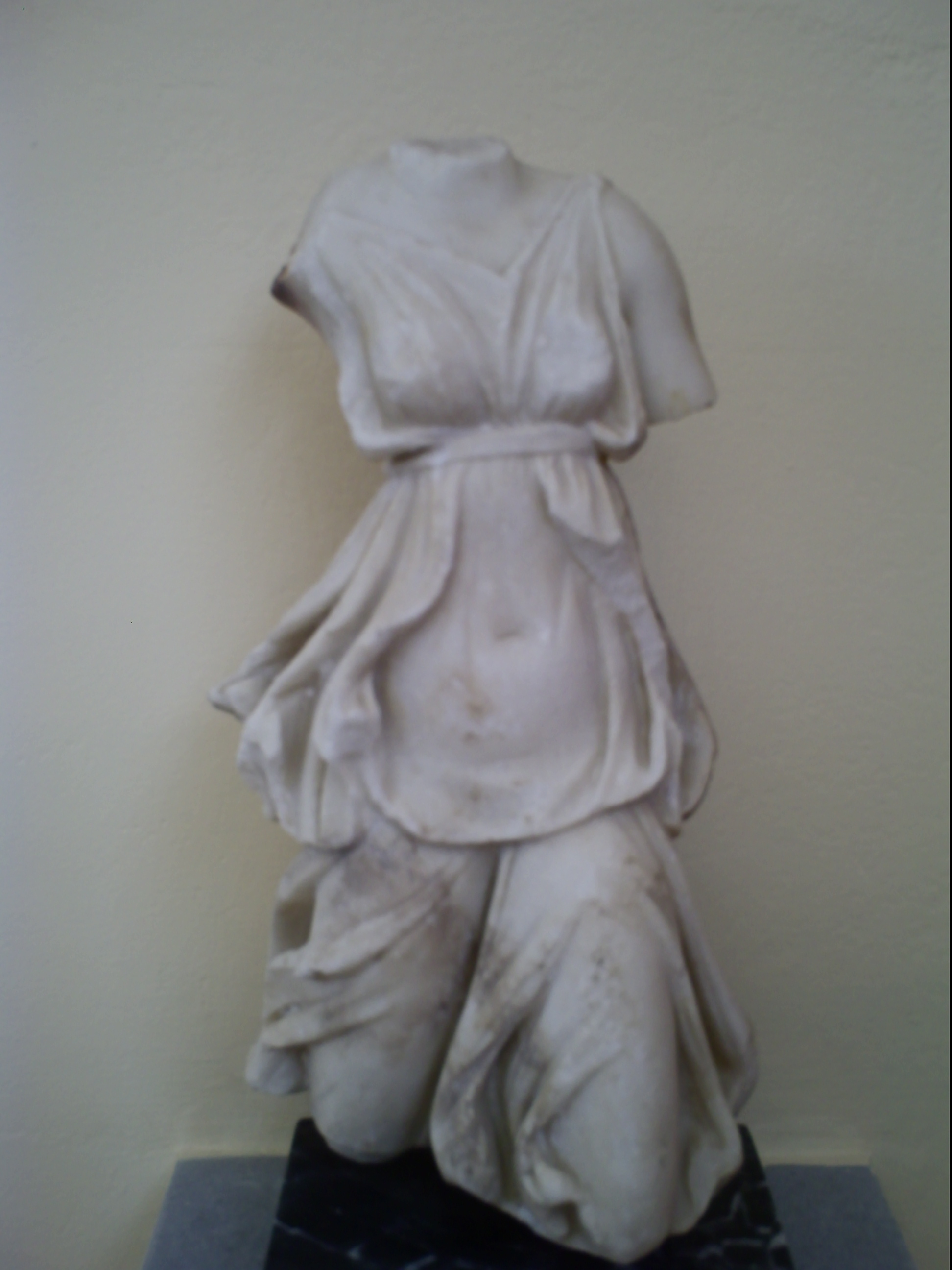
Statue d'Artémis (A23), marbre de Paros.
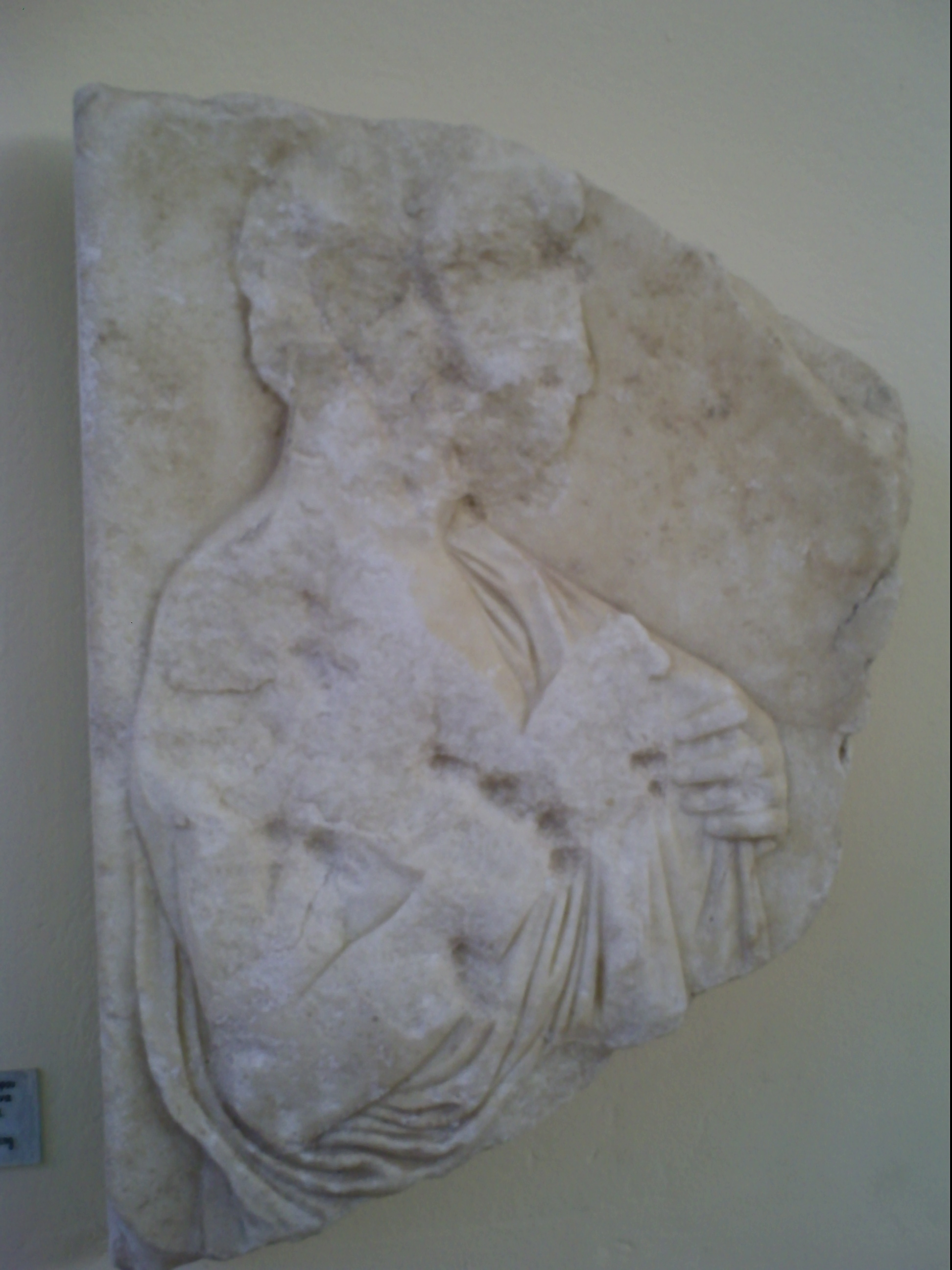
Stèle funéraire (A947). Marbre de Paros. Vers 440 av. J.-C.
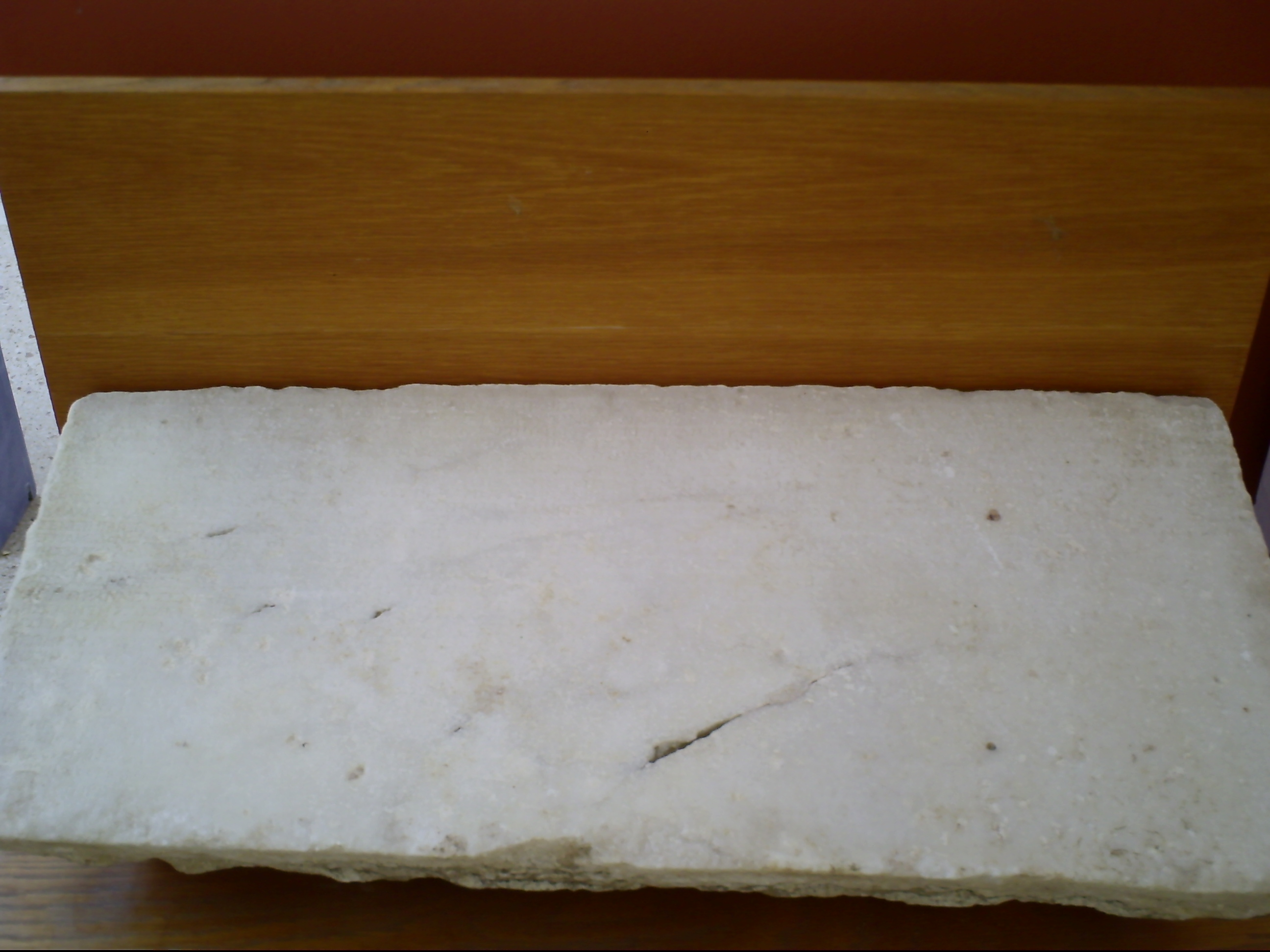
Fragment de la chronique de Paros. Milieu du IIIe siècle av. J.-C.
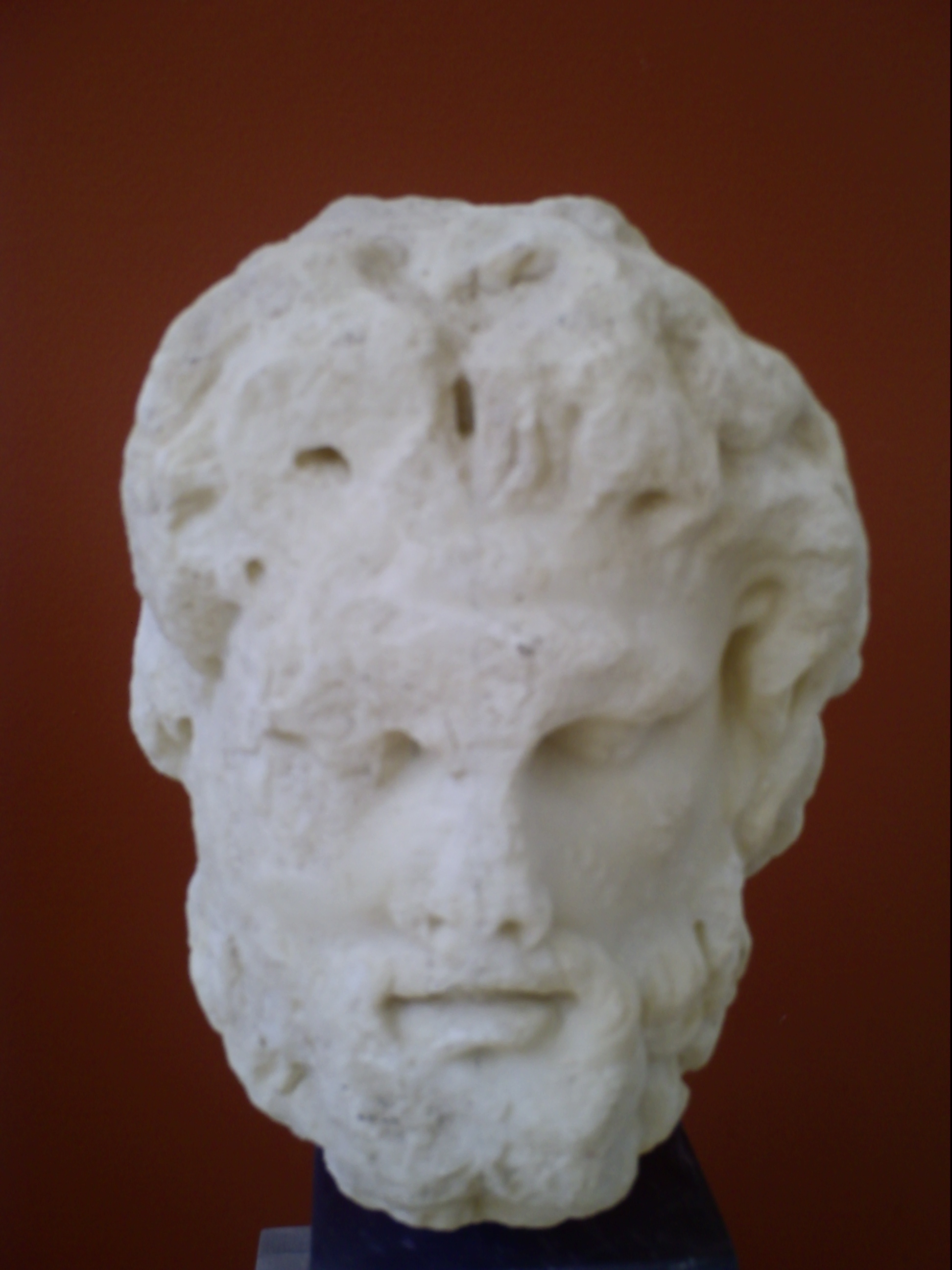
Tête inachevée (A782). Fin de l'époque hellénistique

Derrière, le long du mur sont alignées des stèles funéraires allant du Ve siècle av. J.-C. au IIIe siècle. Le fragment du bas de l'une d'entre elles permet de deviner qu'il s'agit d'un hoplite à la proue d'un navire. La stèle en deux parties remontant au IIIe siècle représente d'un côté Dionysos nu, la chlamyde rejetée sur l'épaule ; dans la main gauche, il tient un oiseau, dans la droite une grappe de raisins et à ses pieds se trouve un chien. L'autre partie représente un couple couché à un banquet funéraire. Sur une autre stèle avec banquet funéraire du IIIe siècle, des traces de peinture rouge sont encore visibles. Une stèle (IIIe – IIe siècles av. J.-C.) représente une scène d'adieux dans un naiskos,.

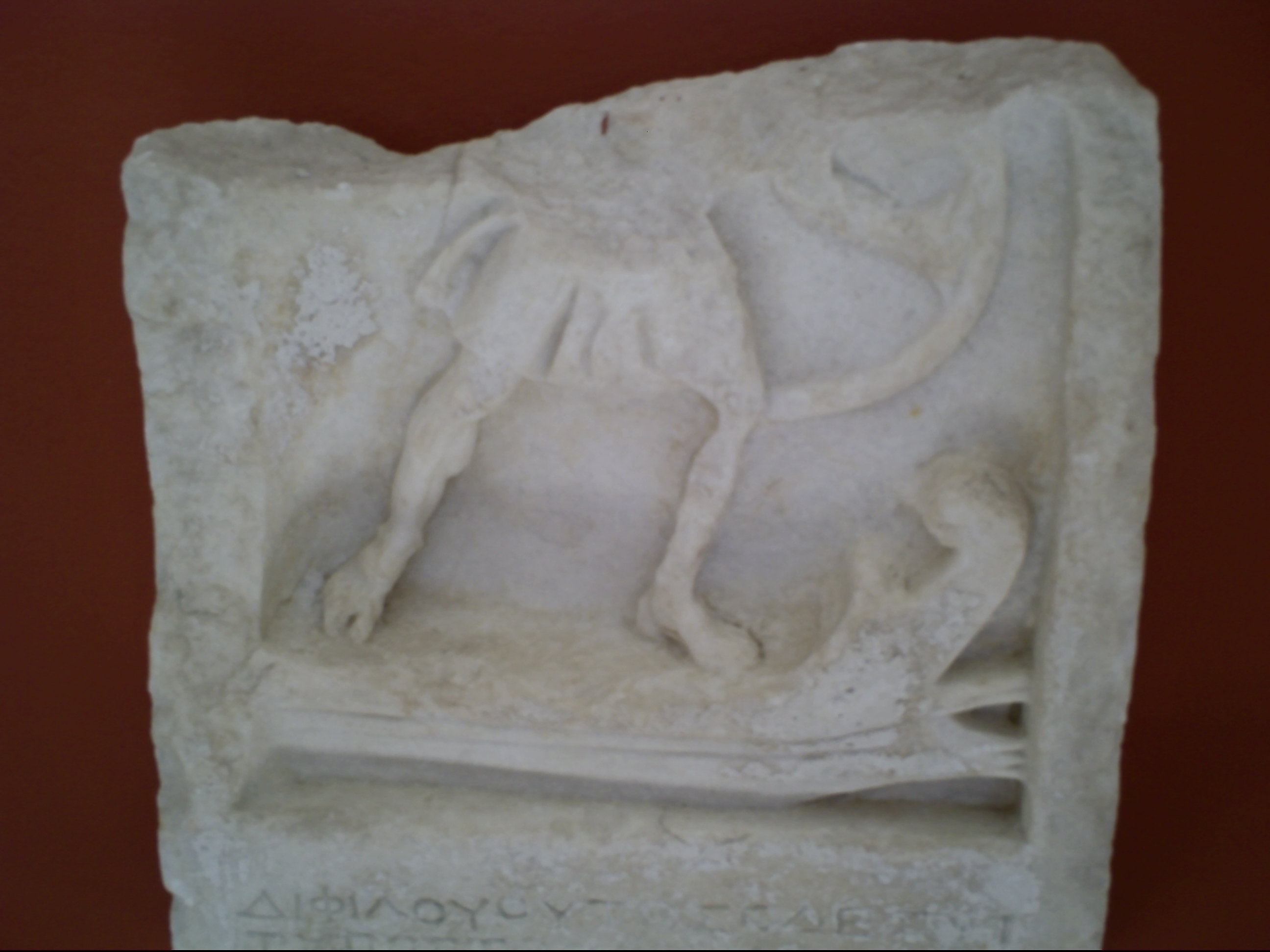
Stèle funéraire (A1). Hoplite à la proue d'un navire
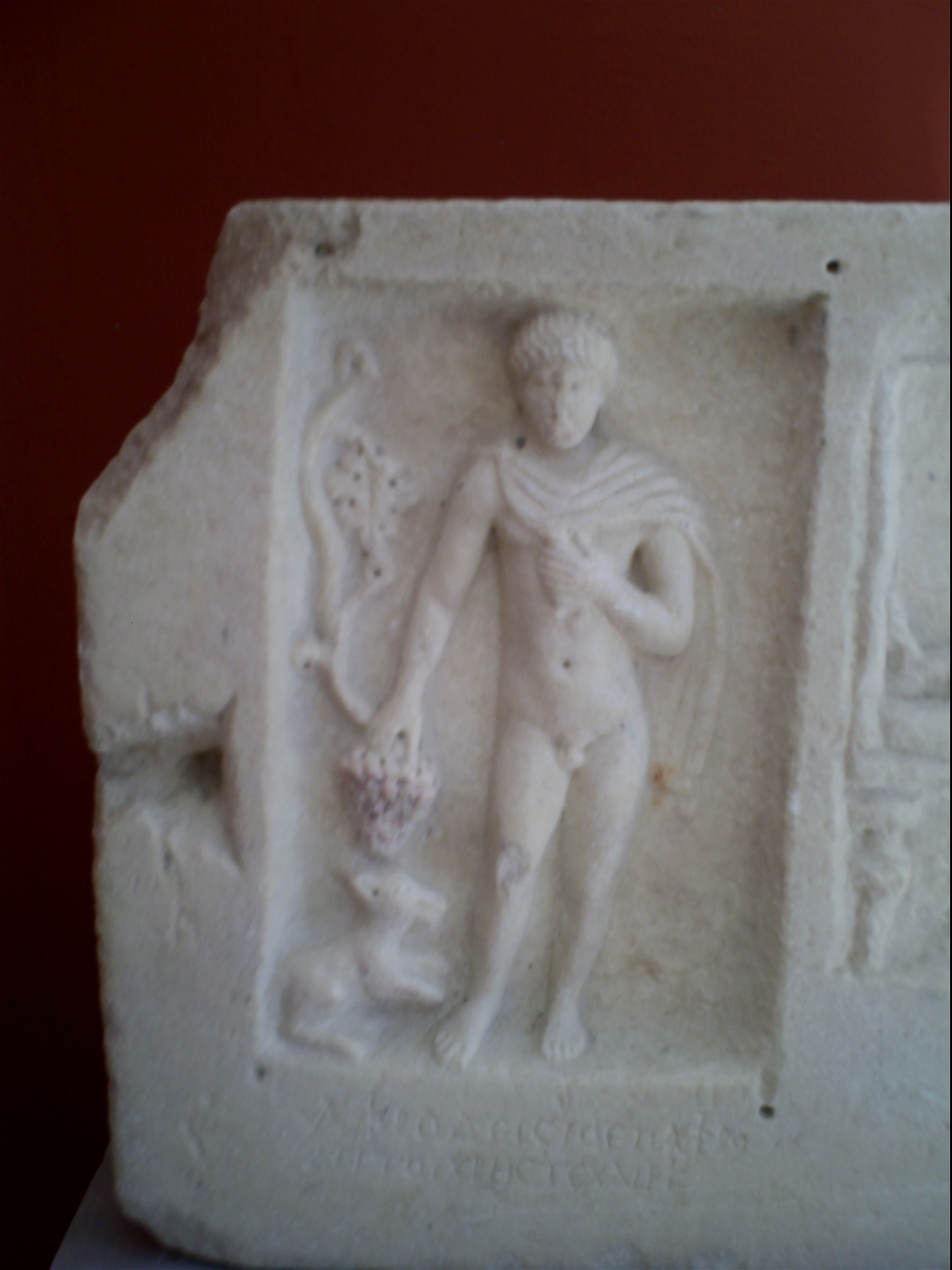
Stèle funéraire (A181) représentant Dionysos. IIIe siècle
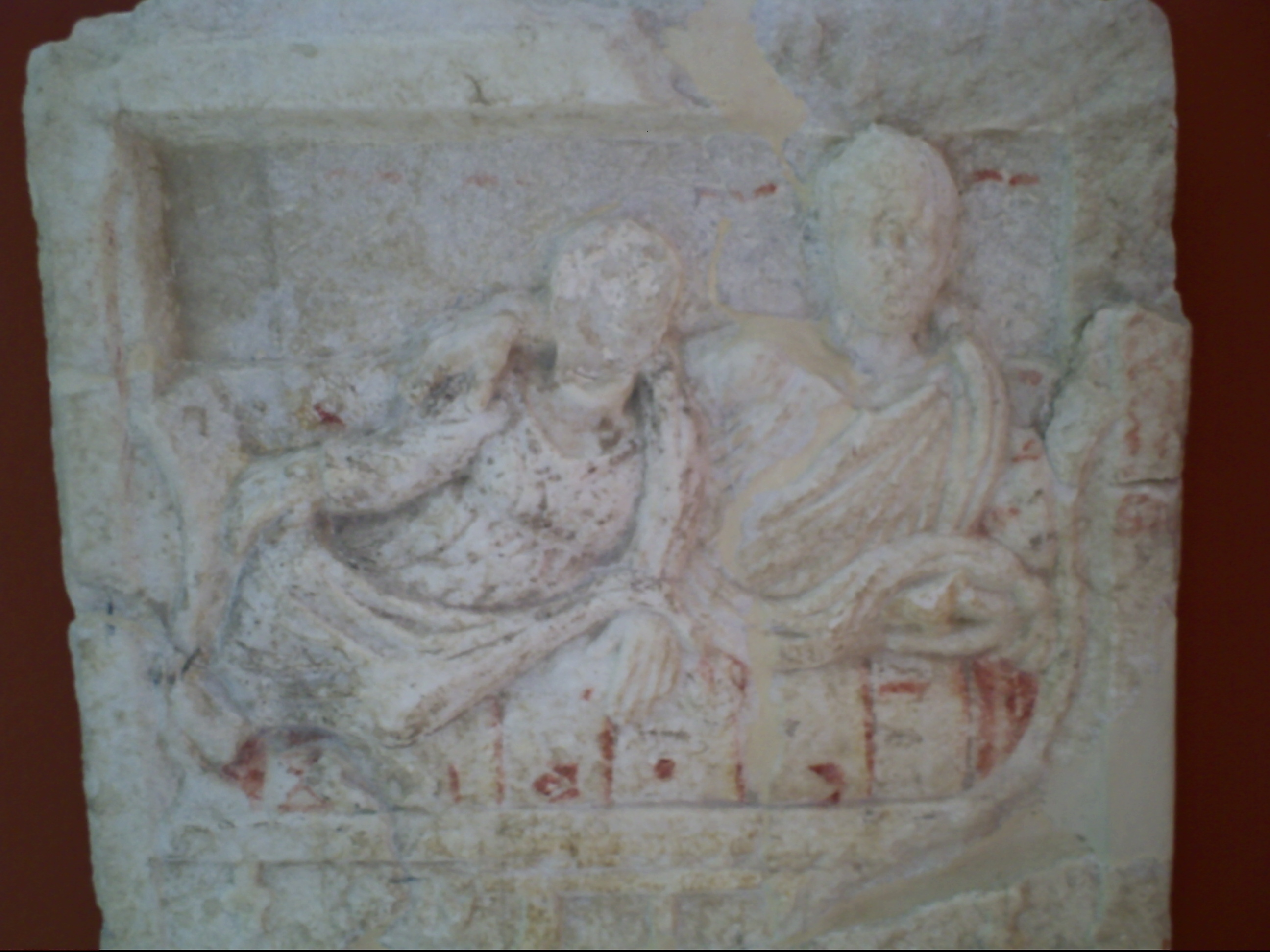
Stèle funéraire (A1214). Banquet funéraire. IIIe siècle
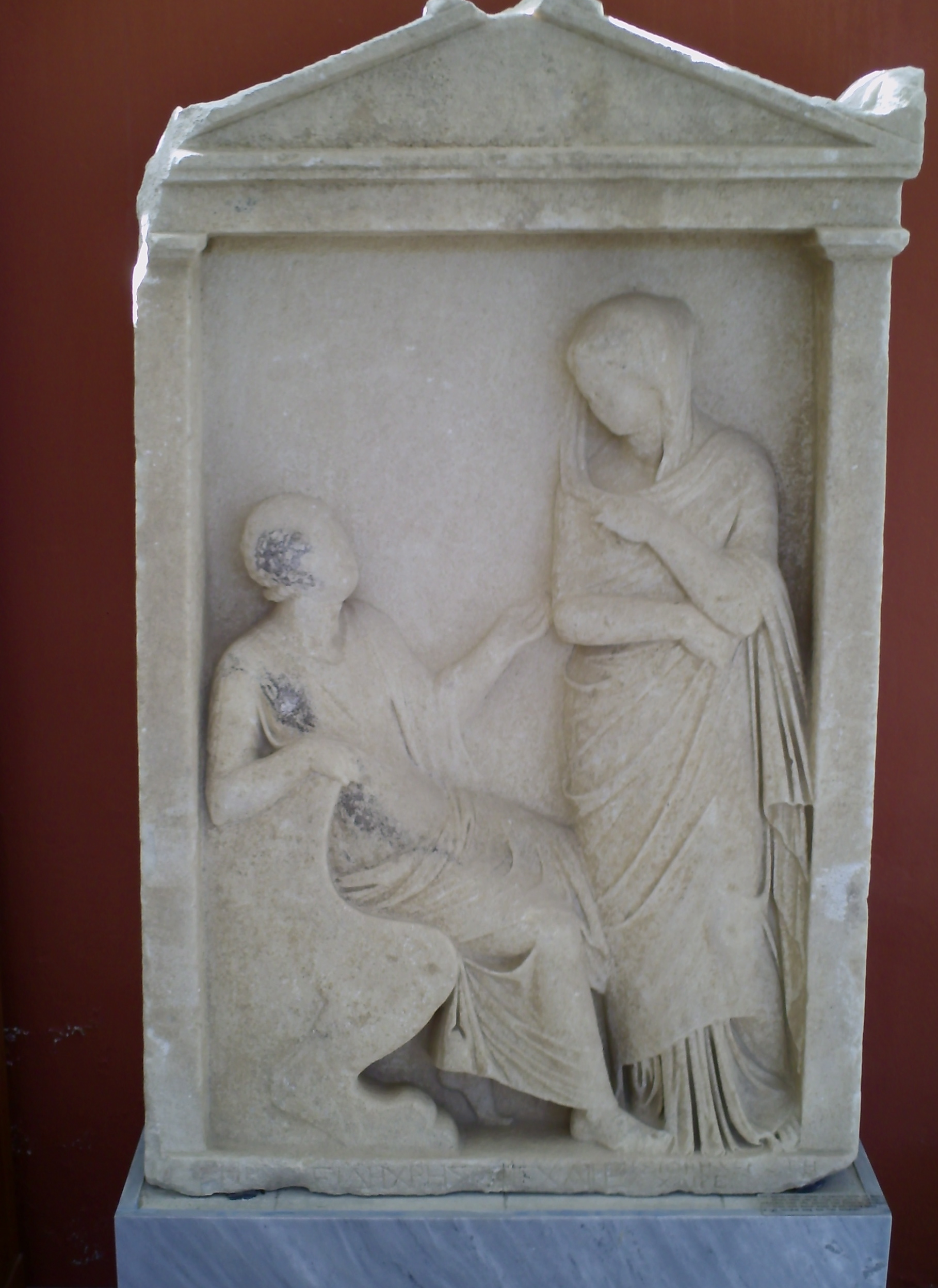
Stèle funéraire (A734), IIIe – IIe siècles av. J.-C., scène d'adieux dans un naiskos.

### Numéros d'inventaire
1. ↑  A780
2. ↑  A735
3. ↑  A1251
4. ↑  A733
5. ↑  A40, A92, A175, A176, A177 et A731
6. ↑  1076
7. ↑  A40
8. ↑  A29, A39 et A179
9. ↑  A36
10. ↑  A174
11. ↑  A1357
12. ↑  A458 et A1351
13. ↑  A1184
14. ↑  A1185
15. ↑  A1285
16. ↑  A165 ; A166 ; A167 ; A719
17. ↑  A169 ; A769 ; A182
18. ↑  A58 ; A766 ; A767
19. ↑  A1177
20. ↑  A1287
21. ↑  A758 et A759
22. ↑  A172
23. ↑  A119
24. ↑  A194
25. ↑  A1356
26. ↑  A91 et A800
27. ↑  A162
28. ↑  A13 ; A157 ; A311 ; A1281 ; A1282 ; A1377
29. ↑  A1284
30. ↑  A1168
31. ↑  B2652 et B2653
32. ↑  A245
33. ↑  A183
34. ↑  A756
35. ↑  A1290
36. ↑  A1026
37. ↑  A757
38. ↑  A798
39. ↑  A10
40. ↑  A1450
41. ↑  A2200
42. ↑  A2136
43. ↑  A760
44. ↑  A792
45. ↑  A163
46. ↑  A164
47. ↑  A23
48. ↑  A947 et A948
49. ↑  A947
50. ↑  A948
51. ↑  A345
52. ↑  A782
53. ↑  A26
54. ↑  A1
55. ↑  A181
56. ↑  A1214
57. ↑  A734